# Noordlaren
Noordlaren (Gronings: Noordloarn) is een dorp in de gemeente Groningen van de Nederlandse provincie Groningen. Bijzonder is dat het dorp in een andere provincie ligt dan de Drentse plaatsen Zuidlaren en Midlaren ten zuiden ervan. Aan de oostkant wordt het begrensd door het Zuidlaardermeer. Het postcodegebied (BAG) van het dorp telt 545 inwoners, van wie er 365 binnen de dorpskom wonen (CBS 2023).
De inwoners van het dorp droegen vroeger de Groningse bijnaam 'Özzen', wat vertaald kan worden als domkoppen. Dit zou verband houden met de terugtocht van de Munsterse bisschop 'Bommen Berend' van Groningen naar Coevorden: De bewoners van Noordlaren zouden toen de weg van Groningen naar Coevorden (de Zuidlaarderweg) hebben ondermijnd door hierin diepe kuilen te graven, waarin zij omgekeerde eggen legden met de punten omhoog, die zij vervolgens camoufleerden met takken. Het leger van de bisschop viel daarop het dorp binnen en brandde het grotendeels plat.

## Geografie

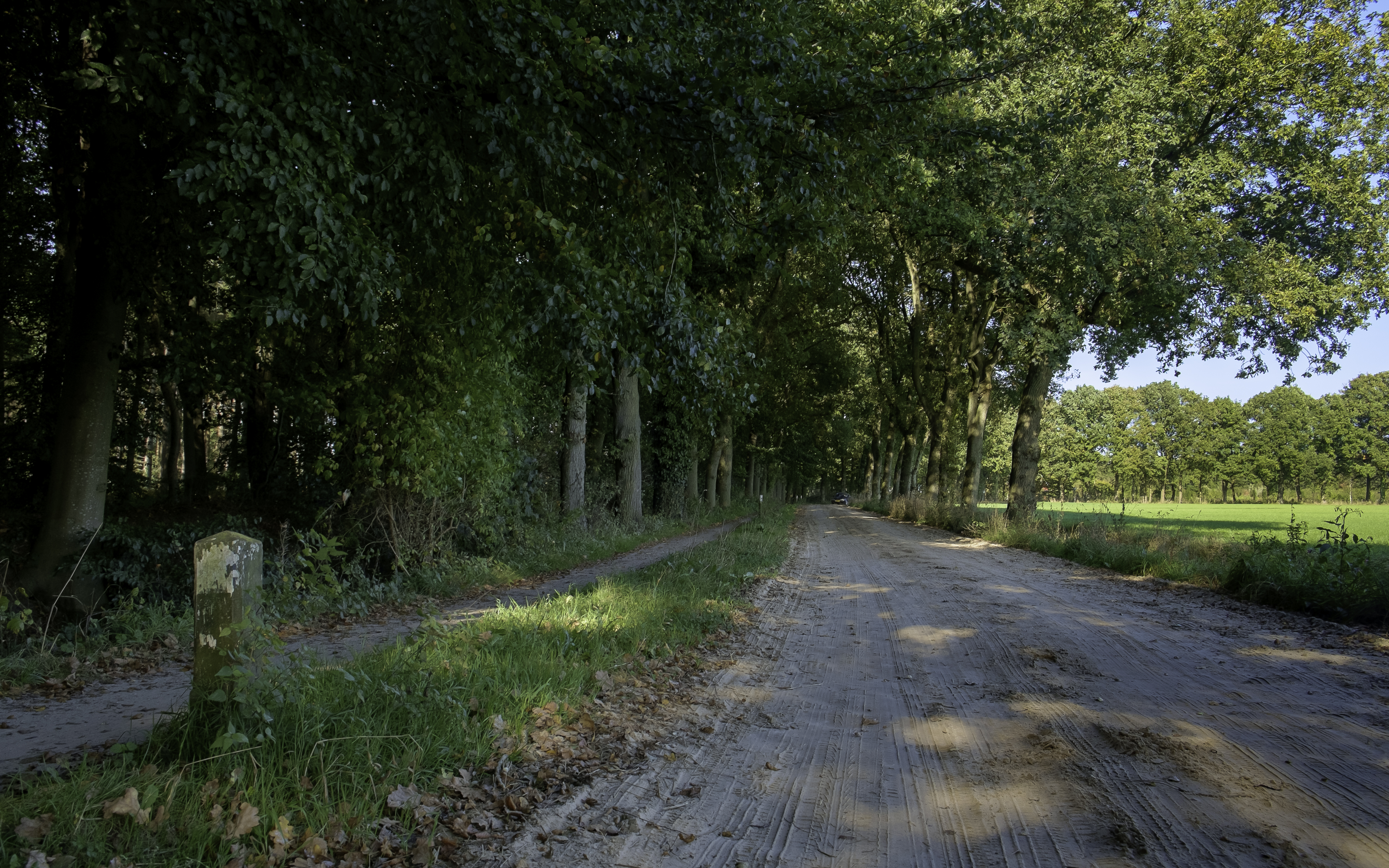
De Duinweg langs het Noordlaarderbos (links)

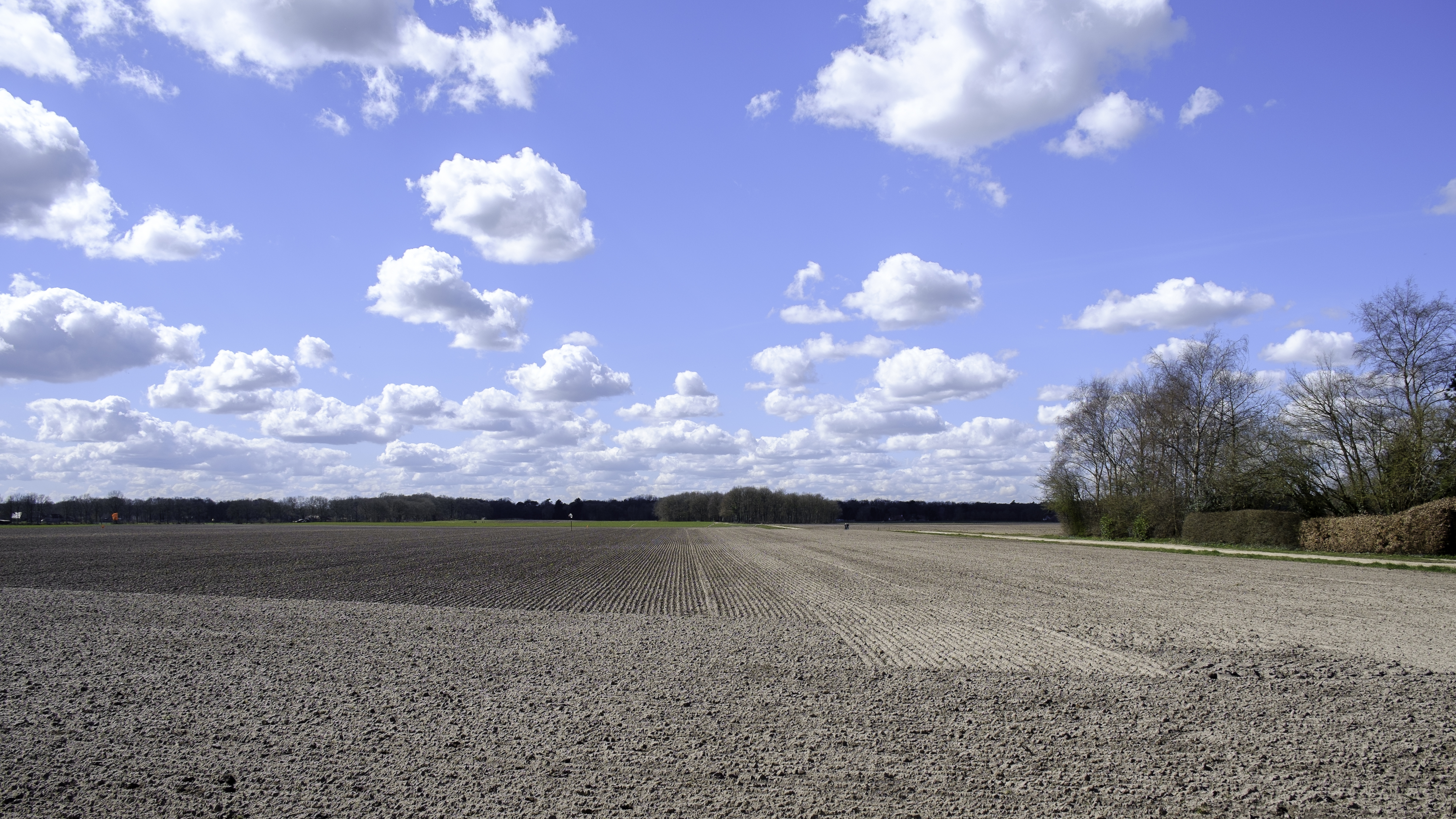
Noordlaarder es gezien in de richting van Midlaren

### Landschap
Noordlaren ligt op de oostelijke rand van de Hondsrug, die zelf de oostelijke rand vormt van het Drents Plateau. In het westen loopt de Hondsrug af naar het dal van de Drentsche Aa (Westerlanden) en in het oosten naar het Hunzedal (onder andere de Oostpolder), waarin in de middeleeuwen het Zuidlaardermeer ontstond. Bakker verdeelt dit gebied in de 'brinklanden' ten oosten van het dorp en de koebroeken ten noorden daarvan, ten oosten van de Lageweg. De koebroeken (huidige polder Koebroek) waren de oudste koeweides van het dorp en kunnen worden onderverdeeld in de osbroeken en de mottenbroeken ten oosten van de Lageweg. In het noorden van het grondgebied van Noordlaren ligt een oud doorbraakdal tussen de Hunze en de Drentsche Aa dat de naam Besloten Venen draagt. Hier is rond 2000 het particuliere landgoed Blanckenborch ingericht. Het centrale deel van de Hondsrug omvat de Noordlaarder es, een groot gebied waar intensieve landbouw wordt bedreven, die door natuurontwikkeling echter steeds meer onder druk komt te staan. In de 19e eeuw werd op het westelijke deel van de Hondsrug het Noordlaarderbos aangeplant.
De verhoogde besloten escomplexen, stuifduinen, lanen, houtwallen, hagen en het Noordlaarderbos op de Hondsrug staan in contrast met het uitgestrekte open landschap van het veenweidegebied van de Oostpolder bij het Zuidlaardermeer en het open stroomdallandschap van de Westerlanden bij de Drentsche Aa. Noordlaren ligt op de overgang van het besloten eslandschap in het westen met het open veenweidegebied in het oosten.

#### Begrenzing
Het dorpsgebied grenst in het noorden aan Glimmen, dat tot begin 19e eeuw onder de klokslag van het kerspel Noordlaren viel. Hier liggen aan noordzijde het landgoed De Poll en het bosgebied Appelbergen, waar zich veel pingoruïnes bevinden. De grens loopt hier langs de Pollselaan en de Zuidlaarderweg. In het noordoosten vormen de Vogelzangsteeg, de Waterdijk en de Mansloot de grens met het dorpsgebied van Onnen, meer bepaald de Onner Es en de Onnerpolder. Aan oostzijde vormen het Drentsche Diep en het Zuidlaardermeer de grens met Kropswolde, dat ooit ook onder het kerspel viel. Een deel van het Zuidlaardermeer valt eveneens onder het dorpsgebied en was tot in de jaren 1980 eigendom van de marke van Noordlaren. Het betreft het deel van het Zuidlaardermeer tot aan de loop van de vroegere Hunze. Aan zuidzijde loopt de grens met Midlaren (en ten zuiden van het Noordlaarderbos natuurgebied de Vijftig Bunder), die tevens de provinciegrens met Drenthe vormt. Dit geldt ook voor de westzijde, waar de Drentsche Aa de grens met De Punt (vroeger onderdeel van Yde) en deze provincie markeert.

#### Ontwikkeling van het landschap
Het landschap rond Noordlaren werd in hoofdlijnen gevormd tijdens het Saalien. Onder invloed van oprukkende ijstongen werd toen een grote laag keileem afgezet waaruit de Hondsrug ontstond. Deze keileemrug vormde een goede bescherming tegen erosie. In dezelfde periode werd, waarschijnlijk onder invloed van een ijslob, ten oosten daarvan het 15 kilometer brede en 50 meter diepe Hunzedal uitgesleten. In de daaropvolgende warmere periode sneden de beekdalen van de Drentsche Aa en de Hunze zich in het landschap en ontstond er hoogveen. Tijdens het daaropvolgende koude Weichselien werd dekzand afgezet tegen de flanken van de Hondsrug, waarbij onder andere de stuifduinen van de Appelbergen en de Kerkduinen ontstonden. Ook werden toen een groot aantal pingoruïnes en doodijsgaten gevormd en ontstond het doorbraakdal van de Besloten Venen tussen de Hunze en de Drentsche Aa. In de middeleeuwen ontstond het Zuidlaardermeer in het stroomdal van de Hunze. Vanaf de middeleeuwen werden grote delen van de Hondsrug en de beekdalen omgevormd tot landbouwgebied. In de eerste helft van 20e eeuw werden deze gronden steeds intensiever gebruikt en door ruilverkaveling vergroot. In de tweede helft van de 20e eeuw werd een groot deel van het grondgebied van Noordlaren aangewezen en ingericht als natuurgebied waar sindsdien alleen nog extensieve landbouw wordt toegestaan.

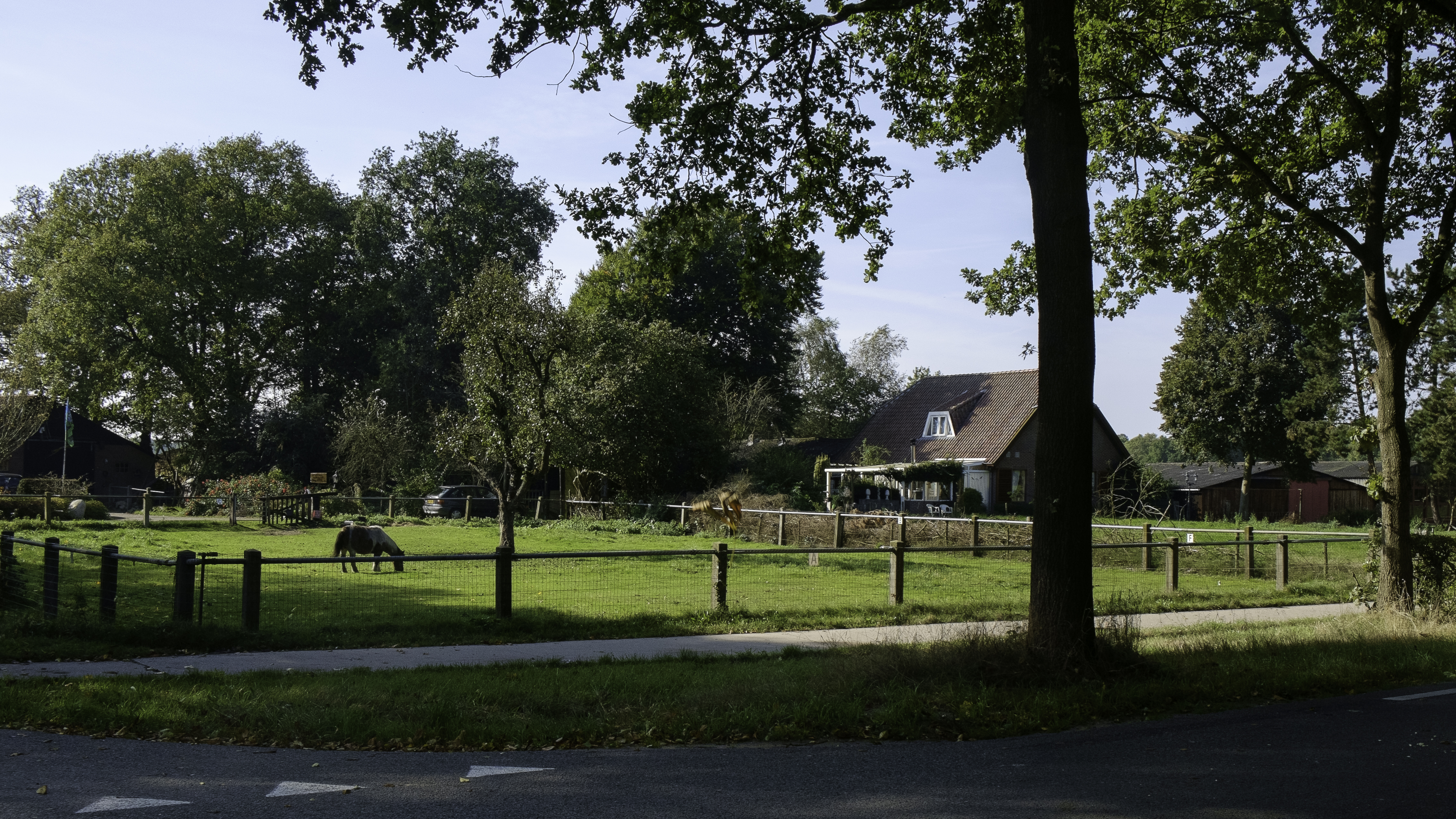
Gezicht op een deel van Blankeweer

#### Gehuchten
Binnen het dorpsgebied van Noordlaren ligt in het noordwesten de streek Blankeweer, waarvan de naam verwijst naar een versterking die hier vroeger heeft gelegen.
Ook zijn er twee nog bestaande bebouwingslinten, die vroeger werden aangeduid als aparte gehuchten. De bebouwing rond de Vogelzangsteeg in het noorden werd begin 20e eeuw aangeduid als het gehucht Vogelzang, waarvan de naam verwijst naar het landhuis Vogelzang (Hoge Hereweg 94) aan noordzijde van deze weg. Deze weg werd in de 19e eeuw Oosterweertjesweg genoemd, een naam die waarschijnlijk net als de naam Oosterweer voor het stuk grond ten zuiden ervan verwijst naar de landweren van Blankeweer die hier vroeger moeten hebben gelegen. In 1931, toen de weg door de marke werd overgedragen aan de gemeente, lagen aan beide zijden van de weg nog houtwallen, die mogelijk overblijfselen waren van deze landweren. De houtwallen zelf werden toen per abuis ook overgedragen aan de gemeente. In de 18e eeuw droeg de weg de naam 't Zandwegjen.
De bebouwing tussen de Oorsprong en de Kampsteeg werd vroeger het gehucht De Oorsprong genoemd. Deze naam is eveneens ontleend aan een nabijgelegen landhuis, dat de naam De Oorsprong (Zuidlaarderweg 61) draagt.

#### Weglinten en beplanting

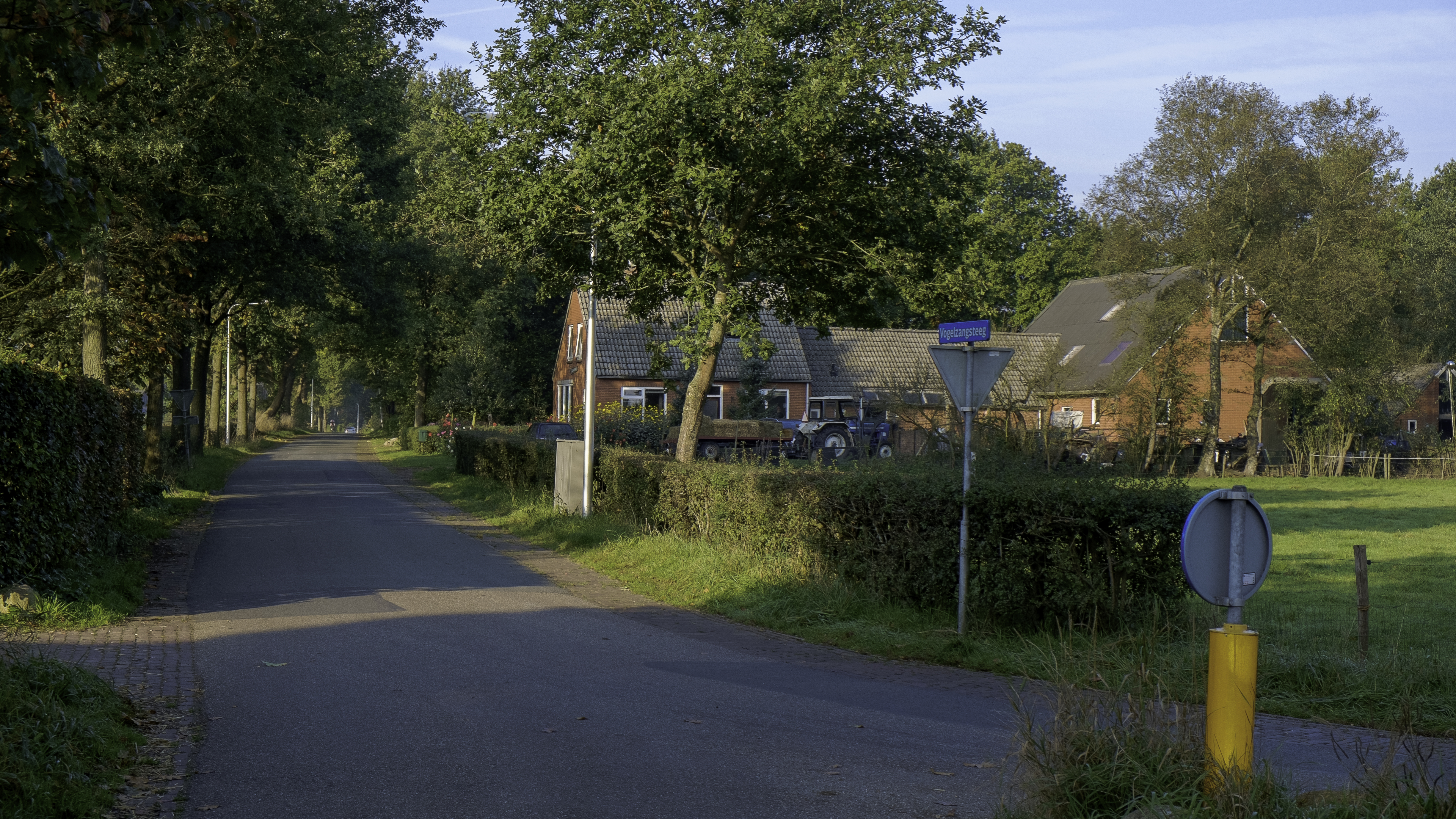
Vogelzangsteeg vanaf de Lageweg

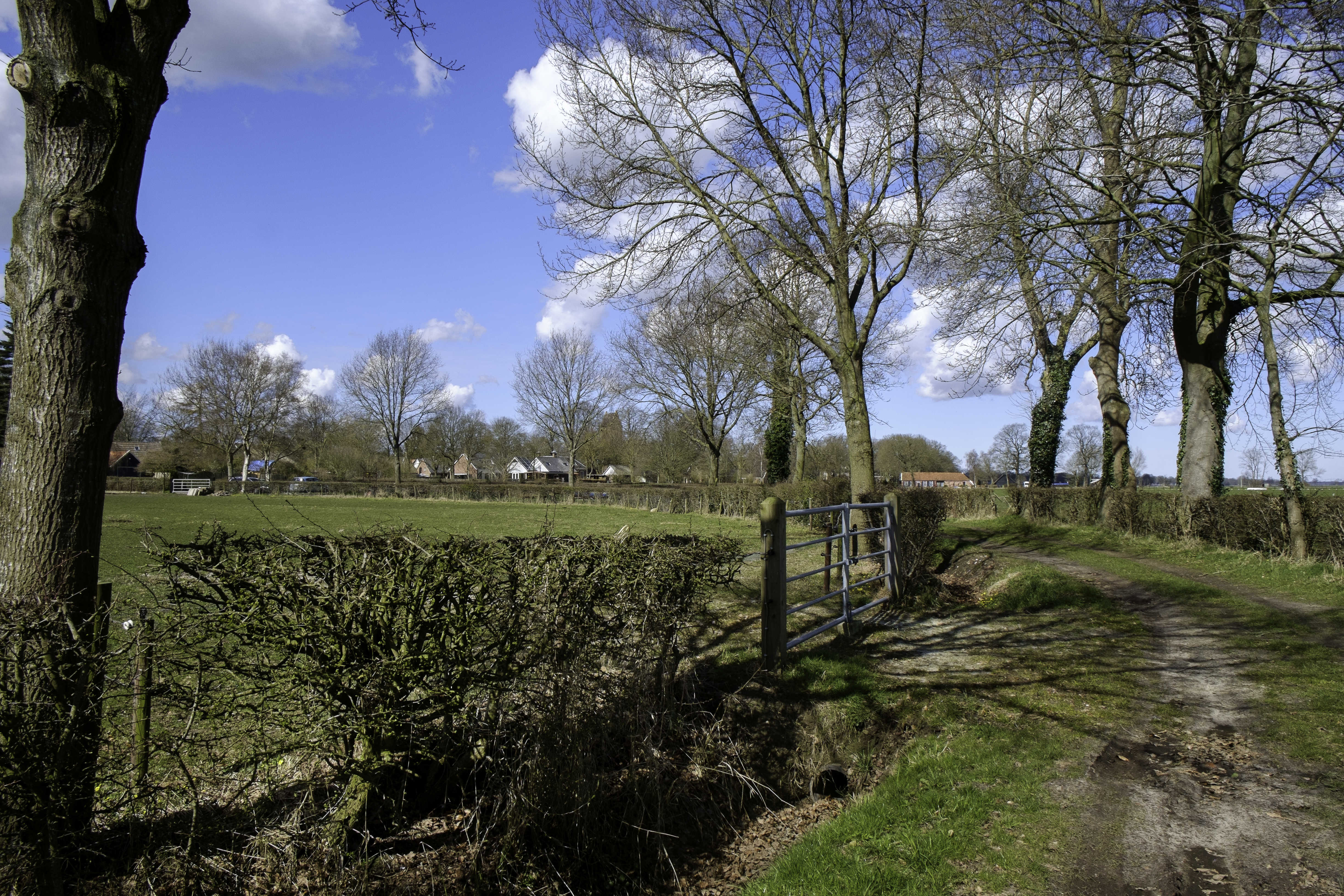
Boenderstraat vanaf de Koningsteeg

Noordlaren lag vroeger aan twee doorgaande routes. 
- De oostelijke onverharde weg van Haren via Onnen naar het dorp en verder naar Zuidlaren. Deze weg was tot ver in de 19e eeuw alleen in de zomer begaanbaar.[7] In 1852 werd het stuk tussen Onnen en Noordlaren op kosten van jonkheer Van Swinderen en andere inwoners van Noordlaren verhard tot macadam- of grindweg. Verdere verbetering van de weg tot aan de provinciegrens vond plaats in 1870. In 1876 werden voor de bekostiging van het onderhoud twee tollen ingesteld, die tot 1906 hebben bestaan.[8] In 1929 werd de weg verhard tot asfaltweg.[9] In 1952 werd een fietspad langs de weg aangelegd, dat in 1970 werd geasfalteerd.
- De westelijke route langs Noordlaren was de (hoge) Hereweg of Oude Coevorderweg (nu Zuidlaarderweg) vanaf Blankeweer (vanaf de Hoge Hereweg) over de Noordlaarder es langs Noordlaren in de richting van Zuidlaren. De inwoners van Noordlaren werden door de stad Groningen verplicht om bij te dragen in het onderhoud van deze weg. Bijvoorbeeld in 1701, toen werd aangegeven dat de 'Northlaerders' net als andere dorpen hun 'district' van de toen 'onduchtlich' onderhouden weg in goede staat dienden te houden. Wanneer zij dit niet zouden doen dan zou de ambtman van Selwerd de opdracht krijgen om de weg te herstellen op 'dobbelde' kosten van de dorpen. Tussen 1727 en 1730 werd deze weg aanmerkelijk verbeterd.[10] In 1848 werd de weg verhard en kwam er ter bekostiging een tol op de hoek van de Vogelzangsteeg en over de grens met Drenthe. De verharding van de weg leidde tot de bouw van veel villa's aan en rond de weg. De tolheffing ging door tot in de 20e eeuw. De laatste tol werd pas in 1940 opgeheven. Na jaren van discussie werd in 1983 aan beide zijden van de weg ook een fietspad aangelegd.

In de 20e eeuw verdween het doorgaande verkeer grotendeels van de wegen rond Noordlaren door de aanleg van de A28. Alleen de Zuidlaarderweg heeft tegenwoordig nog een bovenlokale functie.
In het Noordlaarder gebied staan vanouds op langs de wegen veel bomen. De eerder genoemde routes door het Noordlaarder landschap worden omzoomd door eiken en beuken, die meest zijn aangeplant in de decennia rond 1900. De bomen langs de Zuidlaarderweg zijn ergens tussen 1910 en 1915 geplant. Naast deze doorgaande routes bevinden zich rond Noordlaren veel (deels) met eikenlanen of houtwallen omgeven zandpaden, waarvan de houtwal langs de Beslotenveenseweg, de boomwal langs de Vogelzangsteeg en de boomsingels langs de Koelandsdrift fraaie voorbeelden zijn. De oude naam van de Vogelzangsteeg is Bossteeg en verwijst naar de ligging aan de rand van de Appelbergen en het feit dat ten zuiden van deze steeg vroeger ook nog een kleine strook bos lag. In het Hunzedal staan verder her en der solitaire elzen op de scheidingen tussen de percelen.
Door het gebied lopen ook enkele kenmerkende open zandpaden zoals de Pollseweg, de Schutsweg, de Weg langs het Hunebed en de Weg naar de Kerkduinen op de Noordlaarder es. Aan oostzijde van het dorp ligt het met hagen omzoomde graspad Boenderstraat. Deze wegen en paden hebben in combinatie met de beplanting en het omringende open landschap veel aantrekkingskracht op toeristen.

### Dorp

#### Ligging en structuur
Noordlaren ligt op de oostelijke helling van de Oostelijke Hondsrug. Deze landrug vormt onderdeel van de Hondsrug en loopt in zuidoostelijke richting vanaf Essen via Middelhorst, Onnen, Noordlaren, Zuidlaren, Annen, Gasselte (oost), Buinen, Exloo, Valthe, Weerdinge en Emmerschans naar Klazienaveen. Het dorp ligt op het hoogste punt van het Groningse deel van de Hondsrug. De hoogte in Noordlaren loopt volgens veel bronnen op tot 9 meter boven NAP, maar metingen komen niet verder dan 7,38 meter boven NAP bij de loodrechte kruising van de Zuidlaarderweg met de Kerkstraat. Op deze plek is het hoogteverschil het meest zichtbaar. Het hoogteverschil met het Zuidlaardermeer (0,6 meter boven NAP) bedraagt dus bijna 7 meter. Qua bodem ligt het dorp op de grens van het zand van de Hondsrug (hier de Noordlaarder es) en het veen (Hunzedal). In het verleden werd dit veen ook gewonnen ten oosten van het dorp.
Noordlaren vormt een esdorp. Het dorp heeft het karakter van een Drents dorp, net zoals de rest van het Gorechtgebied tussen Noordlaren en de stad Groningen. Het dorp is ontstaan rond twee brinken, waarvan er nog een deels aanwezig is: Het pleintje bij de haven. Binnen de voormalige gemeente Haren bezit Noordlaren de meeste karakteristieke gebouwen, waarbij er een grote variëteit is aan bouwstijlen. Veel van deze gebouwen dateren uit de 19e eeuw en 35 gebouwen binnen en buiten het dorp hebben de status van rijksmonument of gemeentelijk monument. Nog eens ruim 35 gebouwen in het buitengebied hebben de status van karakteristiek pand. Tot al deze gebouwen behoren ook een aantal karakteristieke boerderijlinten langs de Lageweg richting Onnen en langs de Zuidlaarderweg. De dorpskom tussen deze beide wegen is aangewezen als historische dorpskern. Noordlaren heeft -in tegenstelling tot wat weleens wordt beweerd- echter niet de status van beschermd dorpsgezicht.

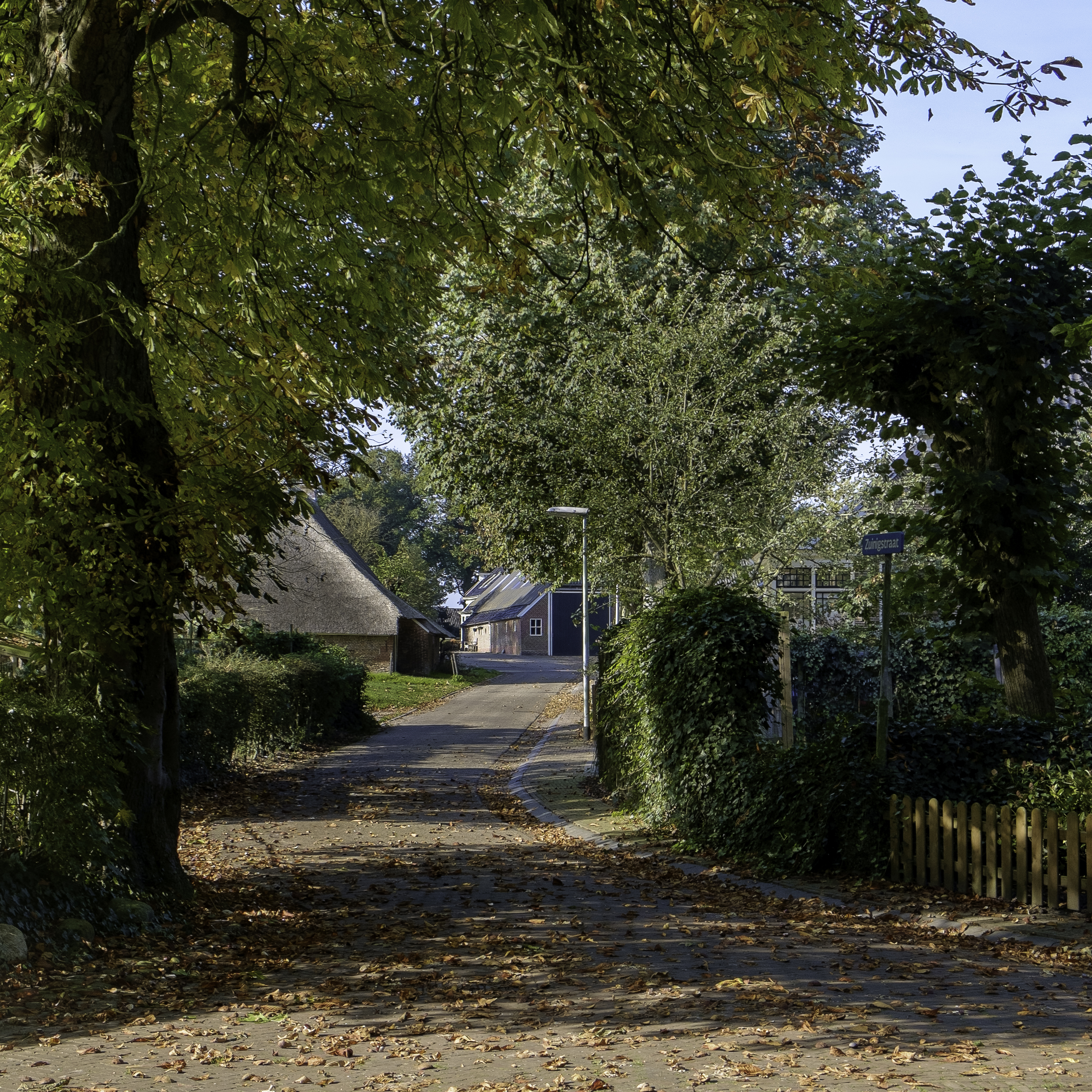
Gezicht op de Zuinigstraat

De Kerkstraat wordt met haar zichtas, klinkerbestrating en opsluiting van veldkeitjes gezien als de meest karakteristieke straat van het dorp. Een ander kenmerkend element van het dorp is het 'ensemble' van de kerk en haar kerkhof en de bijbehorende pastorie aan de oostrand van het dorp met uitzicht over het lagergelegen Hunzedal naar het Zuidlaardermeer. Ook het haventje met het veerhuis aan de Lageweg en de molen worden als kenmerkend gezien. Het dorp telt verder nog een aantal oorspronkelijke smalle straten met veel voormalige boerderijen en boerenerven, zoals de Lusthofweg, de Boenderstraat en de Zuinigstraat.

#### Woningvoorraad
In het dorp en de omringende verspreide huizen staan ruim 230 woningen, waaronder een aantal in meerdere wooneenheden gesplitste voormalige boerderijen. Ruim 90% van de huizen bestaat uit koopwoningen. Binnen het dorp dateert veel bebouwing uit de periode tussen 1850 en 1930, maar ook daarna zijn er nog ongeveer 50 huizen gebouwd. Voor de toekomst wil een meerderheid van de bevolking liever geen nieuwbouw in het dorp en er zijn dan ook geen uitbreidingslocaties aangewezen in de meest recente beheersverordening van 2013.

#### Beplanting
Het dorp wordt gekenmerkt door een open bebouwingstructuur met een groen karakter. Deze wordt gekenmerkt wordt door open erven (kampjes), veel beuken-, meidoorn- en ligusterhagen
rond de verschillende particuliere erven en monumentale solitaire bomen (beuken en lindes) op particuliere erven en rond de kerk. Veel kalverweitjes in het dorp zijn echter in de loop der tijd bij de erven getrokken, waardoor de doorkijkjes door het dorp verminderd zijn. De erven van de boerderijen die aan de landbouw werden onttrokken veranderden vaak in tuinen, waardoor de agrarische identiteit van het dorp in de loop der tijd steeds verder naar de achtergrond is verdwenen.
De doorlopende Zuidlaarderweg en Lageweg worden ook binnen de kern van het dorp aan beide zijden geflankeerd door een rij eiken, wat deze wegen het karakter van lanen geeft. Ook langs de Middenstraat staan verschillende bomen, waarvan een deel bestaat uit lindes op particuliere erven. Het vele groen draagt bij aan een wat geborgen sfeer binnen de dorpskern, die in contrast staat met het de openheid van het omringende landschap.

#### Bevolkingssamenstelling
Noordlaren is van oudsher een boerendorp met een grote mix aan inkomens. Vanaf ongeveer halverwege de jaren 1960 begonnen gezinnen uit onder andere de stad Groningen te migreren naar Noordlaren vanwege de fraaie locatie. De eerste nieuwe bewoner was een kunstenaar die zich vestigde aan de Koningsteeg en een beetje werd genegeerd door de bevolking. Zijn vrouw zorgde voor opschudding in het dorp door diverse omwonenden ervan te beschuldigen niet goed voor hun dieren te zorgen en dit te laten optekenen door een verslaggever van het blad Revu. Met het verdwijnen van de landbouw uit het dorp kwam veel agrarische bebouwing vrij en kwamen steeds meer mensen naar het dorp vanwege haar ligging. Langzamerhand veranderde de houding van de bevolking ten opzichte van de nieuwkomers. Rond het einde van de jaren 1970, begin jaren 1980 begon de import steeds grotere vormen aan te nemen. Waren het eerst deels ook ‘alternatieven’ die zich er vestigden; later bleven vooral de rijkeren over. Heden ten dage vormt de autochtone bevolking een minderheid in het dorp. Door de grote geliefdheid van het dorp bij buitenstaanders zijn de huizenprijzen sterk gestegen. De gemiddelde waarde van de woningen lag in 2005 op 250.000 euro; een bedrag dat ver boven de gemiddelde Groningse woningwaarde ligt. In het dorp wonen dan ook vooral gezinnen met een bovenmodaal inkomen. Voor starters op de woningmarkt zijn er praktisch geen mogelijkheden om aan een koopwoning te komen en zij wijken dan ook vaak uit naar andere dorpen, zoals Zuidlaren. Sinds begin 21e eeuw is het dorp steeds meer vergrijst geraakt en is het aantal jongeren afgenomen.

#### Voorzieningen
Het dorp heeft een eetcafé, een dorpshuis en een peuterspeelzaal. Daarnaast is er een hervormde kerk waar eenmaal per maand wordt gekerkt en een korenmolen waar door vrijwillige molenaars soms wordt gemalen. Tot begin 2014 had het dorp ook een basisschool, die vervolgens is ingericht voor diverse andere functies, waaronder de peuterspeelzaal. Net als andere dorpen heeft ook Noordlaren in het verleden veel middenstand gekend, die echter allemaal verdwenen is in de loop van de 20e eeuw.
Van oudsher is Noordlaren op Drenthe georiënteerd. De bewoners zijn voor de meeste voorzieningen, zoals winkelen, dokters- en apotheekbezoek en bankzaken aangewezen op het nabijgelegen Zuidlaren over de grens met Drenthe. winkelen, dokters- en apotheekbezoek en bankzaken Noordlaren is daarmee als enige dorp van de gemeente niet op Haren georiënteerd. Bij een enquête van dorpsbelangen Noordlaren in 2013 bleek dat 86% van het dorp zich het liefst zou willen aansluiten bij de gemeente Tynaarlo.

#### Vervoer
Noordlaren ligt aan twee wegen voor bovenlokaal verkeer: De Zuidlaarderweg die het dorp met Glimmen en Zuidlaren verbindt en de Lageweg die naar Onnen en Zuidlaren voert.
In de jaren 1850 waren er plannen om de spoorlijn Groningen – Assen aan te leggen langs het dorp Noordlaren, maar uiteindelijk werd in 1858 voor een traject langs Eelde gekozen in verband met de langere afstand: Langs Noordlaren was de afstand 29.000 ellen (20 km) en langs Eelde slechts 24.000 ellen (17 km). Tussen 1892 en 1918 onderhield de Tramweg-Maatschappij Zuidlaren – Groningen een vervoersdienst per paardentram langs de Zuidlaarderweg. Sindsdien wordt het dorp echter alleen nog door busdiensten aangedaan. Momenteel doet nog slechts één busdienst het dorp aan.
In 1919 werd voorgesteld om een maximumsnelheid van 20 km/h in te voeren binnen de bebouwde kom van Noordlaren. Decennia later werd in 2005 bij de basisschool van Noordlaren een maximumsnelheid ingesteld van 30 km/h. In 2005 werd deze zone uitgebreid door het hele dorp. de reden van de instelling van de maximumsnelheid bij de basisschool was dat de eerder ingestelde shared space bij de school er niet toe had geleid dat de auto's hier op de Zuidlaarderweg langzamer waren gaan rijden. Door instelling van 30 km/h, de aanleg van een verhoging om automobilisten alerter te maken en door het plaatsen van een kunstwerk van Wia van Dijk werd geprobeerd om de snelheid alsnog naar beneden te brengen. In 2007 werd het project rond de inrichting van shared space afgerond.

## Geschiedenis

### Naam
In een 16e-eeuwse kopie van een goederenlijst van de Abdij van Werden uit 1160 wordt voor het eerst gesproken over de 'tribus laribus' ("drie lares"), waarmee waarschijnlijk op Noord-, Midden- en Zuidlaren wordt geduid. Op basis van deze bron werd in 2010 het 850-jarig bestaan van het dorp gevierd. In 1254 is voor het eerst sprake van 'Northlare'. In 1264 is sprake van het 'Northlara mare' (Noordlaardermeer, later Zuidlaardermeer). In 1332 wordt de plaats vermeld als 'Nordhlare' en in 1381-1383 als 'Noertlare'.
In de 17e eeuw werd de naam van het dorp door predikant-historicus Picardt verbonden met het Latijnse woord lararium. Picardt was ervan overtuigd dat de Romeinse legeraanvoerder Corbulo een legerplaats had bij Groningen en dat de naam verwees naar een gebouw voor huisgoden op deze plek. Hij dacht dat 'lare' zijn oorsprong had in het Latijnse woord lararium. Nassau bracht (mogelijk in navolging hiervan) Midlaren in verband met het toponiem 'Mediolarium'. In de 19e eeuw begon men hieraan echter steeds meer te twijfelen en werd gezocht naar andere verklaringen.
In huidige verklaringen wordt de naam 'laren' net als bij andere Larens gelijkgesteld aan 'bos'. Volgens Bakker gaat het daarbij mogelijk om 'bewijd moerasbos'. Van Berkel duidt het aan als 'intensief benut bos' of 'bosweide' en Hengst noemt het 'bosweide in laaggelegen gebied'. Bij de verklaringen wordt uitgegaan van de positie van de drie dorpen in een vroeger bosrijk gebied. Volgens Hengst verwijst het naar de nieuwe weidegronden die ontstonden in het Hunzedal door de kap van het beekdalbos of broekbos aldaar. Het vroegere bestaan hiervan is vastgesteld op basis van palynologisch onderzoek.

### Voorgeschiedenis

#### Steentijd, bronstijd en ijzertijd
De meeste archeologische vondsten zijn gedaan op de oostelijke flank van de Hondsrug, waar ook de (door mens ontstane) enkeerdgronden voorkomen. Deze goed doorlatende zanden langs de keileemrug waren in combinatie met de bemesting klaarblijkelijk goede locaties om te boeren. Vanwege de hoge en droge locatie en vanwege de aanwezigheid van voldoende en goed drinkwater op winbare diepte was deze plek ook goed te bewonen. Het Hunzedal en de Hondsrug boden ruimte voor extensieve veeteelt, jacht en visserij.
De aanwezigheid van het hunebed wijst erop dat het gebied rond Noordlaren tussen ca. 3300 en 1700 v.Chr. bewoond moet zijn geweest, al is niet bekend of het om een aaneengesloten periode gaat. Het hunebed werd gebouwd tijdens het Midden-Neolithicum toen hier de trechterbekercultuur actief was. Ten zuidwesten van het hunebed zijn ook nederzettingssporen (onder andere bewerkt vuursteen) aangetroffen die mogelijk ouder zijn, maar dit is zeer onzeker. Verspreid over het gebied zijn verschillende vondsten uit de trechterbekercultuur gedaan, waaronder verschillende stenen bijlen.
Ook uit de daaropvolgende enkelgrafcultuur zijn er stenen voorwerpen gevonden, zoals paalkuilen, greppels, een waterkuil, een (destijds geïmporteerde) gefacetteerde strijdhamer, een disselbijl en een hamerbijl. Het is gezien de grote verspreiding van de vondsten echter onbekend of en waar er een nederzetting geweest is tijdens beide culturen. Het wordt waarschijnlijk geacht dat er meer archeologische sporen te vinden zijn onder het esdek.
Ten noorden van de De Bloemert zijn in het perceel 'Hoge Kamp' kuilen aangetroffen met daarin wikkeldraad-aardewerk uit de vroege bronstijd uit de periode 2000 - 1800 v. Chr. Ten noorden daarvan werden resten gevonden van een boerderij van ongeveer 23 meter bij 5 à 6 meter uit de midden-bronstijd uit ca. 1400 - 1200 v.Chr. Mogelijk vormde deze boerderij een voorloper van de iets zuidelijker gelegen latere nederzetting bij De Bloemert. Op basis van de verspreide structuren wordt vermoed dat er bewoning kan zijn geweest in de late ijzertijd en vroeg-Romeinse tijd, die zich langzaam naar het zuiden heeft verplaatst om zich uiteindelijk te concentreren ter hoogte van De Bloemert.
Uit de vroege ijzertijd zijn sporen aangetroffen die wijzen op de aanwezigheid van een vermoedelijke nederzetting pal ten westen van het dorp. Hier zijn afvalkuilen met houtskool, aardewerk en verbrand dierlijk bot aangetroffen uit deze periode. De verdere ijzertijd is echter slecht vertegenwoordigd.

#### Romeinse tijd en vroege middeleeuwen: De Bloemert
Uit de Romeinse tijd en vroege middeleeuwen zijn verder geen bodemvondsten gedaan rond het dorp. De eerstvolgende bodemvondsten stammen pas weer uit de late middeleeuwen. Wel bestonden er in die tijd ten zuiden van Noordlaren nederzettingen ter hoogte van De Bloemert en Plankensloot. De nederzetting op de plek van De Bloemert moet hebben bestaan tussen ca. 400 v.Chr. en 1050 na Chr. Mogelijk werd deze nederzetting ook al 'Lare' genoemd, maar hierover is verder niets bekend. Omdat deze nederzetting zich in de loop der tijd naar het zuiden verplaatste, wordt het ook wel gezien als een voorganger van het huidige Midlaren. Ook wordt vermoed dat deze nederzetting in de Karolingische periode kan zijn gesplitst, waarbij een deel van de bevolking zich op de plek van het huidige Noordlaren vestigde. Daarop wijst ook de vondst van een huisplattegrond uit de 7e of 8e eeuw ten westen van De Bloemert. De hooilanden bij de Hunze werden toen ook steeds natter en daardoor onbruikbaar. Of de verplaatsing in een keer gebeurde of in fasen zou moeten blijken uit eventuele toekomstige opgravingen.

### Vroege geschiedenis van het dorp

#### Ontstaan
De eerste archeologische vondsten in de bodem op de plek van het dorp dateren uit de 9e en 10e eeuw. Op grond hiervan wordt aangenomen dat het dorp moet zijn ontstaan rond 800. In die tijd werd in verband met een groeiende bevolking en als gevolg van betere landbouwmethoden en technieken een begin gemaakt met de ontginning van de es.

#### Locatie
De locatie van het dorp werd strategisch gekozen: Op de grens van de westelijke zandgronden met de oostelijker gelegen veengronden, nabij het water van de Hunze waar kon worden gevist en in de buurt van bos en heide alwaar men kon jagen en hout kon verzamelen voor brandstof en bouwmateriaal. Veeteelt kon worden bedreven op de oostelijk gelegen hooilanden en akkerbouw kon worden gepleegd op de hogere zandgronden, die vervolgens uitgroeiden tot een es. De boerderijen werden daarbij halverwege de flanken van de Hondsrug gebouwd. Deze plek werd waarschijnlijk gekozen omdat hogerop de bodem te drassig was door slecht doorlatend keileem en meer naar het Hunzedal de bodem eveneens te drassig was.
Noordlaren ontstond volgens archeoloog Boersma net als de stad Groningen langs twee min of meer parallel verlopende wegen, waarop later dwarsverbindingen werden aangelegd: De westelijke en hoger gelegen Zuidlaarderweg en de oostelijke en lager gelegen Lageweg. De meeste bebouwing concentreerde zich lange tijd rond de Lageweg. Over deze beide wegen liepen twee belangrijke routes. Het klooster Werden bezat diverse bezittingen langs de weg van Groningen via Noordlaren naar Coevorden, waaronder Noordlaren zelf, Anloo en Emmen. Deze bezittingen werden later eigendom van het bisdom Utrecht, waartoe ook de stad Groningen behoorde. Archeoloog Groenendijk denkt echter dat de verbinding tussen Groningen en Coevorden pas na de 11e eeuw tot stand kwam en dus pas enkele eeuwen na de stichting als doorgaande route tot stand kwam. Een andere weg van het Klooster Werden voerde over Noordlaren naar bezittingen in Tynaarlo, Loon, Grolloo en Sleen.

#### Structuur
Noordlaren ontstond rond twee brinken. In het noorden ontstond de Noordsche Brink op de plek waar later de Noordlaardervaart werd gegraven. Van deze brink resteert nog een klein deel: Het pleintje bij de haven. In het zuiden ontstond de Zuursche Brink aan zuidoostzijde van de Boenderstraat. Deze brink is later verdwenen, maar bevond zich aan de rechterkant van de Boenderstraat, daar waar het asfalt ophoudt. Het gebied ten oosten van beide brinken werd vroeger aangeduid als de Brinklanden. Deze Brinklanden waren vanwege de wat hogere ligging het meest geschikt voor het houden van vee.
Het dorp kreeg net als Zuidlaren een hovenstructuur met rechthoekige blokken met afgeronde hoeken; een dorpsuitleg op basis van een ladderpatroon van driften en paden die ook wel Karolingische blokverkaveling wordt genoemd. Een dergelijke structuur ontstond vaak bij een stelsel van kruisende wegen. In elk van deze blokken stonden een of meerdere boerderijen. Net als in Haren en Onnen zijn de percelen met de naam 'Olde hof' die ook voorkomen in Noordlaren, waarschijnlijk de oudste boerderijplaatsen of hofsteden van het dorp. De acentrische plaatsing van de kerk aan zuidoostzijde van het dorp wijst er volgens Groenendijk op dat de oudste boerderijen van Noordlaren direct ten westen van kerk werden gebouwd. Volgens Luning zijn echter de eerste boerderijen aan noordzijde van de kerk aan de hoge zijde van de Lageweg gebouwd. In elk geval is vermoedelijk het blok tussen de Kerkstraat, Achter de Hoven (vroeger ook wel 'Kerkdwarsstraat' genoemd), De Steeg en de Lageweg het oudste deel van het dorp, waarbij de Lageweg een latere verbinding vormt tussen de beide brinken.

### Vroege ontwikkeling: De opkomst van de stad Groningen

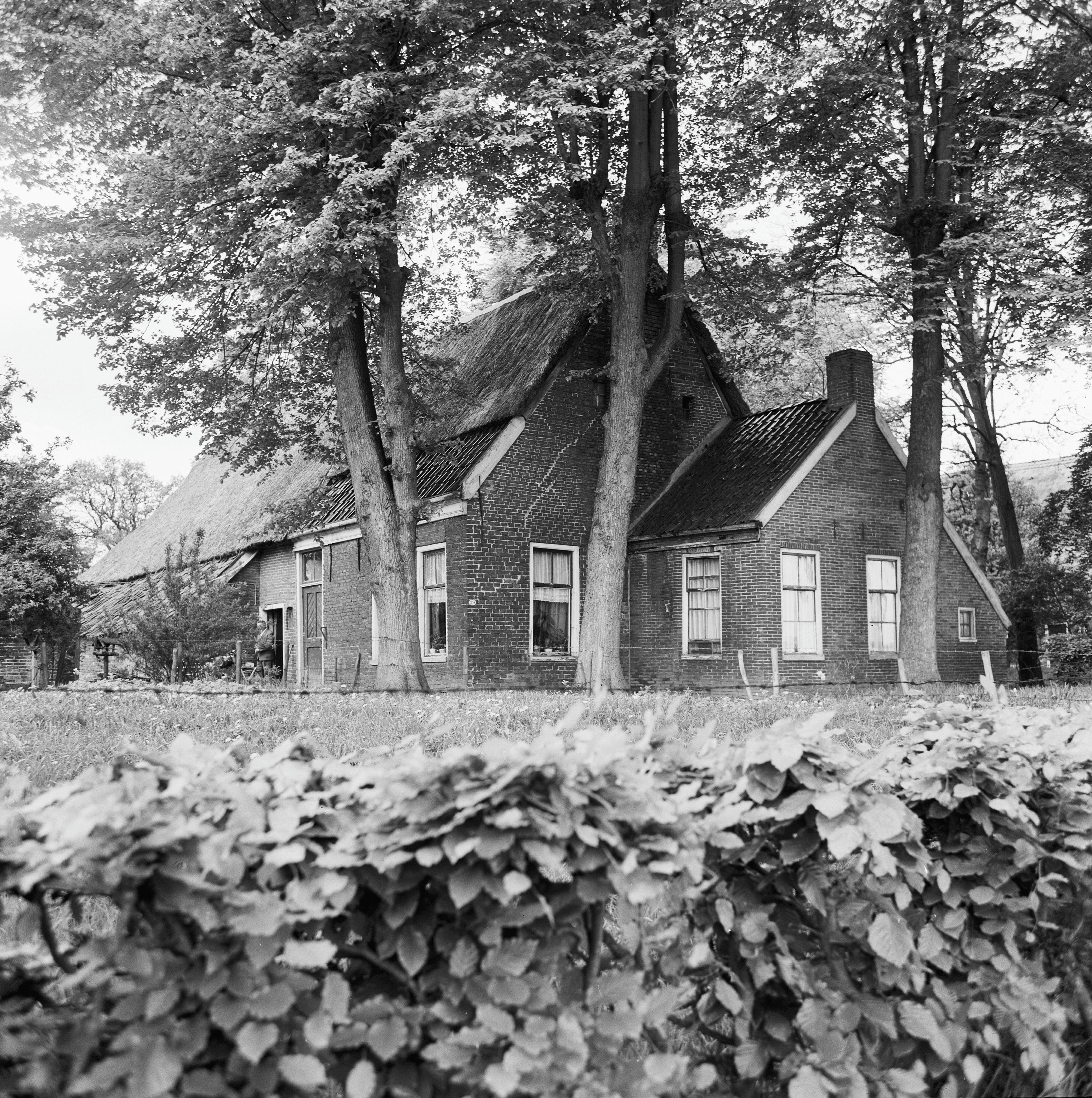
De oudste boerderij van Noordlaren aan de Lageweg 39 ligt op een van de oudste bewoningsassen van het dorp

Uit palynologisch onderzoek is gebleken dat er in eerste instantie vooral voor de eigen voedselvoorziening graan werd verbouwd. Naarmate de ontginning van de heidevelden vorderde, werden er nieuwe boerderijen gebouwd. Rond het jaar 1000 moet Noordlaren uit 11 boerderijen hebben bestaan. Dit aantal wordt afgeleid uit het aantal schuldmudden dat toen moest worden betaald aan de bisschop van Utrecht. In die periode nam de verbouw van graan en maïs sterk toe en werd de es steeds verder uitgebreid naar het westen. Deze groei was mogelijk een gevolg van de sterke groei van de stad Groningen in die tijd, waarvoor vanaf toen ook werd verbouwd. Mogelijk werden de akkerbouwgewassen uit Noordlaren via deze stad ook naar elders geëxporteerd. Het dorp groeide door deze ontwikkeling parallel aan de huidige Lageweg en Achter de Hoven in noordelijke richting. De oudste nog bestaande boerderij van Noordlaren (Lageweg 39) ligt op deze as. De richting van deze boerderij zou volgens sommigen wijzen op het bestaan van het recht van opstrek vanaf het dorp de es op in die tijd. De boerderijen van Noordlaren werden echter vrij dicht op elkaar gebouwd in wisselende opstellingen ten opzichte van elkaar.
Mogelijk vormde Noordlaren reeds in de Frankische periode onderdeel van de streek Go van het Drentse landschap Gorecht. In 1046 werd heel Drenthe inclusief het Gorecht geschonken aan de bisschop van Utrecht. Rond 1150 gaf bisschop Hartbert van Bierum de prefectuur Groningen inclusief het Gorecht in leen aan zijn broer Leffard, terwijl zijn broer Ludolf werd benoemd tot burggraaf van Coevorden. Mogelijk werd deze afsplitsing mede ingegeven door het belang van de graanvoorziening voor de stad Groningen waarvan de invloed in die tijd dusdanig gegroeid was dat vermoed wordt dat rond die tijd ook de grens tussen Groningen en Drenthe tot stand kwam en het Gorecht en Noordlaren aan de Groningse kant kwamen te liggen. Vermoed wordt dat de kerk van Noordlaren in die tijd werd gesticht vanuit de Groningse Martinikerk. Dit wordt afgeleid uit het feit dat de voordracht of presentatie van pastoors in handen was van persona van de Martinikerk en uit de vermelding van de 'tribus Laribus' (Drie Larens) op een goederenlijst van het Klooster Werden uit ongeveer 1160. Gespeculeerd is wel dat de kerk werd gesticht nadat de huidige grens tussen Groningen en Drenthe door de stad Groningen werd vastgesteld om onder andere te fungeren als territoriale grensafbakening. Er zijn echter te weinig bronnen om iets met zekerheid te kunnen stellen over het mogelijk wisselende grensverloop in die tijd. Ook omdat de Groningers in 1232 weer brand lijken te hebben gesticht in Noordlaren (zie verder), wat er weer op kan wijzen dat het dorp toen in handen van de Drenten was. Mogelijk is de grens dan ook pas daarna definitief ten zuiden van Noordlaren gelegd. In de loop der eeuwen kreeg de stad Groningen steeds meer macht over deze landstreek en daarmee ook over Noordlaren. De stad had het gebied nodig voor de voedselvoorziening en de turfwinning, maar ook om zo de controle te verkrijgen over de belangrijke waterverbindingen de Hunze en de Drentsche Aa, waarover veel goederen werden vervoerd. Met de stichting van de kerk werd Noordlaren een van de kerspelen van het Go.

### Late middeleeuwen
Archeoloog Groenendijk acht het op basis van opgravingen nabij het haventje in 1990 mogelijk dat de rivier de Hunze nog in de 12e eeuw meanderde tot nabij de kerk en dat de verhoging rond de kerk hiermee verband kan houden. In de 13e eeuw werd de Hunze vergraven bij De Groeve, waarop in de 13e eeuw iets oostelijker het Zuidlaardermeer ontstond. Dit meer wordt in een bron uit 1264 aangeduid als 'Northlara mare' (Noordlaardermeer). Volgens Groenendijk verwijst deze naam mogelijk naar het noordwestelijke deel van het huidige Zuidlaardermeer en zou dit niet meer dan een lage vlakte zijn geweest. Het ontstaan van het meer kan mogelijk hebben geleid tot het verdwijnen van een wegverbinding met Wolfsbarge, waarop dit rond 1285 werd afgesplitst van het kerspel Noordlaren, tezamen met een stuk Woldgebied bij Kropswolde.

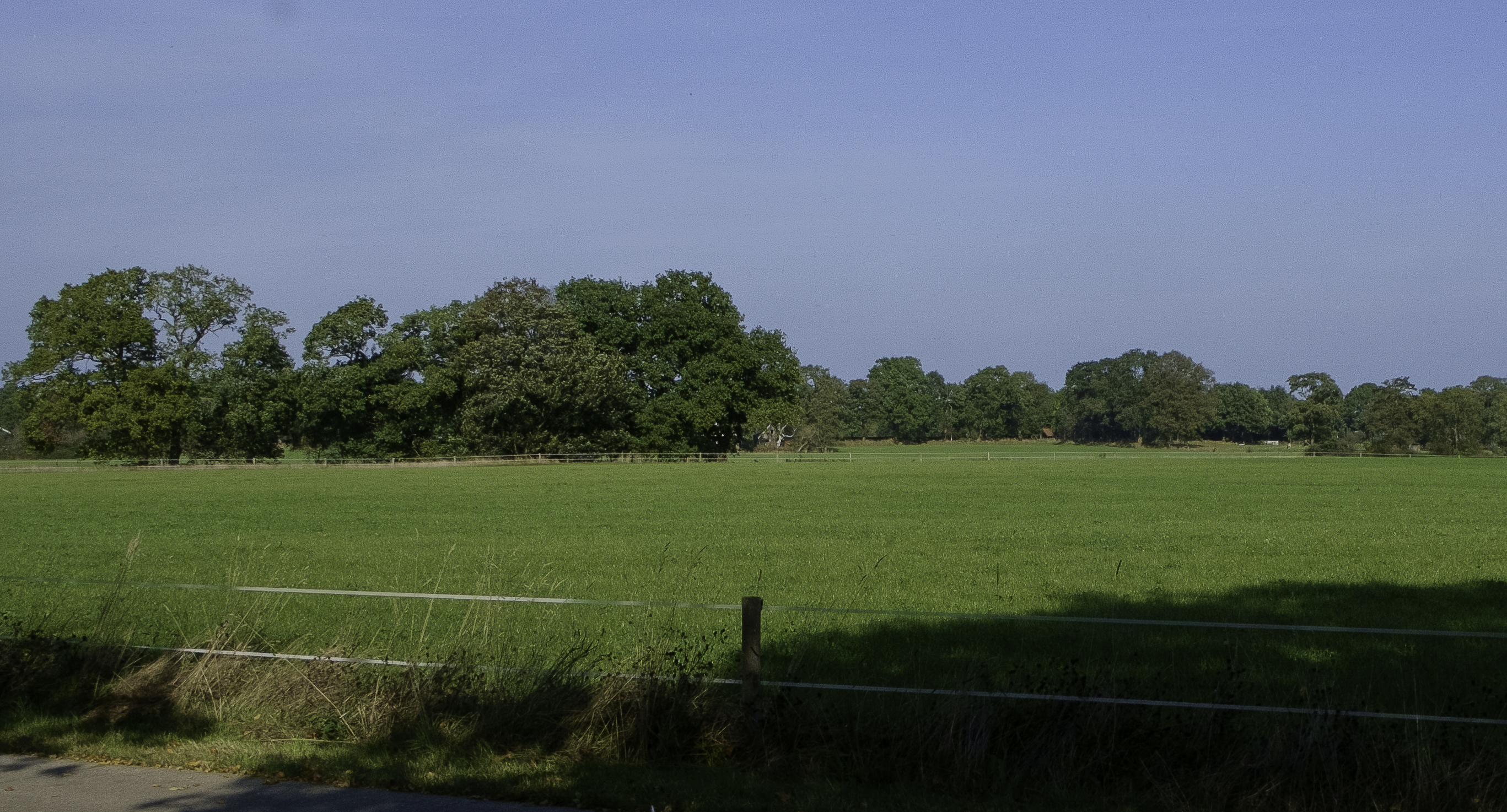
Vroegere locatie van het Bolwerk gezien vanaf de Zuidlaarderweg; op de achtergrond in het open veld voor het hek rechts van het bosje

Tussen 1228 en 1232 vonden er schermutselingen plaats tussen de bisschop van Utrecht en de inwoners van de stad Groningen enerzijds en heer van Coevorden en de Drenten anderzijds. In de omgeving van Noordlaren werd vooral gevochten rond het bolwerk Nutspete, die in 1227 de vesting bij 'Lare' genoemd wordt. In de Narracio wordt in het jaar 1232 echter ook gesproken over vijandelijkheden in het dorp 'Lare', dat toen door de Groningers onder leiding van prefect Egbert (II) van Groningen samen met de kerk werd verbrand ("totum Lare cum ecclesia combusserunt"). Ook werden daarbij de mensen op de markt ("nundinas") op de vlucht gejaagd en veel paarden en een groot aantal koeien meegeroofd van de markt. Het is onbekend of dit zich afspeelde in Noord- of Zuidlaren. Omdat de kerk in brand werd gestoken en er geen brandsporen zijn gevonden bij archeologische opgravingen bij de kerk van Zuidlaren en deze ook pas in 1264 werd gebouwd en er geen voorgangers van zijn aangetroffen, wordt aangenomen dat het waarschijnlijker is dat het hier Noordlaren betrof. Ook omdat er na deze tijd verschillende wijzigingen aan de nog in aanbouw zijnde kerk hebben plaatsgevonden, die erop wijzen dat er obstructie van de werkzaamheden plaatsgevonden heeft. De aanwezigheid van de markt hield mogelijk verband met de centrale ligging aan twee doorgaande wegen. In de eeuwen erna bleef het onrustig in het gebied rond Noordlaren, iets waarvan de verhalen rond de versterkingen bij Blankeweer en de aanwezigheid van het Bolwerk getuigen. Bakker vermoedt dat de verschillende verbouwingen en verfraaiingen aan de kerk van Noordlaren in de 15e eeuw, na de inhuldiging van bisschop Frederik van Blankenheim in Groningen in 1419, af valt te lezen dat er daarna een rustige periode met meer welvaart moet zijn aangebroken.
In 1516 werd het dorp net als Zuidlaren geplunderd en gebrandschat door de troepen van Karel van Gelre (ruim 1700 man), die over de hereweg van Coevorden naar Groningen trokken.
Vanaf 1344 zetelde het Gerecht van Selwerd in de stad Groningen. De invloed van de stad in Noordlaren werd vanaf die tijd steeds groter. In 1536 verkreeg de stad Groningen het eigendom van het Gorecht, waarover zij een ambtman aanstelde. Het dorp diende als onderdeel van het Gorecht ook schatting te betalen aan de stad Groningen. Daarnaast werden de inwoners door de stad ingezet bij werkzaamheden rond de stad, zoals het graven van een gracht van tussen de Oosterpoort en de Drenkelaarstoren in 1556, het graven van delen van het Boterdiep in 1588 en de bouw van stadsmuren in 1592. Ook waren de inwoners verplicht om het deel van de Hereweg op hun grondgebied te onderhouden. In ruil hiervoor stelde de stad zich onder andere garant voor militaire steun in tijden van oorlog. Tijdens de Tachtigjarige Oorlog zou echter blijken dat deze steun in de praktijk een wassen neus bleek.

### Tafelgoederen, herbergen en buitenplaats Meerlust

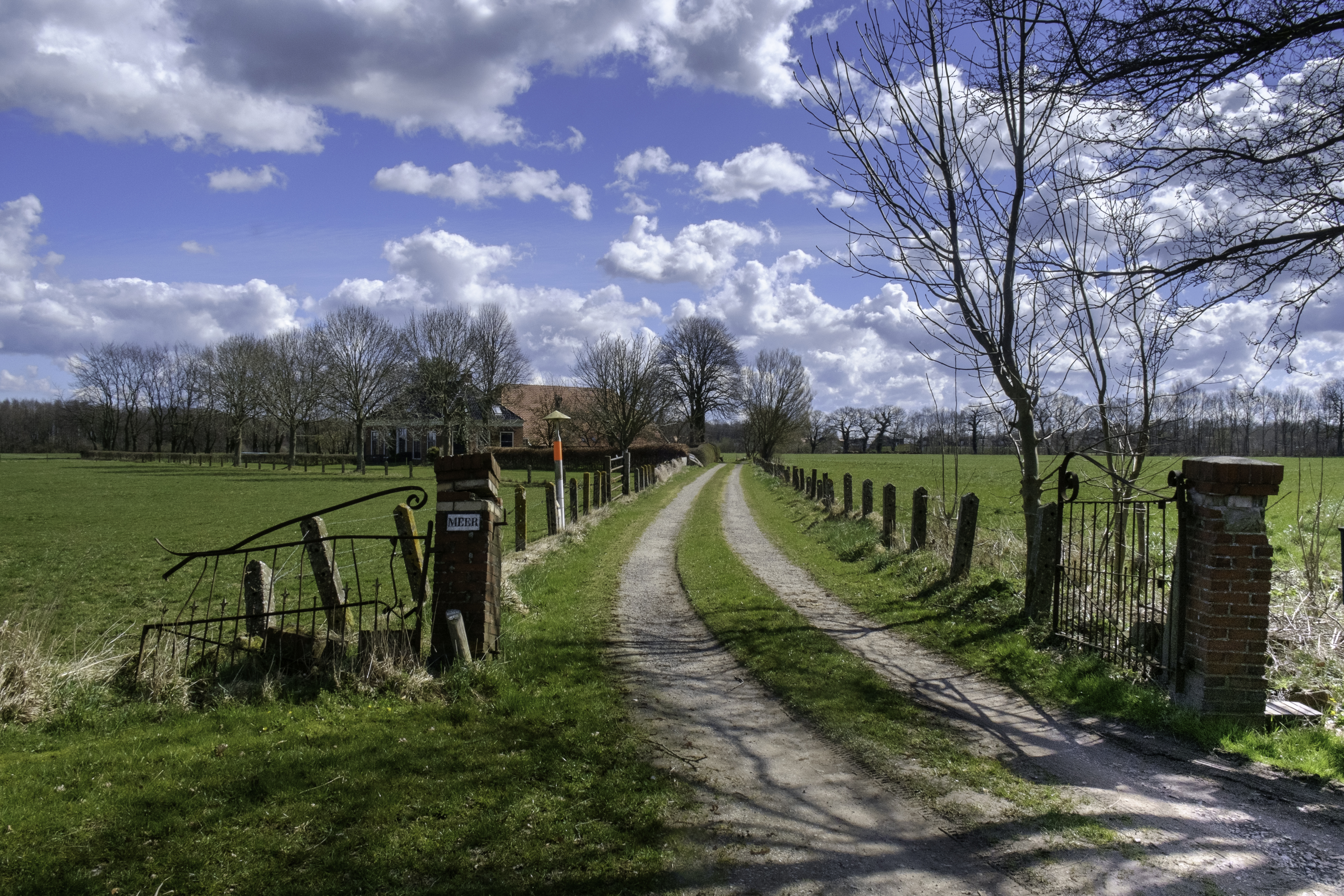
Oprijlaan naar Meerlust

In Noordlaren lagen in de middeleeuwen meerdere tafelgoederen (mensa episcopalis), ook wel herenhoeves genoemd, die werden beheerd door een pachter. Een ervan was van het klooster Werden en diende een deel van de opbrengst van de landerijen af te dragen aan de voorraadschuur van de abdij in de stad Groningen. Ook had de abt of zijn plaatsvervanger het recht om maximaal 5 keer per jaar bij inspectie van de kloosterboerderijen of tijdens jachtpartijen er een nacht door te brengen op de boerderij. Een recht dat later overging op de bisschoppen van Utrecht. Welke boerderij dit was is niet bekend. Er worden in de oorkonden twee tafelgoederen genoemd: Het Lippingegoed in 1383, dat in 1455 werd overgedragen aan het Geestelijk Maagdenklooster (Olde Convent) en de Reyner Sijwerdinge-erve in 1439. Van beide goederen is onbekend waar deze hebben gelegen. In 1536 droeg de bisschop van Utrecht de tafelgoederen over aan de stad Groningen. Uit deze overdracht kan worden afgeleid dat ook Meerlust ten zuidoosten van Noordlaren een tafelgoed is geweest. De stad bezat volgens een register uit 1563-64 vijf hofsteden in Noordlaren en daarmee -mogelijk in navolging van de vroegere abten en bisschoppen- het recht om deze hofsteden een etmaal per jaar 'met drie paarden, met honden (brakken of legerhonden) en met windhonden' gratis als herberg te mogen gebruiken. In de loop der tijd werden deze rechten verkocht door de stad Groningen. Meerlust kwam in 1634 in handen van particulieren en werd vanaf 1730 door het geslacht De Drews verbouwd tot een buitenplaats met tuinen en bossen. Vanaf 1830 werd de buitenplaats echter weer omgevormd tot boerenplaats. De tuinen en bossen werden weer omgezet naar landbouwgrond.

### Tachtigjarige Oorlog
Tijdens de Tachtigjarige Oorlog werd het dorp zwaar getroffen gedurende meerdere decennia. In 1579 legerde de Staatse legeraanvoerder Van Hohenlohe zich te Noord- en Zuidlaren nadat zijn troepen Weerdenbras hadden veroverd. In 1580 dreigden watergeuzen Bartholt Entens en Poppo Ufkens met brandschatting als het Gorecht niet de Unie van Utrecht zou tekenen. Dit had men in eerste instantie niet gedaan om de katholiek gebleven stad Groningen niet voor het hoofd te stoten. De graaf van Rennenberg gaf vervolgens aan dat men de inwoners van het Gorecht 'om de brand te vermijden vrij moest laten wat hun goeddacht'. In hetzelfde jaar streken Staatse legertroepen van Pauwel Blanckvoort neer bij Noordlaren na te zijn verslagen bij Meppel en vielen vervolgens de bevolking van Noordlaren lastig. De stad sommeerde daarop de troepen om te vertrekken. Pas na de tweede waarschuwing ("sulden wij wijdern uuthstall tot bescharminge van den unsen durch onliefflicke middelen behoerlicken daerinne moeten versehen, 't welck wij lever vermijdet sehegen") werd hieraan gevolg gegeven door Blanckvoort. In juli 1580 legerde de stad vervolgens twee vendels knechten en ruiters te Noord- en Zuidlaren. In augustus trokken er echter Engelse troepen in Staatse dienst op de vlucht vanuit een verloren gevecht bij Haren naar Noordlaren, waar ze zich legerden, terwijl Hohenlohe zich te Zuidlaren legerde.
In 1584 kregen de Staatse troepen van de Staten Generaal in Den Haag landelijk de opdracht om de tactiek van de verschroeide aarde toe te passen in het oostelijk deel van de Nederlanden om zo te voorkomen dat de Spaanse troepen hier voorraden weg konden halen. In 1585 dreigde Willem Lodewijk van Nassau-Dillenburg om het Gorecht plat te branden wanneer de bevolking samen zou werken met de vijand. De dorpen in het Gorecht kwamen zo in een zeer moeilijke positie. Enkele jaren later eiste de stad Groningen 2000 carolusguldens van de bevolking, die 'strengelijk' werd gevorderd. In 1588 eiste de stad Groningen een wekelijkse schatting van de bevolking. Het was in die tijd zeer lastig om een sauvegarde te verwerven. Dit kon alleen tegen hoge sommen en vaak moest er aan zowel de Staatse als de Spaansgezinde partij worden betaald. Beide partijen waren daarbij vaak niet in staat om ook werkelijk bescherming te bieden. De gevolgen voor bevolking waren zeer rampzalig, zoals ook blijkt uit de volgende tekst: "Daar was geen nij gewas in 't land, und dat olde was op, und hadden voler incomenden [= vluchtelingen] waren kummer".
In 1588 verscholen soldaten zich in de kerk van Noordlaren. In 1589 scheurde de kerkklok van Noordlaren mogelijk als gevolg van oorlogshandelingen. In januari 1590 trokken vijf vendels Spanjaarden door Noordlaren in de richting van Groningen om deze stad te versterken. Op 29 juli 1591 werd Noordlaren platgebrand en werd de kerk zwaar beschadigd. In 1592 proclameerde prins Maurits dat (de restanten van) Helpman, Haren en Noordlaren bescherming zouden krijgen, maar dat de inwoners van deze dorpen nog wel schatting dienden te betalen aan Geert van Munster vanwege de niet doorgezette belegering van Groningen in 1591. Vervolgens eiste de Spaansgezinde stad Groningen in 1592 op haar beurt dat de inwoners paarden en wagens moesten leveren voor de bouw van vestingwerken rond de stad tegen dezelfde Maurits. In 1593 vonden de laatste krijgshandelingen plaats toen de Spaansgezinde legerleider Frederik van den Bergh zich bij Noordlaren legerde met zijn troepen en drie geschutstukken. Het jaar erop vond de reductie van Groningen plaats en kon het dorp beginnen aan het herstel, dat nog decennia zou vergen.

### Münsterse oorlogen
Tussen 1665 en 1672, tijdens de Eerste en Tweede Münsterse Oorlog, werd het dorp meermaals geteisterd door Münsterse troepen, die langs de aanvalsroute tussen Coevorden en Groningen trokken. In 1672 trokken de 24.000 man troepen van Bernhard von Galen dwars door het dorp naar Groningen. De troepen veranderden het dorp en de kerk in een ruïne. De bevolking vluchtte voor een groot deel weg: Ofwel de rietlanden in of naar de stad Groningen. Van deze vijandelijkheden herstelde het dorp zich pas jaren later.

### 19e eeuw

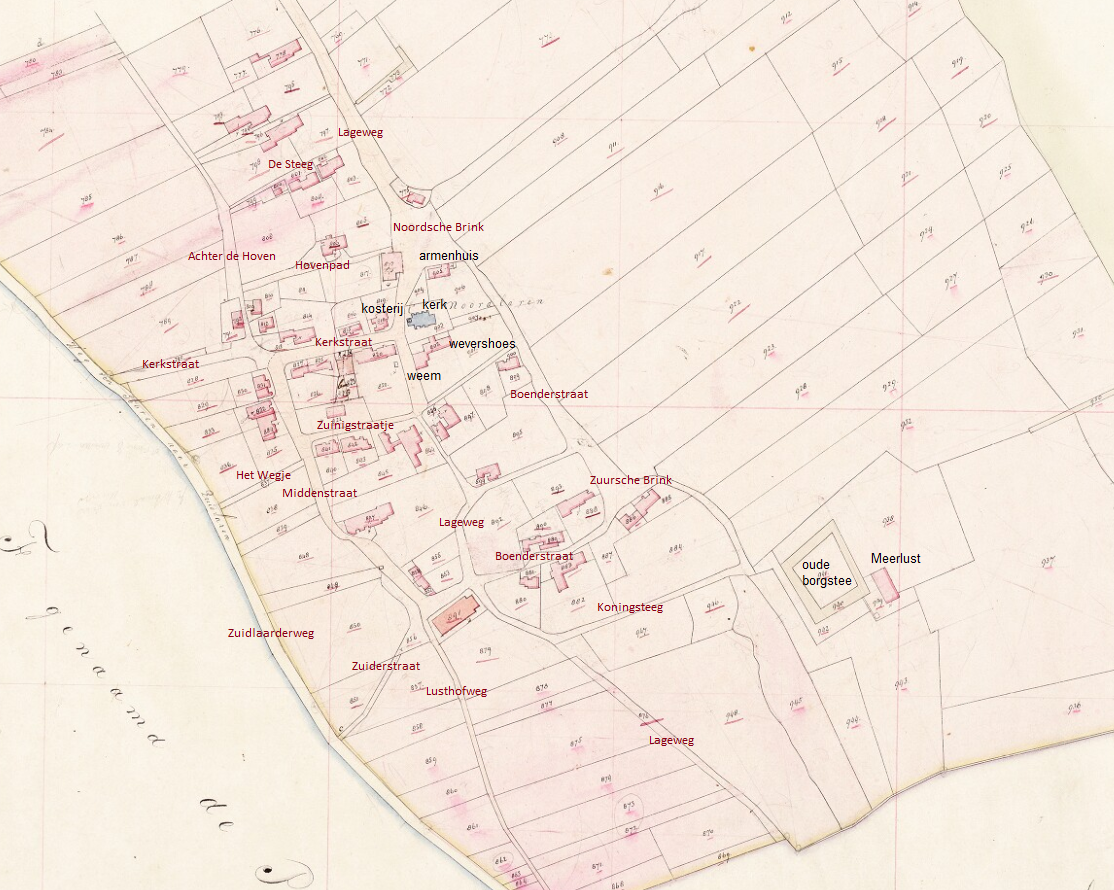
Kadastrale minuut van Noordlaren uit 1828 met de belangrijkste gebouwen en straatnamen. De beide brinken zijn nog aanwezig, evenals het wevershoes en het oude armenhuis en de oude borgstee van Meerlust. De Lusthofweg loopt hier nog door op de kaart: deze werd later deels geslecht.

In de loop der tijd ontwikkelde er zich bebouwing langs de Lageweg ten zuiden van de kerk. In latere eeuwen ontstond er ook bebouwing langs de Middenstraat en Lusthofweg, de Boenderstraat en de Kerkstraat. De Zuidlaarderweg bleef nog lange tijd onbebouwd. Aan de Kerkstraat ontstond vanaf de 19e eeuw de eerste bedrijvigheid. Nadat twee boerderijen afbrandden als gevolg van het onvoldoende bereikbaar zijn van waterbronnen voor het halen van bluswater werd 1846 de Noordlaardervaart aangelegd op de plaats van de Noordsche Brink. Hierbij werd ook een haventje aangelegd, waar tot ver in de 20e eeuw goederen werden overgeslagen. Een trekschuit voer op Groningen, waar deze aanlegde bij het Winschoterdiep bij het (vanaf 1875 Voormalig) Klein Poortje. Aan het haventje werd een veerhuis gebouwd. Tussen 1869 en 1879 maakte Noordlaren een grote groei door als gevolg van extra werkgelegenheid, die onder andere ontstond door de aanleg van de Spoorlijn Meppel - Groningen. De bebouwing breidde zich in die tijd uit naar de Zuidlaarderweg. In 1877 liet de gemeente straatverlichting aanleggen in het dorp. In 1885 brandden er als gevolg van een blikseminslag vijf arbeidershuizen af in het dorp. In 1890 werd het dorp aangesloten op de tramlijn Zuidlaren-Groningen die langs de Zuidlaarderweg werd aangelegd. Hierbij bevond zich ook een herberg aan de kruising van de Kerkstraat (zuidzijde) met de Zuidlaarderweg.
In het laatste kwart van de 19e eeuw begon men zich in het dorp steeds meer te ergeren aan de keienwegen door het dorp die hinderlijk waren voor het verkeer. In 1888 schreven de inwoners een verzoekschrift aan de gemeente om de 'dorpstraat' te beklinkeren. In 1897 en 1898 werd dit uitgevoerd. Of het hier gaat om de Lageweg of de Kerkstraat of allebei is niet duidelijk.

### Eerste helft 20e eeuw
Na 1900 werd de bebouwde kom steeds verder verdicht door de bouw van nieuwe huizen. De meeste van deze huizen werden gebouwd in de periode tot 1930. In de jaren 1920 was er een woningtekort. Woningstichting Harender Woningbouw kocht in 1923 daarom een stuk grond, om er vier huizen te bouwen. Rond Noordlaren bevonden zich in die tijd een aantal armoedige woningen. Zo werden er volgens een gemeenteraadslid 'achter Noordlaren' in 1926 'keet- en zelfs krotwoningen' aangetroffen en in 1927 drong hetzelfde gemeenteraadslid erop aan om een aantal woningen te laten afkeuren vanwege de slechte woningtoestanden.
In 1932 droeg de marke van Noordlaren vanwege de hoge onderhoudskosten al haar wegen over aan de gemeente Haren. Drie jaar na de overdracht waren deze wegen er (mogelijk nog steeds) slecht aan toe. De gemeente besloot uiteindelijk na veel klachten om het hele wegennet van het dorp aan te pakken en tevens riolering aan te leggen in een deel van het dorp.
De decennia voorafgaand aan de Tweede Wereldoorlog vormden de hoogtijdagen van de middenstand van Noordlaren (zie de paragraaf Middenstand), die na 1945 steeds verder af zou nemen.

### De asfaltering van Noordlaren
In 1938 drong de Coöperatieve Landbouwersaankoopvereniging uit het dorp er bij de gemeente op aan dat deze de nog aanwezige keienwegen in Noordlaren zou vervangen door beter begaanbare wegen. Het zou nog decennia duren alvorens dit plan werd gerealiseerd. In 1953 werd een plan op tafel gelegd om 800 meter veldkeienwegen in het dorp te overdekken met asfalt. Dit prijzige plan kon alleen bekostigd worden door de gemeente wanneer het Rijk dit zou ondersteunen met een subsidie van 80% via het Coördinatiecollege voor Openbare Werken (COW) van de Interdepartementale Commissie voor de Werkgelegenheid (IZW). Het COW vond de aanleg van een asfaltweg echter een te grote aantasting van de Saksische aard van het dorp en weigerde de subsidie, ook omdat het volgens haar enkel om plaatselijk verkeer ging. Ook de Gedeputeerde Staten van Groningen waren tegen het plan.
De gemeente en de inwoners waren hierover zeer ontstemd: Zij wilden niet dat Noordlaren zou uitgroeien tot een museumdorp. Volgens een inspreker in de Harener gemeenteraad kon men niet over de wegen rijden zonder te 'klappertanden', iets wat dan wel 'Saksisch' mocht zijn, maar volgens haar zeker niet gewenst. De gemeente kon daarop het plan niet doorzetten omdat zij zelf niet over voldoende financiële middelen beschikte. Acht jaar later, in 1961, had zij deze middelen wel en deed zij opnieuw een poging om de keienwegen te bedekken met asfalt. Te weten: de Achter de Hoven, Middenstraat, 't Wegje, Zuinigstraat, Boenderstraat en Meester Koolweg. Nu kwam er ook protest van schilders van De Ploeg, de Bond Heemschut, de Provinciale Groningse Archeologische Commissie, historici en rustzoekers, die het karakter van het dorp niet aangetast wilden zien. De gemeente en dorpsbelangen zetten het plan echter door. Burgemeester Van Ketwich Verschuur noemde de 'ideële aspecten' van minder belang dan de 'economische aspecten' en een van de raadsleden sprak zelfs de woorden 'Snel! Snel!' uit. De angst dat Gedeputeerde Staten het plan zou blokkeren bleek ongegrond, waarop de genoemde straten werden geasfalteerd.

### Naoorlogse woningbouw
Na de Tweede Wereldoorlog zijn er nog een kleine 50 huizen gebouwd. Het grootste deel van de ooit geplande woningen werd onder invloed van gewijzigde planologische inzichten en druk van buitenaf echter uiteindelijk nooit gerealiseerd. Naast uitbreidingsplannen werden er in deze periode ook een aantal woningen gebouwd ter verdichting van de bestaande bebouwing. Veel boerderijen verloren in deze periode hun functie en werden ook omgevormd tot woningen. Een aantal andere boerderijen werden afgebroken.

#### 1945 - 1970
In de eerste decennia na de oorlog werd het dorp uitgebreid langs de Middenstraat met een elftal woningen. In 1948 werd toestemming verleend voor de bouw van twee blokken van twee huurwoningen. In 1954 kreeg de woningstichting Harener Woningbouw groen licht voor de bouw van zeven woningwetwoningen op de hoek van de Middenstraat met de Zuiderstraat.
In 1957 werd een uitbreidingsplan gepresenteerd met ruimte voor nog eens 70 woningen. Hiervan zouden uiteindelijk slechts een klein aantal worden gerealiseerd. Zo werd de in 1964 geplande rondweg 'Rondom' rond de Molenbuurt nooit aangelegd. In die tijd werden Noordlaren en Onnen door planologen in het Streekplan Centraal Groningen aangewezen als ‘groene zone’, waarin alleen nog voor de eigen behoefte zou mogen worden gebouwd.

#### 1970 - 1990
In 1972 werd in een nieuw bestemmingsplan gemaakt waarin nog slechts ruimte was voor 50 nieuwe woningen. Hierop rees verzet, vooral tegen de uitbreidingsplannen aan zuidzijde. De bevolking werd vervolgens beloofd dat het dorp niet een forenzendorp zou worden zoals Haren. Tussen 1973 en 1975 werden vervolgens een twaalftal twee-onder-een-kapwoningen gebouwd aan de Noorderstraat. In 1976 veegde het Rijk echter een deel van het fungerende uitbreidingsplan van het dorp echter van tafel: De gemeente mocht geen huizen nabij een houtwal in het dorp bouwen.
In 1977 werd Noordlaren door de provincie in het vooronderwerp Steekplan Groningen aangewezen als dorp met grote waarde waar alleen maar aangepaste nieuwbouw mogelijk zou mogen zijn en waar verder niets meer aan het dorp mocht worden veranderd. De uitwerking van de geplande woningbouw verliep daarop 'verschrikkelijk moeilijk': Uiteindelijk kreeg de gemeente van het Rijk toestemming voor de bouw van woningen aan noord- en zuidzijde van het dorp. In de ruimtelijke plannen werd het voor de gemeente steeds moeilijker om huizenbouw te kunnen plegen in het dorp. In 1977 werd besloten om alleen nog bouw toe te staan voor de eigen 'natuurlijke groei': Voor bewoners, nieuwkomers en 'spijtoptanten' (ouden terug van weggeweest), wat neerkwam op de bouw van één huis per jaar. De inwoners van het dorp waren het hier niet mee eens. Sommigen vreesden voor de 'vergrijzingsdood'. In 1978 voerde de gemeente 'dorpsgebondenheid' in voor de hele gemeente: Bewoners konden punten verzamelen voor een bouwkavel op basis van de periode die ze in het betreffende dorp woonachtig geweest waren en op basis van of ze al dan niet werkten in het dorp. Bij het dorpsfeest van 1978 bleek de onvrede over het woningbeleid in Noordlaren: Er leek volgens de bewoners veel meer aandacht te zijn voor de omgeving en het natuurschoon rond het dorp dan voor de mensen, wat tot uiting kwam in een gebrek aan bouwmogelijkheden en het in het gedrang komen van de landbouw als gevolg van nieuwe milieuregels.
Het zuidelijke uitbreidingsplan kreeg in 1979 de naam ‘Kleine Es’, maar werd uiteindelijk wegens gewijzigde planologische inzichten nooit gerealiseerd. In dat jaar besloot de Provinciale Planologische Commissie om nog slechts 10 woningen toe te staan in Noordlaren. Er mochten geen verdere uitbreidingen meer plaatsvinden op de es of aan de oeverlanden van het Zuidlaardermeer. Tussen 1980 en 1985 werden vervolgens door de Stichting Harener Woningbouw een aantal sociale huurwoningen (woningwetwoningen) gebouwd aan de straten Hovenpad en Achter de Hoven aan noordzijde van het dorp.

#### 1990 tot heden

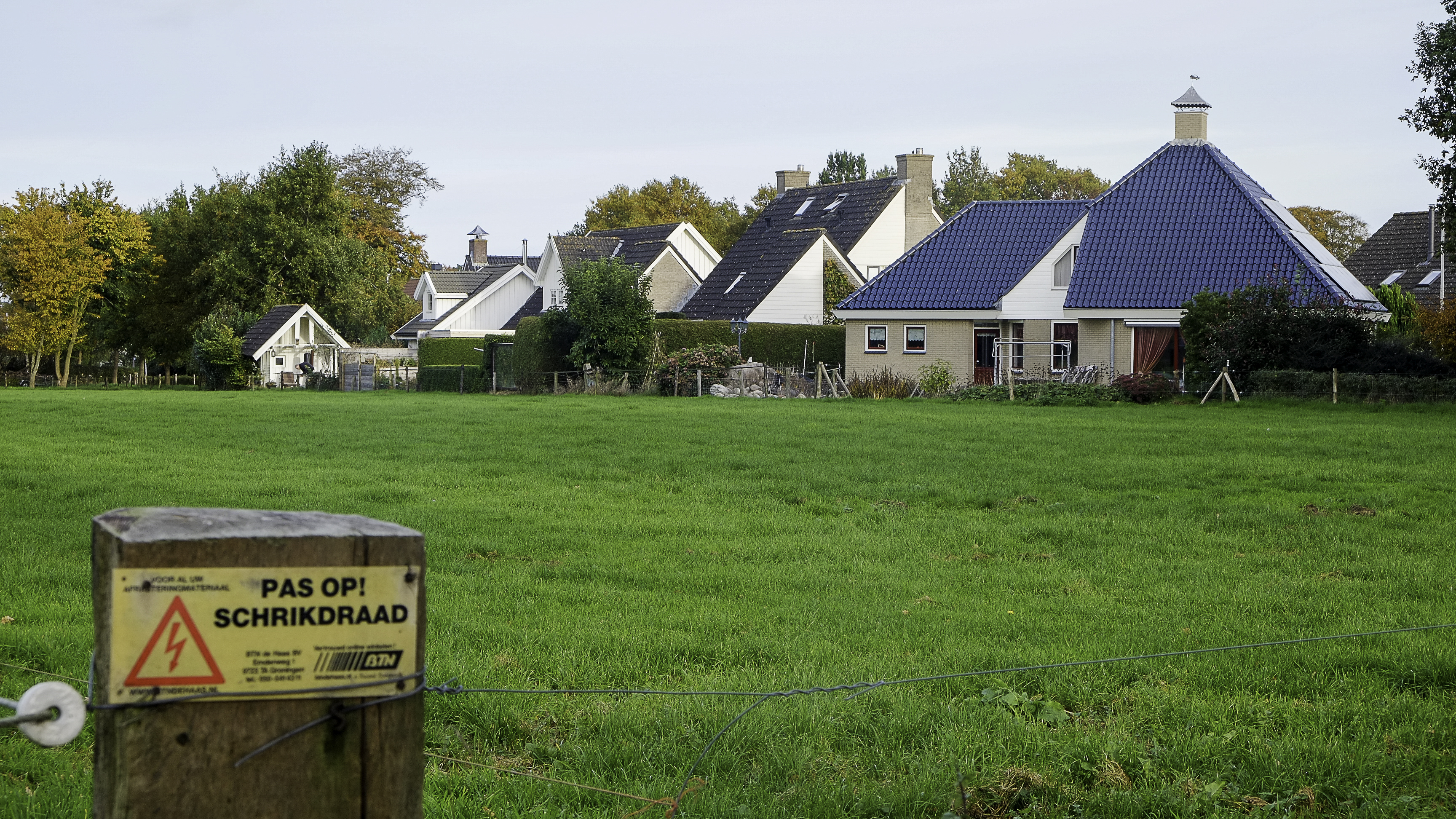
De laatste nieuwbouw van Noordlaren aan de Steegakkers aan de noordrand van het dorp. Vanwege de witte baksteenkleur ook wel pejoratief aangeduid als 'witte schimmel'

Nadat de voormalige kleuterschool het Hovenhoekje werd gesloopt ontstond er begin jaren 1990 ruimte voor nog een 13-tal nieuwe koopwoningen die in de jaren tot en met 1992 werden gebouwd aan de straat Steegakkers aan noordzijde van de voorgenoemde woningen: 4 sociale koopwoningen, 4 middenklassewoningen en 5 vrije sectorwoningen. Deze nieuwbouw is wel pejoratief bestempeld als witte schimmel, wat afbreuk zou doen aan het dorp. De nieuwbouw is echter wel zodanig ingepast dat ze -behalve dan vanaf de buitenzijde van het dorp- niet in het oog springt.
In latere jaren is er alleen incidenteel vervangende nieuwbouw gepleegd, wat neerkomt op ongeveer 1 woning per jaar. Niet elke geplande woning werd echter gebouwd. In 1993 verhuisde boer Vrieling in verband met aangescherpte milieuwetgeving vanuit Noordlaren naar Waterhuizen. In december van dat jaar maakte hij kenbaar een huis te willen bouwen tegenover zijn voormalige woning aan de Zuinigstraat 1. Op dit perceel rustte echter een agrarische bestemming. Omwonenden, De Bond Heemschut en Stichting Groninger Landschap waren tegen deze bouwplannen omdat zij vonden dat dit een te grote aantasting van het dorp zou betekenen op deze plek. De gemeenteraad keurde het plan in eerste instantie goed in 1994. Gedeputeerde Staten weigerden op advies van monumentenzorg echter om de vereiste wijziging van het bestemmingsplan goed te keuren, waardoor het hele plan uiteindelijk niet doorging.
In 2003 ontstond er onrust binnen het dorp over een stadnotitie voor de milieueffectrapportage in het kader van de regiovisie Groningen-Assen waarin gesproken werd over de bouw van 480 tot 660 nieuwe woningen rond Noordlaren tot aan de grens met Midlaren. Gedacht werd dat dit ook het uitgangspunt was voor het Landschapsontwikkelingsplan Haren. Het bleek echter slechts om een verkenning te gaan, die in de praktijk niet werd meegenomen in de woningbouwplanning.
Voor de toekomst wil een meerderheid van de bevolking liever geen nieuwbouw in het dorp en er is dan ook geen nieuwbouw mogelijk op basis van de meest recente beheersverordening (2013).

### Voorzieningen
In 1950 werd de riolering in het dorp uitgebreid langs de Kerkdwarsstraat (Achter de Hoven). Ook werd de eerste aanzet gegeven voor de aansluiting van het dorp op de waterleiding. In 1954 volgde de aanleg van een volledig elektriciteitsnet. In 1957 kregen alle straten van Noordlaren straatnamen. In 1961 werd tegelijkertijd met de asfaltering van diverse straten in het dorp (zie de paragraaf de asfaltering van Noordlaren) de riolering uitgebreid langs deze straten. In 1967 werd het dorp aangesloten op het gasnet.
In 1972 werd een dorpspleintje aangelegd door het terrein bij het haventje te verharden.
Tussen 2012 en 2013 werd de regenwaterafvoer en de rioolwaterafvoer in de Kerkstraat, de Lageweg en de Zuinigstraat van elkaar gescheiden om daarmee te voorkomen dat regenwater bij de rioolwateroverstort zich bij hevige regenval nog langer kon vermengen met vervuild rioolwater en zo belanden kon in het Zuidlaardermeer. Tevens werd het haventje en het daaraan grenzende pleintje aangepakt. Bij het pleintje werd een Toeristisch Overstappunt aangelegd.

## Economie

### Landbouw
Noordlaren is van oudsher een dorp met veel boeren. Voor het dorp bestond werd er ook al landbouw bedreven in de omgeving. In de middeleeuwen kwam het bestuur over de gronden in handen van de marke, die eeuwenlang een belangrijke rol speelde in het dorp. Vanaf de 19e eeuw nam de rol van de marke af, waarna de landbouwverenigingen ontstonden. In de 2e helft van de 20e eeuw nam het aantal boeren sterk af en werden veel landbouwgronden omgevormd tot natuurgebied. Onderstaand wordt eerst ingegaan op de marke en vervolgens op de geschiedenis van de landbouw.

#### De marke
Het bestuur over de gronden van Noordlaren werd eeuwenlang geregeld door de (boer)marke (of markte), die nog steeds bestaat onder de naam 'vereniging boermarkte Noordlaren'. Volgens Slicher von Bath zijn de marken ontstaan na 1250. Hengst denkt echter dat dit reeds rond 1150 kan zijn gebeurd toen de steeds groter wordende invloed van de stad Groningen vermoedelijk niet alleen leidde tot een grens tussen Groningen en Drenthe, maar ook tot grotere grondbelangen. Deze zouden op hun beurt weer hebben geleid tot het ontstaan van de marken. De marke van Noordlaren grensde aan die van Glimmen, Onnen, Midlaren en Yde. De statuten van de marke werden pas in 1922 opgesteld.

##### Bestuur van de marke
De marke was een organisatie van de eigenerfden, die ook wel markegenoten of buren werden genoemd. De bestuurders van de marke werden volmachten, schutheren of (omdat zij op de boerhoorn moesten blazen) hoornboeren genoemd. Zij vervulden een belangrijke positie en hadden het ook voor het zeggen in de kerk. De marke had ook een boekhouder die elke 4 jaar werd gekozen uit de leden van de marke. Deze boekhouder werd bijgestaan door 4 schutheren: 2 uit het noordelijk en 2 uit het zuidelijk deel van Noordlaren.

##### Waardelen: Onderverdeling van de marke
De marke van Noordlaren was onderverdeeld in een aantal waardelen (stukken grond), die in gebruik waren bij de gewaarden of goedsheren (markegenoten) en stemrecht gaven binnen de marke. Deze waardelen hadden geen vaststaande grenzen (deze waren enkel aangegeven middels zwetstenen), maar vormden slechts een recht op een deel van de onverdeelde markegronden. Onder deze markegronden vielen zowel esgronden, heidegebieden en bos als water en wegen. Door een waardeel te kopen kon men onderdeel worden van de marke. De marke van Noordlaren telde in de 13e eeuw 17 waardelen. Oorspronkelijk stond een waardeel voor een (volle) boerderij. De kerk bezat echter ook een waardeel om zo eigen inkomsten te kunnen verwerven en bovendien werden er 1 of 2 waardelen gereserveerd voor nieuwkomers. Enkele akkers die toebehoorden aan de kerkelijke diaconie dragen nog altijd de naam 'Kerkduinen'. Een ander stuk grond van de diaconie was het Plaggeveld. In de loop der tijd veranderde de grootte van de waardelen door vererving en aan- en verkoop. Hierdoor ontstond er versnippering van de grond. Rond 1600 had 1/4e waardeel de waarde van een (volle) boerderij. In de loop der tijd werd besloten om het stemrecht voortaan per 1/4e waardeel te laten verlopen en ontstonden er zo 68 stemmen of 'vierdels'. Daardoor werd de marke op den duur ook minder democratisch en kreeg een meer feodale structuur. Veel waardelen kwamen in de loop der tijd in handen van een paar invloedrijke families en kapitaalkrachtige buitenstaanders uit met name de stad Groningen: De families Hoenderken en Kluiving uit Noordlaren en de adellijke families De Drews, De Sitter, Van Hasselt en Van Swinderen. Bij de markescheiding van 1848 bezaten beide boerenfamilies gezamenlijk ongeveer een kwart van de waardelen en de adellijke families ongeveer een derde.

##### De schuldmolt: Belasting
Over de waardelen werd de schuldmolt (of schuldmudde, rookpenning of schulthaver; tiendenbelasting in natura op het gebruiksrecht) geheven in het Gorecht. Deze moest eerst worden afgedragen aan de bisschop van Utrecht en vanaf 1392 aan de stad Groningen. In 1529 werd de schuldmolt door Karel van Gelre bevestigd in het Selwerder Landrecht. In 1662 moest Noordlaren 11 mud betalen en in 1787 10 mud. In 1833 kocht Noordlaren de belasting af.

##### Willekeuren: Gebruiken
De markegenoten hadden stemrecht in zaken in en rond het dorp, zoals de rechten en plichten van de markegenoten. Deze rechten en plichten werden geregeld in de (boere-)willekeuren (onderlinge overeenkomsten) die stonden opgetekend in het markeboek. Zo stond bijvoorbeeld vermeld dat het hooiland niet voor een bepaalde onderling overeen te komen dag mocht worden gemaaid. Ook het begin en einde van de oogsttijd (naar het ‘intrekken’ van het koren ook wel ‘intrekkeltijd’ genoemd) werd zo onderling bepaald. Deze werd vervolgens aangegeven door de kerkklok. Wanneer er een samenkomst moest worden gepland op een van de brinken van Noordlaren en de markegenoten dus bij elkaar moesten komen, werd er op de boerhoorn geblazen. Noordlaren had twee boerhoorns: Aan zuidzijde en aan noordzijde van het dorp. De boerhoorn is tot ongeveer 1875 in gebruik geweest in Noordlaren.

##### Scheiding van de marke
In de 19e eeuw kwam er steeds meer kritiek op het ondemocratisch geworden instituut van de marken. De gemeenten werd het recht gegeven om de markes te dwingen om de gemeenschappelijke gronden te scheiden (verdelen). Hoewel de markescheiding in Noordlaren al was begonnen vóór het jaar 1644, was deze nog lang niet voltooid. Men wilde net als bij de meeste markes toch graag eigen zeggenschap houden. Pas toen de voorspoed in de landbouw toenam halverwege de 19e eeuw, wilde de marke van Noordlaren hieraan meewerken. Bij Koninklijk Besluit werd in 1847 hiertoe ook in Noordlaren de aanzet gegeven. In 1848 werden de gronden vervolgens gescheiden en verkocht, waarbij pastorie en kosterij 5/68e verwierven. Het deel van de pastorie betrof ruim 10 hectare, waaruit geconcludeerd kan worden dat de hele marke op het moment van de scheiding ruim 170 hectare bezat.

##### Geschiedenis vanaf 1850

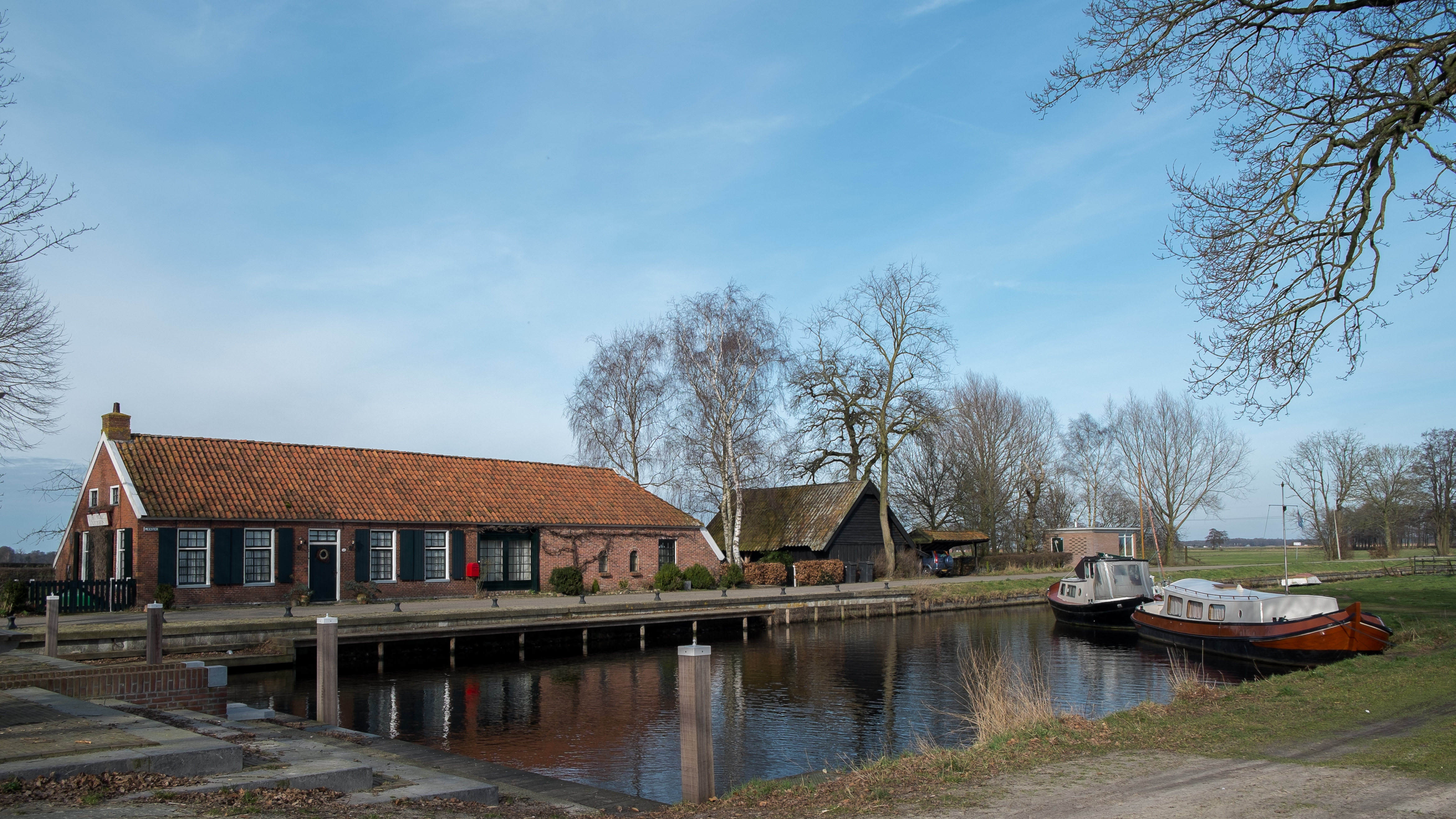
Het haventje aan de Noordlaardervaart is een van de overgebleven eigendommen van de marke. Vroeger behoorde ook het Veerhuis tot de marke

De marke behield na de scheiding de brinkgronden, enkele wegen, de kort daarvoor (in 1846) gegraven Noordlaardervaart en het bijbehorende veerhuis en het Noordlaarder deel van Zuidlaardermeer. Er zouden ook nog enkele gronden niet zijn verdeeld, want in 1869 schrijft Boeles dat Noordlaren de enige 'gemeente' was waar zich nog ongescheiden markegronden bevonden. In 1871 werden ook deze gronden verkocht. In de loop der tijd vervielen de wegen wegens gebrek aan geld voor het onderhoud en in 1932 droeg de marke daarom haar wegen over aan de gemeente Haren. Het veerhuis werd ook verkocht in de eerste helft van de 20e eeuw.
In 1983 telde de marke nog 68 (soms gesplitste) waardelen en bezat deze nog de Noordlaardervaart en het haventje, het eerder genoemde deel van het Zuidlaardermeer en stukje van het Drentse Diep. Het haalde haar inkomsten uit de verpachting van viswater en uit de liggelden. De kosten van het uitbaggeren van de Noordlaardervaart en de schoonmaak hiervan waren toen echter veel hoger dan de inkomsten. De vaart werd vervolgens door de gemeente uitgebaggerd, maar de marke behield het eigendom. In 1989 werd vervolgens het deel van het Drentsche Diep en het Noordlaarder deel van het Zuidlaardermeer verkocht aan het Groninger Landschap omdat er sprake was van waterschapsheffingen op het oppervlaktewater, waardoor de kosten voor de marke te hoog werden. Bij de verkoop werd bedongen dat het Groninger Landschap ook verantwoordelijk werd voor het openhouden van de Noordlaardervaart. Tegenwoordig bezit de marke alleen nog de Noordlaardervaart en het bijbehorende haventje.

#### Ontwikkeling van de landbouw
De ontwikkeling van de landbouw hangt samen met de geografische gesteldheid van het gebied. Na enkele duizenden jaren van zwerflandbouw en ruim 1000 jaar van meer permanente vormen van landbouw, werd rond de 8e eeuw de aanzet gegeven voor de eerste landbouw bij het huidige dorp. Vanaf de middeleeuwen ontstond de Noordlaarder es en werden de hooilanden in gebruik genomen. In de 18e eeuw werd begonnen met de ontginning van de heidegebieden, waarop in de 19e eeuw een groot bos werd aangeplant. In de eerste helft van de 20e eeuw werd na de ontwatering van denat hooilanden een grote ruilverkaveling doorgevoerd in de Oostpolder nabij het Zuidlaardermeer. In de tweede helft van de 20e eeuw nam het aantal boeren sterk af. Vanaf de jaren 1980 werd steeds meer landbouwgrond omgevormd tot natuurgebied. Deze trend zet zich nog steeds door.

##### Prehistorie: Kurzgewannflur
In de tijd van het hunebed was de Hondsrug begroeid met loofbos en het Hunzedal waarschijnlijk met dicht broekbos. In het gebied leefden jager-verzamelaars. Rond 2500 v.Chr. ontstond waarschijnlijk de eerste zwerflandbouw, die rond 600 v.Chr. werd opgevolgd door meer permanente vormen van landbouw. Mogelijk tussen de Romeinse tijd en de 8e eeuw ontstond kleinschalige blokverkaveling rond de vroegere nederzetting De Bloemert en het aangrenzende terrein van Meerlust. Deze vroegst bekende verkaveling bestond uit onregelmatig gevormde hoekvormige blokken in de vorm van een schaakbord die ook bekend zijn onder de Duitse benaming 'Kurzgewannflur'.

##### Ontginning van de es en hooilanden
Vanaf ongeveer de 8e eeuw vond er een intensivering plaats van de landbouw in het gebied. Het hoge deel van de Hondsrug nabij het dorp werd ingericht voor akkerbouw en extensieve veeteelt, terwijl de lagere delen grenzend aan de Drentsche Aa en het Zuidlaardermeer gebruikt werden als hooiland. Grote delen van de Hondsrug waren open heidegebied, die als 'woeste grond' in gebruik was voor het weiden van de schaapskuddes. Mogelijk in de 9e of 10e eeuw ontstond daaropvolgend een hovenstructuur in het dorp Noordlaren: Een aantal erven op een rij langs de doorgaande weg. Waarschijnlijk tussen de 9e en 12e eeuw ontstond aangrenzend aan westzijde van het dorp de esverkaveling: Het begin van de Noordlaarder es, die in de daaropvolgende eeuwen zou uitgroeien tot een complex van akkers dat zich over de breedte van de hele oostelijke Hondsrug uitstrekte van het Besloten Veen in noorden tot aan de grens met Midlaren in het zuiden.
De eerste esverkaveling bestond uit korte brede stroken die vaak alleen secundair werden gesplitst. Op basis hiervan wordt het voor mogelijk geacht dat de marke toen nog niet bestond of dat er nog geen grenzen vastgesteld waren tussen de percelen. De esverkaveling kwam in een tijd van bevolkingsgroei en betere landbouwmethoden en technieken. Op basis van palynologisch onderzoek is vastgesteld dat er waarschijnlijk eerst vooral graan voor de eigen voedselvoorziening werd verbouwd. Vanaf de 12e eeuw ontstond een smallere strokenverkaveling met percelen die soms in hun geheel omringd werden door een 'vreding' (omheining of omtuining). Volgens het schoolmeestersrapport uit 1828 werden de percelen toen echter enkel gescheiden door zwetstenen (kleine veldkeien). De smallere strokenverkaveling leek voor het eerst rekening te houden met de markegrenzen. Op grond daarvan wordt wel vermoed dat in die tijd de marke van Noordlaren kan zijn ontstaan, dezelfde eeuw dat ook Slicher van Bath het ontstaan van de markes plaatst. Deze smallere verkaveling lijkt verband te hebben gehouden met een groei van de voedselproductie, waarschijnlijk ook voor de handel met de opkomende stad Groningen. In die tijd werden de hooilanden of maden bij de Hunze steeds natter en raakten daardoor onbruikbaar. Als gevolg van verveningsactiviteiten rond de bovenloop van de Hunze werd de waterafvoer groter. Daarnaast werd de Hunze vóór 1284 gekanaliseerd ten noorden van Zuidlaren, waardoor de afvoer werd verstoord. Als gevolg hiervan ontstond waarschijnlijk in de tweede helft van de 13e eeuw het Zuidlaardermeer.
In de middeleeuwen ontstond de potstalcultuur waarbij de akkers op de essen werden verrijkt met schapenmest, gemengd met strooisel van dunne grasrijke dopheiplaggen, wat resulteerde in eerdgronden. Hierdoor werden de essen opgehoogd en kregen hun ietwat bolvormige uiterlijk. Ten noordoosten van het dorp werden de Koebroeken in gebruik genomen als de eerste koeweides van het dorp. Mogelijk in de 16e of 17e eeuw werden de groenlanden aan oostzijde van het dorp in cultuur gebracht. Hier ontstonden ten noorden van Meerlust rechthoekige brede kavels.

##### Ontginning van het heidegebied

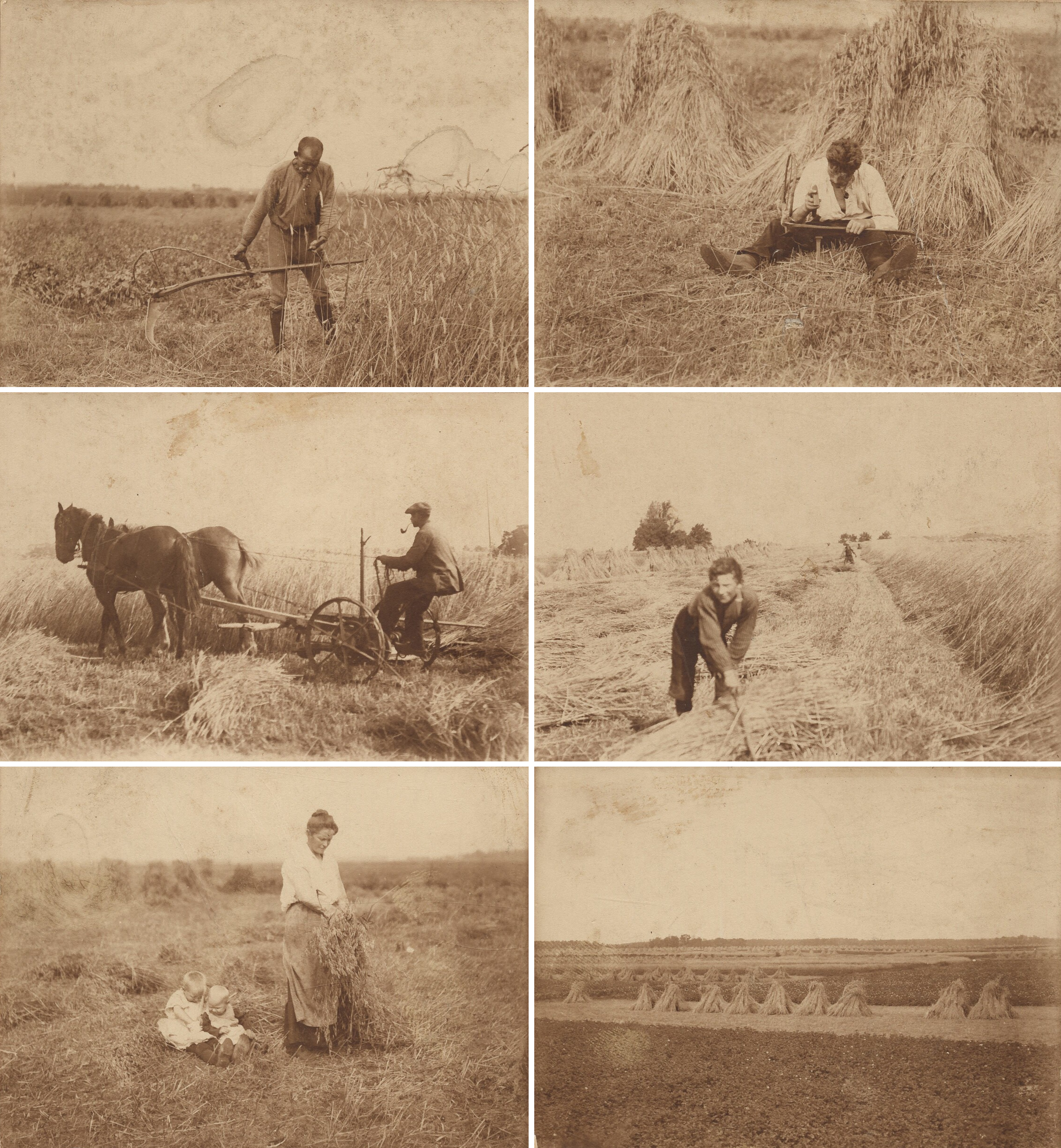
Werkzaamheden rond het maaien van de rogge op de Noordlaarder es. Van linksboven naar rechtsonder: het maaien van de rogge, het haren van de zeis (met haarhamer en haarspit), het zichten van de rogge met een zwadmaaier, het wellen met een welhaak (pikhaak), het samenbinden van de schoven (ook garven genoemd), hokken (samengebonden schoven) op het veld

In de 18e eeuw werd begonnen met het verkavelen van het heidegebied. In 1848 werd de marke onderverdeeld, waarop een aantal heidevelden in cultuur werden gebracht. In de tweede helft van de 19e eeuw werd vervolgens, mede om zandverstuivingen tegen te gaan, het Noordlaarderbos aangeplant in het westelijk deel van het grondgebied van Noordlaren. Een andere reden om bos aan te planten was omdat destijds dacht het hout te kunnen gebruiken voor de leerlooierijen en voor de mijnbouw. De heide was in die tijd niet meer zo van belang als meststof als gevolg van de introductie van kunstmest en werd daarom op grote schaal ontgonnen.

##### Ontwikkelingen in de 19e eeuw
Veel boeren in het dorp hadden vroeger een gemengd bedrijf, met zowel akkerbouw als veeteelt. Volgens het schoolmeestersrapport van 1828 werd op het grondgebied van Noordlaren vooral rogge verbouwd. Andere gewassen waren aardappelen, herfstknollen en in mindere mate haver, raapzaad en vlas. Ook werd er net als in andere plaatsen op stukken ontgonnen heide boekweit verbouwd. Een deel van deze gewassen werden gebruikt om het vee mee te voederen. Er werden in die tijd vooral koeien en paarden gehouden voor de verkoop. Daarnaast werden er ook ossen, varkens, hoenderen en bijen gehouden voor eigen gebruik. In tegenstelling tot zuidelijker gelegen Drentse dorpen werden er echter geen schapen gehouden. De reden hiervoor was dat de heidevelden rond het dorp te klein waren om grote kuddes te kunnen houden. In de tweede helft van de 19e eeuw werd veel chicorei verbouwd rond Noordlaren, die werd verwerkt in twee cichorijfabriekjes nabij het dorp (zie cichoreifabrieken).
Rond 1870 ontstond als gevolg van een lage graanprijs onder invloed van de goedkope import van graan uit Odessa en andere delen van Oost-Europa en vervolgens ook vanuit de Verenigde Staten een landbouwcrisis in het gebied. De prijs van rogge zakte hierdoor namelijk dramatisch. Hierdoor kwamen eerst de landarbeiders en keuterboeren in de problemen en vervolgens ook de andere boeren. Hierdoor moesten zij vaak aankloppen bij de diaconie Deze landbouwcrisis duurde tot ongeveer 1900.

##### Landbouwverenigingen

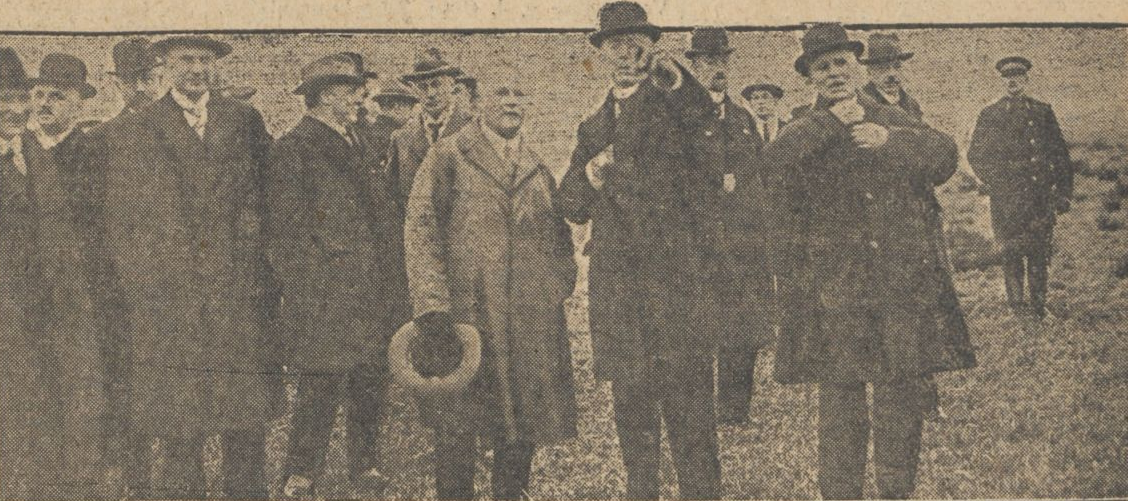
Wethouder Hoenderken van de gemeente Haren geeft minister Kan inlichtingen over de voortgang van de ruilverkaveling van de Noordlaardermade (december 1927).

Eind 19e eeuw werd landbouwvereniging Noordlaren opgericht. Deze landbouwvereniging was onder andere betrokken bij de oprichting van de zuivelfabriek van Noordlaren. De perikelen rond de opheffing van deze fabriek in de jaren 1920 leidde tot veel ongenoegen binnen de vereniging en leidde er zelfs toe dat er een tijd lang twee afzonderlijke landbouwverenigingen naast elkaar bestonden. Vanwege de oriëntatie op Drenthe sloten de boeren uit het dorp zich in 1933 aan bij het Drents Landbouw Genootschap in plaats van de Groninger Maatschappij van Landbouw. Na de Tweede Wereldoorlog gebeurde dit weer omdat de Groninger Maatschappij hen een beetje vergeten leek te zijn. De koeien uit Noordlaren mochten overigens ook niet meedoen op de Groningse veemarkten omdat ze op de arme zandgronden waren geweid en daarom niet zo zwaar en glanzend waren als hun Groninger soortgenoten die op de vette klei werden geweid. Paarden uit Noordlaren mochten er ook niet in het stamboek op worden genomen, terwijl dit wel mocht in Zuidlaren.

##### Ruilverkavelingen
In de 20e eeuw werd het landgebruik steeds intensiever. Er kwamen ook andere vormen van teelt op zoals de groenten-, vruchten- en bessenteelt.
In de Oostpolder (Noordlaarder made) vond in de jaren 1930 na de introductie van de nieuwe ruilverkavelingswet een grote ruilverkaveling plaats om de kleine veenweideperceeltjes efficiënter te kunnen benutten.
In de jaren 1960 werd een grote ruilverkaveling doorgevoerd op de Noordlaarder es om zo de percelen efficiënter te kunnen gebruiken. In de jaren 1970 en 1980 vond er een omschakeling plaats in de landbouw. Er werd steeds meer mais verbouwd als ruwvoer voor het vee en delen werden omgevormd tot grasland. Winter- en zomergraan verdween bijna geheel.

##### Omvorming tot natuurgebied
In de tweede helft van de 20e eeuw kwam het besef op dat het landschap rond Noordlaren een grote landschappelijke waarde bezat. In 1982 wees Gedeputeerde Staten van Groningen in samenwerking met het Ministerie van Volkshuisvesting en Ruimtelijke Ordening ongeveer de helft van de gemeente aan tot Relatienotagebied, wat in de praktijk betekende dat dit gebied zou moeten worden ingericht dat natuurreservaat. Hiervan lag 1200 hectare in de Onnerpolder en Noordlaarder Oostpolder. De aanwijzing leidde tot grote onrust onder de 150 landbouwers in de gemeente. Voor Boer Veldman, die midden in het dorp woonde, zou het bijvoorbeeld betekenen dat hij twee derde van zijn 45 hectare grond zou verliezen en daardoor naar eigen zeggen zijn bedrijf zou moeten opheffen. Gemeente en het Landbouwschap vreesden gevolgen voor zowel de landbouwers als de leefbaarheid in de dorpen Noordlaren, Glimmen en Onnen en gingen daarom tegen het plan in bezwaar. Zij wilden niet verder gaan dan 400 hectare natuurreservaat. Uiteindelijk wist het Landbouwschap in 1984 te bedingen dat het aantal hectares werd teruggebracht tot 475 met een reserve van nog eens 150 hectare, die pas zou worden aangewend bij de aankomende ruilverkaveling. Van de 475 hectare lag 255 hectare in de Oostpolder en het petgatencomplex 'Koelanden'. Vanaf ongeveer 1985 werd veel grond aangekocht door het Groninger Landschap van boeren die ermee stopten, waardoor het aantal hectares natuurgebied verder werd vergroot. Het aantal boeren in Noordlaren nam in de periode erna steeds verder af: in 1994 waren er nog een stuk of zeven.

##### Recente ontwikkelingen

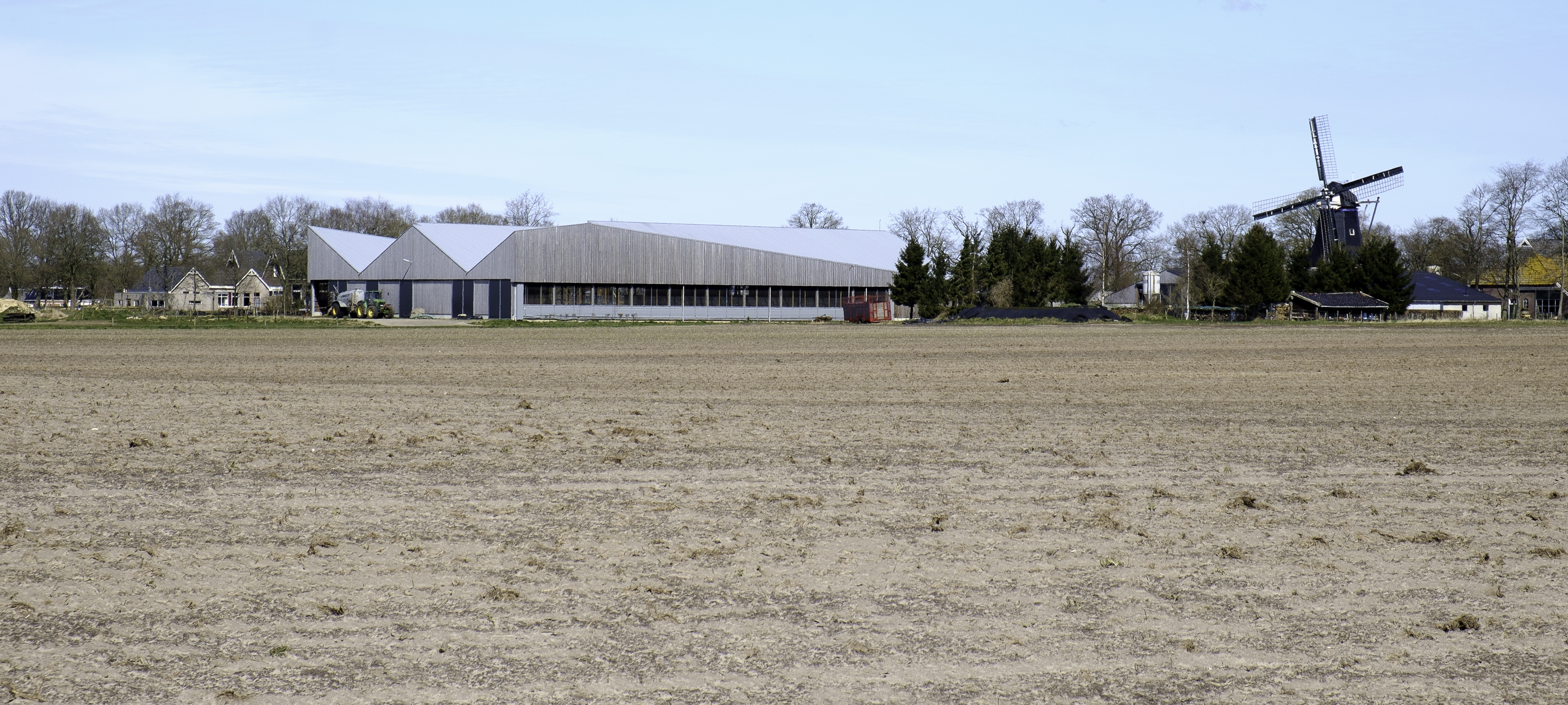
Gezicht op Noordlaren met links de boerenschuren van Hoenderken, die in 2014 de Teenstraprijs kregen

De meeste boeren zijn in de loop der tijd gestopt of overgegaan op een andere bedrijfstak zoals een kwekerij, loonbedrijf, foeragebedrijf, paardenfokkerij of een recreatiebedrijf. Tegenwoordig zijn er nog slechts twee boerenbedrijven in de kern: Een boerderij aan de Zuidlaarderweg 54 en de boerderij van de familie Hoenderken aan de Zuidlaarderweg 73. Bij de laatste boerderij werd in 2013 na jaren van discussie met de provincie een nieuwe ligboxenstal gebouwd onder architectuur van AgroBouw Noord. Deze boerderij kreeg in 2014 de Teenstraprijs. Ten noordwesten van Noordlaren liggen een aantal kwekerijen, waaronder een groentekwekerij, een coniferenkwekerij en een bloemenkwekerij.
In 2012 werd een nieuwe ruilverkaveling voltooid, waarbij veel landbouwgrond in de Oostpolder werd omgezet naar natuurgebied.
Tegenwoordig wordt vooral de Noordlaarder es zelf nog gebruikt voor de intensieve landbouw en zijn de gebieden daaromheen grotendeels eigendom van natuurorganisaties als Natuurmonumenten en het Groninger Landschap, die er onder andere koeien laten grazen. Deze beide organisaties hebben veel natuurgebieden opengesteld voor de recreatie, die met name in het weekend een grote rol speelt.

### Industrie

#### Chichoreifabrieken

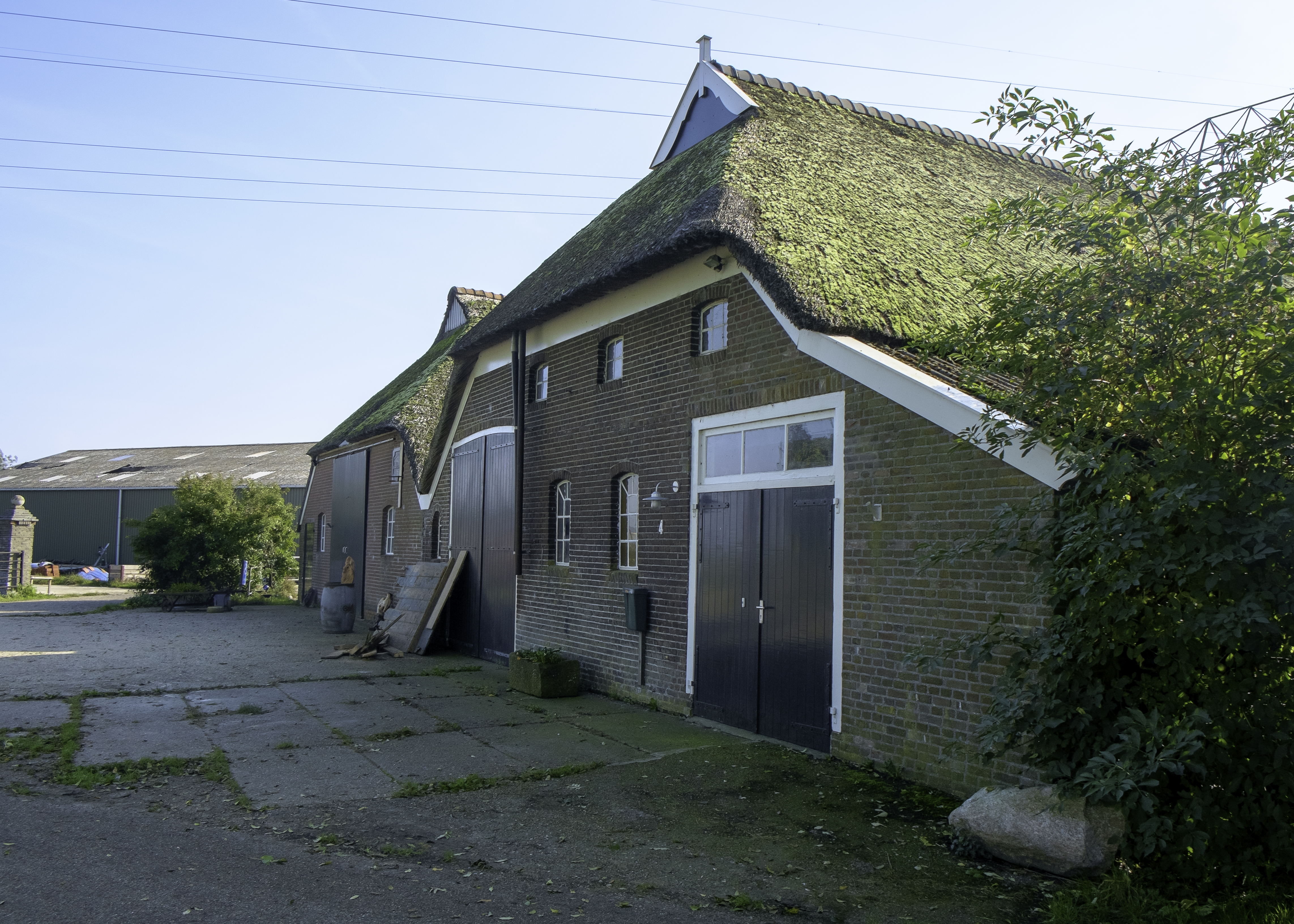
Boerderij De Horsten aan de Meester Koolweg 4, waarin zich in de 19e eeuw een cichoreifabriekje bevond

Cichorei kwam op in de Franse tijd als gevolg van de blokkade van de invoer van koffie vanuit Oost-Indië. De verbouw van cichorei in de gemeente Haren kwam echter pas later op. In 1844 was er in de gemeente slechts een cichoreifabriek, terwijl er in 1865 al vier fabrieken en zes drogerijen waren. In 1866 werd er in de gemeente ongeveer 78 hectare beteeld met cichorei Deze teelt vond echter voornamelijk plaats in Haren en Onnen. Noordlaren telde twee cichoreifabrieken die beiden worden genoemd in 1866: De cichorijfabriek van A. Smith was gevestigd aan de Noordlaardervaart in de boerderij 'De Horsten' aan de Meester Koolweg 4. Deze ligging vergemakkelijkte de aanvoer per schip of boerenwagen. De andere fabriek was de cichorijfabriek van H. Seubring ergens aan de Zuidlaarderweg aan de tramlijn, nabij Station De Punt. De beide fabrieken en de ermee gepaard gaande cichoreiteelt zorgden voor veel werk bij dorpelingen.
Smith verkocht zijn fabriek in 1874 aan H.W. Keizer. De fabriek van Seubring kreeg in 1869 of 1871 een stoommachine. In 1876 brandde deze stoom-cichoreifabriek volledig af en werd daarop herbouwd. In 1884 werd de fabriek van Keizer te koop gezet en daarmee buiten bedrijf gesteld. In 1889 verkocht Seubring zijn fabriek aan P.P. van der Kooi, die er een mosterdmalerij bij vestigde. Hij werd opgevolgd door G. Wind, die de fabriek in 1901 op afbraak verkocht. De sluiting van beide fabrieken vond plaats in een tijd dat de cichoreiteelt sterk terugliep.

#### Zuivelfabriek

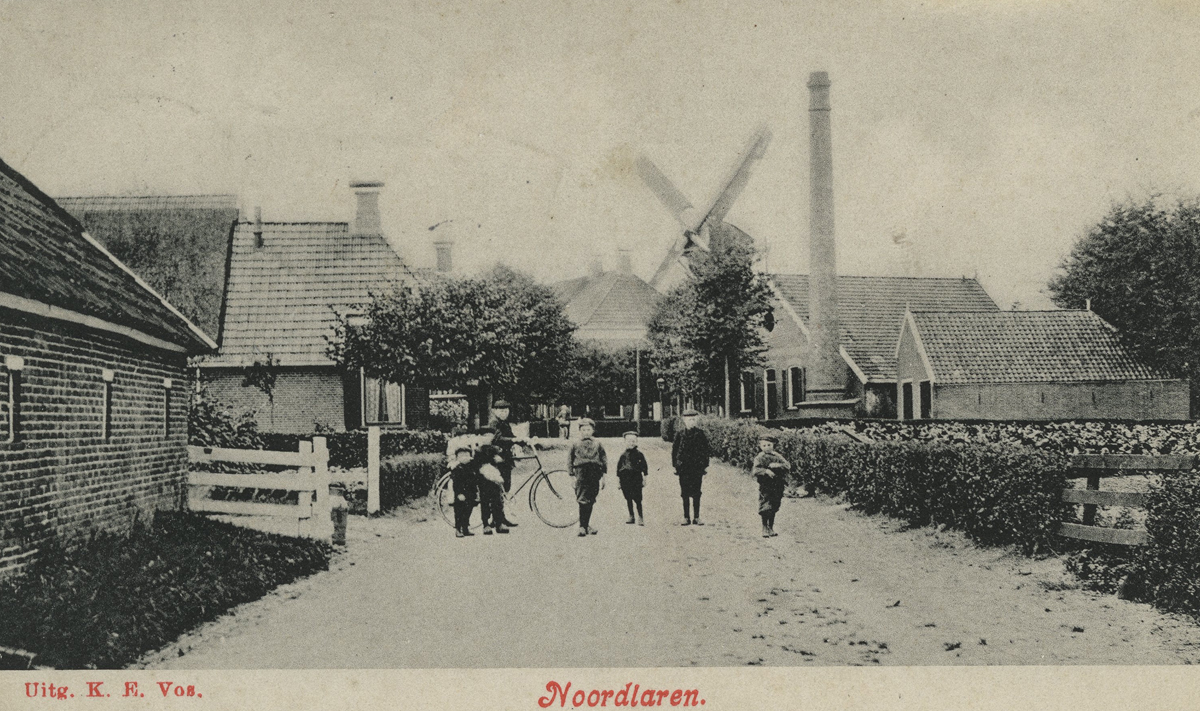
De zuivelfabriek rond 1908 (links op de achtergrond)

Aan noordzijde van de Zuidlaarderweg bevond zich begin 20e eeuw een zuivelfabriek. Deze fabriek werd in 1896 door boeren R. Kloots, A.S. Haddering, O. Hoenderken, A. Hoenderken en A. Sikkens opgericht als een stoomzuivelfabriek. Deze boeren wilden echter zelf hiervoor geen grond beschikbaar stellen, waarop deze werd gebouwd op een stuk grond van de Bartholomeüskerk. de locatie hiervan was een noordzijde van de Kerkstraat, bij de kruising met de Zuidlaarderweg (Kerkstraat 13 en 15 en Zuidlaarderweg 50). Het kantoortje van de fabriek zou zich hebben bevonden in een koepeltje op de hoek van beide wegen. Bij de oprichting deden 72 boeren mee. De productie bedroeg aanvankelijk 10.000 kg boter per jaar. Dit succes leidde ertoe dat al snel meer boeren zich bij de fabriek aansloten, waarop de productie steeg tot 33.000 kg. In 1916 werd besloten tot het vergroten van een fabriek met een installatie voor de bereiding van melkpoeder. in 1925 werd de fabriek uitgebreid met een kaasmakerij. Dit om wat meer geld te verdienen in verband met de lage melkprijzen. De fabriek leverde echter te weinig op voor veel boeren, die in armoede verkeerden en in toenemende mate begonnen te redetwisten met het bestuur van de rubriek. De ruzie rond de sluiting van de fabriek leidde tot veel ongenoegen in het dorp en zelfs tot de oprichting van twee afzonderlijke landbouworganisaties. Verschillende boeren leverden hun melk voortaan aan bij andere zuivelfabrieken. Hierdoor bleef er te weinig aanvoer over om de fabriek open te kunnen houden, waarop besloten werd om de fabriek stil te leggen. Besloten werd vervolgens om de vennootschap te liquideren en de melk voortaan aan te leveren aan De Ommelanden. In 1932 trok een manufacturenzaak in het pand, dat echter een dag later afbrandde. In 1937 ging de fabriek pas in liquidatie.

### Middenstand

#### Historische ontwikkeling
Noordlaren was lange tijd een autonoom dorp. Vroeger werkten de meeste inwoners in en rond het dorp. Uit het schoolmeestersrapport van 1828 blijkt dat het dorp in de jaren ervoor nog geen of nauwelijks voorzieningen telde. De dagelijkse boodschappen werden in die tijd uit omringende plaatsen gehaald. Begin 19e eeuw nam de bevolking echter toe en ontstond ook enige middenstand. Volgens het rapport telde het dorp toen "2 winkeliers, 2 tappers, 2 kleermakers, 2 schoenmakers, 4 timmerlieden, een bakker en een smid".
De eerste helft van de 20e eeuw was de glorietijd van de middenstand in het dorp. Het dorp telde toen veel kleine zelfstandigen met verschillende beroepen in de middenstand. Er waren onder andere kruideniers, bakkers, smederijen (waarvan een met een benzinepomp), manufacturiers, stelmakerijen (wagenmakers), molens, een slagerij, slijterij, textielwinkel, kapper, handel in galanterieën, een sigarenwinkel en ambulante handelsbedrijven in onder andere melk, turf en brandstoffen. Veel ondernemingen ontstonden vanuit armoede. Vaak deed men het erbij om het karige loon aan te vullen. Zowel bakkers, kruideniers als manufacturiers gingen door weer en wind over de slechte wegen met hun goederen langs de deur. Latere voorzieningen in het dorp waren onder andere een bibliotheekje, (hulp)postkantoor, bankfiliaal, loodgieter, constructiebedrijf en een timmerman-aannemer.
Na de Tweede Wereldoorlog verdween de middenstand geleidelijk uit het dorp. Noordlaren veranderde op deze wijze langzamerhand in een woondorp. In de loop van de jaren 1960 en 1970 verdwenen de meeste winkels. De laatste winkel van het dorp was een bakker, die in 1993 de deuren sloot. Er kwam toen alleen nog een SRV-wagen (rijdende winkel) in het dorp. Veel inwoners deden hun boodschappen toen echter al in Zuidlaren.
In 2005 telde het dorp alleen nog wat ambulante bedrijvigheid: een SRV-wagen (op donderdag) en een bibliobus (in 1969 ingesteld ter vervanging van het in 1933 opgestarte bibliotheekje). Daarnaast waren er buiten het dorp nog diverse particulieren die goederen aan huis verkochten. Ruim 70% van de beroepsbevolking werkte toen buiten het dorp. Het resterende deel bestond hoofdzakelijk uit zelfstandigen. In 2014 stonden in en rond het dorp 150 bedrijven geregistreerd bij de Kamer van Koophandel, waaronder bedrijven op het gebied van de bouw, antiekrestauratie, kledingverkoop, fotografie, fysiotherapie, huidtherapie, yoga en kunst.

#### Kruideniers
Het dorp heeft in de loop der tijd een aantal kruideniers gehad. Het bekendste kruideniersbedrijf, dat ook het langst heeft bestaan en na de sluiting zelfs een tijdlang als Kruideniersmuseum heeft gefungeerd, was dat van de familie Timmer. Het bedrijf van Timmer startte in 1896, toen weduwe Timmer als straatventer langs de huizen ging om kruidenierswaren te verkopen om haar karige inkomen aan te vullen. Haar nazaten vestigden zich als kruidenier aan de Middenstraat 7. In de begintijd was geld een schaars goed en werd er dus vooral ruilhandel bedreven. In 1916 verhuisde de familie naar een nieuw pand aan de Zuidlaarderweg 42. In de loop der tijd werden er ook porselein, aardewerk en andere huishoudelijke goederen verkocht om aan de vraag te voldoen. In de loop der tijd kreeg het bedrijf steeds meer concurrenten. In de jaren 1930 waren er zelfs zeven kruideniers in het dorp, waarvan een deel ventte met kruidenierswaren langs de huizen. In 1976 stopte een nazaat van Timmer als laatste kruidenier in het dorp: In verband met de concurrentie door de supermarkten wilden zijn zonen hem niet opvolgen. Hij was van het vierde geslacht van de familie en opende na de sluiting Kruideniersmuseum "De Vier Geslachten" in het pand. In 1995 werd het museum  wegens een teruglopend bezoekersaantal gesloten en overgebracht naar museum De Wachter in Zuidlaren.

#### Bakkerijen

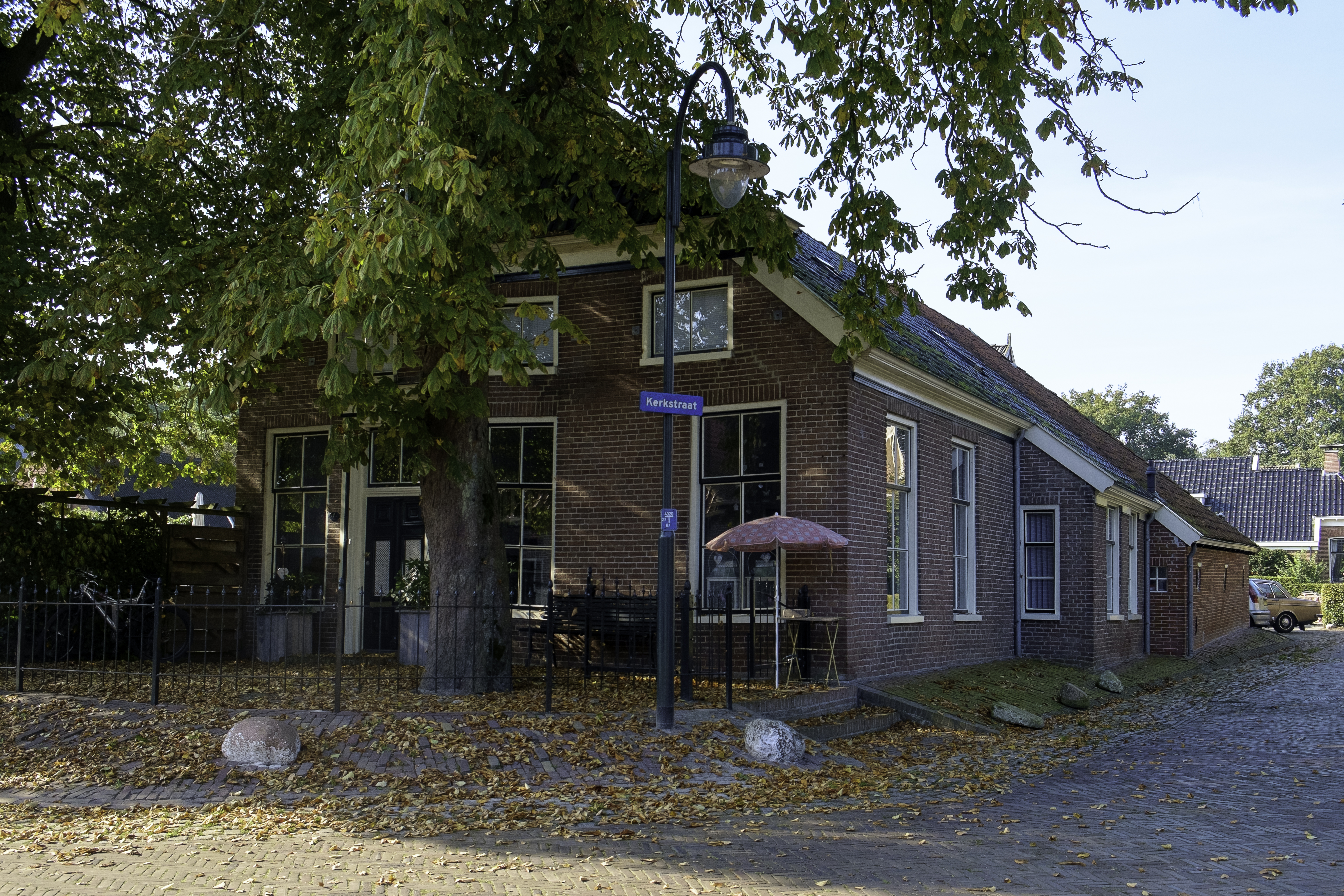
Vroegere bakkerij Hiddingh aan de Middenstraat 1

Het dorp heeft een aantal bakkerijen gekend. In het schoolmeestersrapport van 1828 wordt reeds gesproken van een bakker. In 1868 wordt melding gemaakt van het afbranden van een bakkerij en in 1899 wordt melding gemaakt van de oprichting van bakkerij Kock. In de 20e eeuw bevonden zich drie bakkerijen in het dorp: tegenover het haventje naast de kosterij zat Bakker Kort (later Berends). Op de hoek van de Kerkstraat met de Zuidlaarderweg zat bakker Vos (later Van Beinum en nog later Prins), die later naar pand ernaast verhuisde. En op de hoek van de Kerkstraat met de Middenstraat (Middenstraat 1) zat bakkerij Van Houten (later Hiddingh), die later naar de overkant van de weg (Kerkstraat 7) werd verplaatst. Daarnaast bevond zich nog een roggebroodbakkerij van de familie Bansema in het dorp, die in 1966 wordt aangeduid als roggebroodfabriek en was er nog een ambulante handel in broodartikelen van de familie Nijhof. Hiddingh sloot in 1993 na het overlijden van de eigenaar als laatste bakkerij van het dorp.

#### Slagerijen
Noordlaren had vanaf ongeveer 1918 een slagerij aan de Zuidlaarderweg 97, in een pand waar daarvoor een manufacturier was gevestigd en later een smederij werd gevestigd. Deze slager heette Jan Koers en was een zoon van een slager uit Zuidlaren. Nadat in de stad Groningen een nieuwe slachterij was gebouwd en in 1919 de Vleeskeuringswet van kracht werd, werden alle slagers in de regio rond Groningen verplicht om daar te slachten. Dit betekende een hoop gereis voor de slager. In Drenthe mocht men nog aan huis slachten, waarop slager Koers besloot om in 1926 de grens over te trekken: In 1927 liet hij een nieuwe slagerij met burgerwoning bouwen naar ontwerp van architect Pieter Mekkes.
In 2011 werd aan de Vogelzangsteeg 15a slagerij de Buurderij opgericht, waar vlees van Limousinrunderen wordt verkocht van agrarisch natuurbeheerders uit de omgeving.

#### Smederijen
in het schoolmeestersrapport van 1828 wordt gesproken van de aanwezigheid van twee smederijen. In de 20e eeuw waren er drie smederijen: de smederij van Schut (later Liewes) aan de Lageweg 19 aan noordzijde van het dorp; de smederij van Oosting (later Dijkmans) aan de Zuidlaarderweg 79; en smederij Wiegertjes aan de Zuidlaarderweg 97 ten zuiden van het dorp. Smederij Liewes fungeerde tevens als fietsenwinkel, benzinepomp en 'stille knip' en was in 1979 de laatste smederij die uit het dorp verdween.

#### Stelmakerijen
Het dorp heeft in de 20e eeuw twee stelmakerijen gehad. Stelmakerij Flierman die in 1906 afbrandde samen met de ernaastgelegen smederij van Schut en stelmakerij Nienhuis, die er tevens een houtzagerij bij had, waar onder andere wielen, jukken en lijkkisten werden gemaakt.

### Horeca
Uit het schoolmeestersrapport van 1828 blijkt dat het dorp tot kort daarvoor geen herbergen had, maar dat er vervolgens twee tapperijen werden geopend. Van de eerste helft van de 20e eeuw tot en met de jaren 1970 waren er verspreid over het dorp minimaal vijf cafés. Daarbij bevond zich ook een enkele 'stille knip'; een onofficieuze kroeg waarmee de eigenaar iets probeerde bij te verdienen. De meeste van deze cafés verdwenen in de tweede helft van de 20e eeuw. In en rond het dorp werden echter in vervolgens ook weer nieuwe cafés en restaurants opgericht en enkele voormalige cafés werd – al dan niet tijdelijk – nieuw leven ingeblazen.

#### De Lanteern

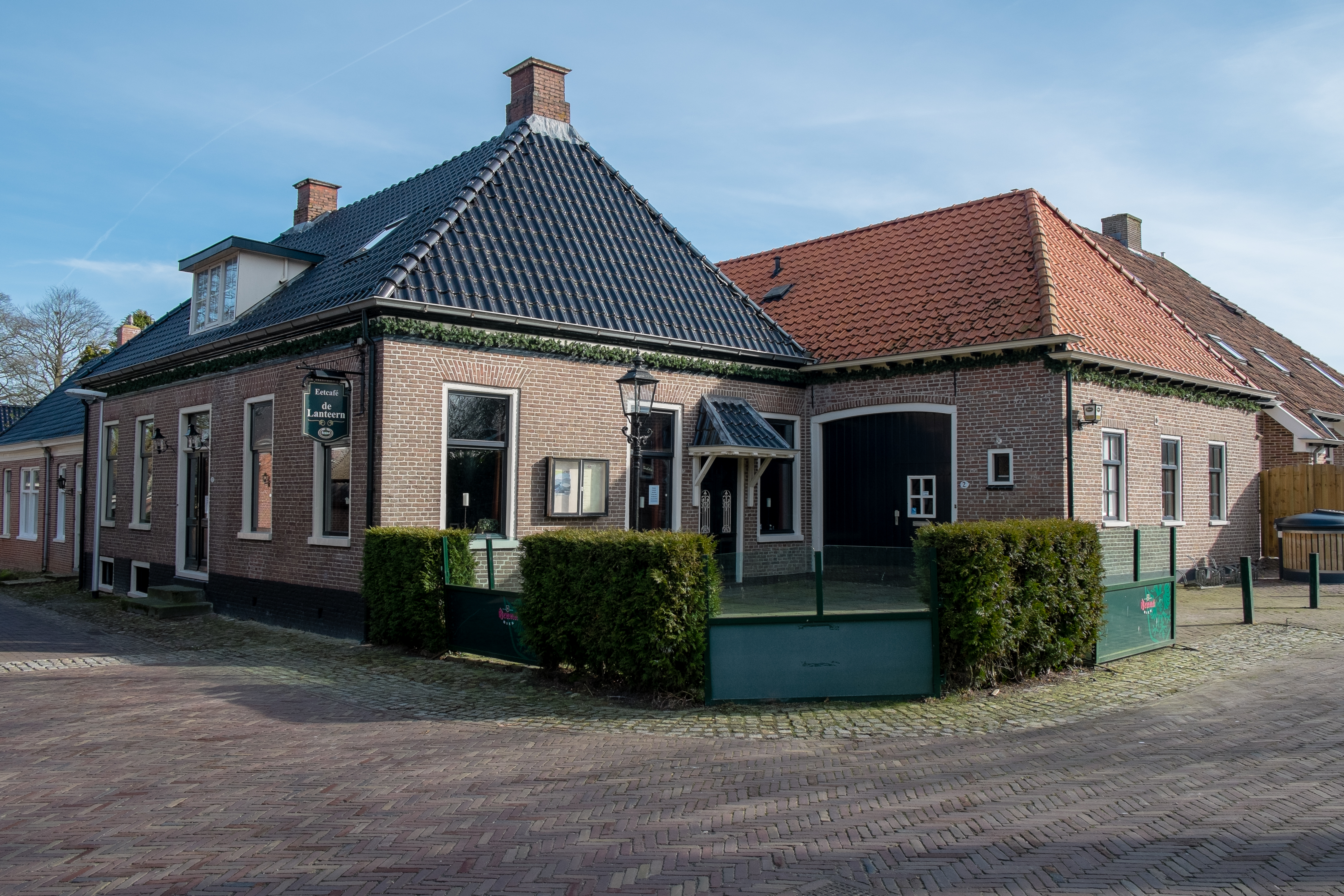
De Lanteern

Op de hoek van de Kerkstraat met de Middenstraat (Kerkstraat 12/Middenstraat 2) staat café De Lanteern. Het gebouw dateert uit 1910, maar het café ontstond vermoedelijk al rond 1850. Naast het café bevindt zich de vroegere doorrid. De eigenaren hadden er doorgaans ook een kruidenierszaak bij, zoals wel vaker gebeurde in die tijd. Rond 1975 werd het café gesloten een verviel daarop tot een bouwval. Dorpsbelangen probeerde vervolgens tevergeefs om er woningen in te vestigen. De schuur werd in die tijd verkocht. In 1985 werd het gebouw gerestaureerd en heropend als dorpscafé. In 1995 werd het gebouw omgevormd tot eetcafé. In 2005 werd het café overgenomen door oud-burgemeester van Menterwolde en oud-wethouder van Haren Fijke Liemburg samen met zijn zakenpartner Luuk van der Wou. Na tien maanden bleken beide zakenpartners echter gebrouilleerd raakten verwikkeld in een rechtszaak. Als gevolg van kreeg Liemburg een burn-out en werd hij veroordeeld tot het ontbinden van het contract rond het café en het betalen van een som geld aan Van der Wou. Na een mislukte poging om het café te verkopen aan geïnteresseerde partij (die het benodigde geld niet bleek te hebben) verkocht Liemburg het pand aan Van der Wou en overleed vervolgens een maand later. Van der Wou verkocht het pand vervolgens door aan een nieuwe eigenaar.

#### Veerhuis

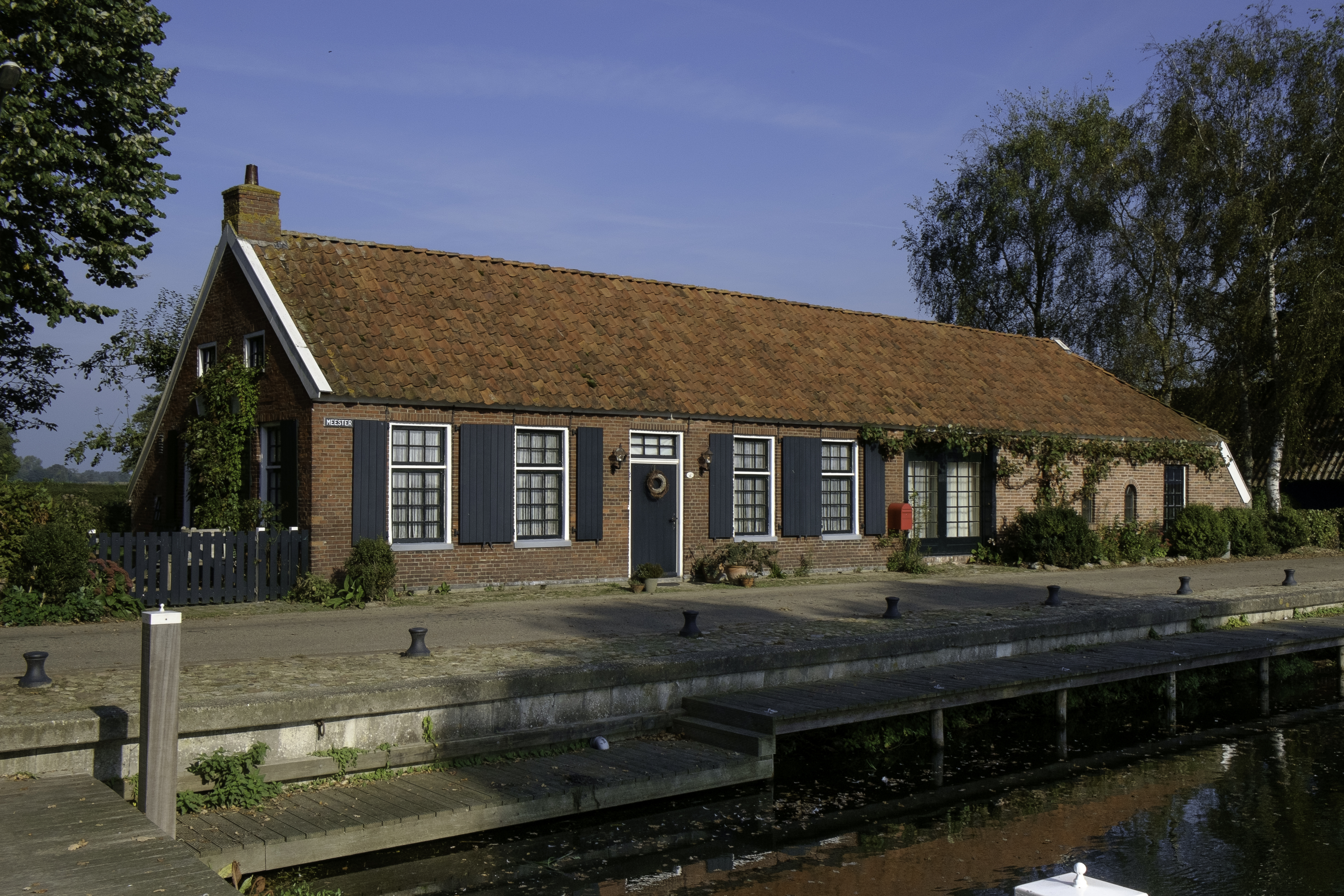
Het veerhuis

Aan de Meester Koolweg 2 staat het oude veerhuis, een karakteristiek gebouw met halfronde toegangsdeuren en luiken voor de ramen. Het veerhuis werd in 1850 gebouwd, kort voor de instelling van het beurtveer via de Noordlaardervaart naar Groningen. Het gebouw was eigendom van de marke en werd steeds verhuurd aan een pachter. In het voorhuis van het veerhuis bevond zich vroeger een herberg. Het achterhuis werd gebruikt als opslag voor de goederen die werden vervoerd naar het haventje. In 1900 werd een schuur aangebouwd. Frequente bezoekers van het veerhuis waren schippers die vrachten turf en later aardappelen en kunstmest vervoerden vanuit de Veenkoloniën en vervoerders en sjouwers die de vrachten per paard en wagen naar de stad brachten. Later kwamen er vooral vissers, die er vergaderen en de prijzen van viswedstrijden uitreikten. In de jaren 1960 verdween het vervoer, waarop het veerhuis in 1964 door de marke werd verkocht aan iemand die er een botenverhuur wilde beginnen. Het pand verviel daarop. De laatste pachter, boer Kamphuis, was het destijds niet eens met de verkoop van zijn café De Markte en blijkbaar verkreeg hij het pand vervolgens in eigendom want in 1975 verkocht hij het pand aan een nieuwe eigenaar. Deze heropende in 1977 het café onder de naam 'Olle Veerhoes'. Het was op dat moment door de sluiting van café Brands in hetzelfde jaar het enige café in het dorp. In 1979 werd het café weer verkocht en vervolgens omgebouwd tot woonhuis. In 2005 besloten de toenmalige bewoners om het pand te heropenen als huiskamerrestaurant voor watersporters, vissers, wandelaars en fietsers, maar na een aantal jaar vonden ze dit bestaan toch wat te zwaar en in 2012 sloten ze het restaurant weer.

#### Andere kroegen in het dorp
Naast De Lanteern en het Veerhuis bevonden zich in de 20e eeuw nog een aantal kroegen in het dorp. Naast de kosterij, tegenover het haventje, bevond zich aan de Lageweg 43 café Brands. Het pand met kenmerken van de chaletstijl dateert van rond 1900 (eerder was het afgebrand in 1883) en bevat nog de vroegere doorrid. In 1977 werd het omgevormd tot woonhuis. Tegenwoordig vormt het een gemeentelijk monument. Ook op de hoek van de Kerkstraat met de Zuidlaarderweg (Zuidlaarderweg 52), tegenover de molen, bevond zich een café met een doorrid. Dit pand, dat eveneens rond 1900 werd gebouwd en achtereenvolgens werd bestierd door de families Vos en Eggens, is herkenbaar aan de veranda aan de kant van de Zuidlaarderweg. In de doorrid werden vroeger de paarden van de paardentram gestald. De koetsier en soms ook de passagiers konden ondertussen wat drinken in het café. Het café werd vermoedelijk in 1959 gesloten. Nadat eind jaren 1970 de laatste kroeg in het dorp sloot, werd besloten om de oude kosterij in te richten tot dorpshuis. In 1981 werd het gebouw onder de naam De Hoeksteen als zodanig in gebruik genomen. Sindsdien heeft het ook een soort horecafunctie. Het dorp heeft verder ten minste twee 'stille knippen' gehad: Een aan De Steeg 2 (tevens kruidenier) en één aan de Lageweg 17 (tevens smederij, fietsenwinkel en benzinepomp). Dit pand werd later gesloopt en in 1999 vervangen door een nieuwe woning.

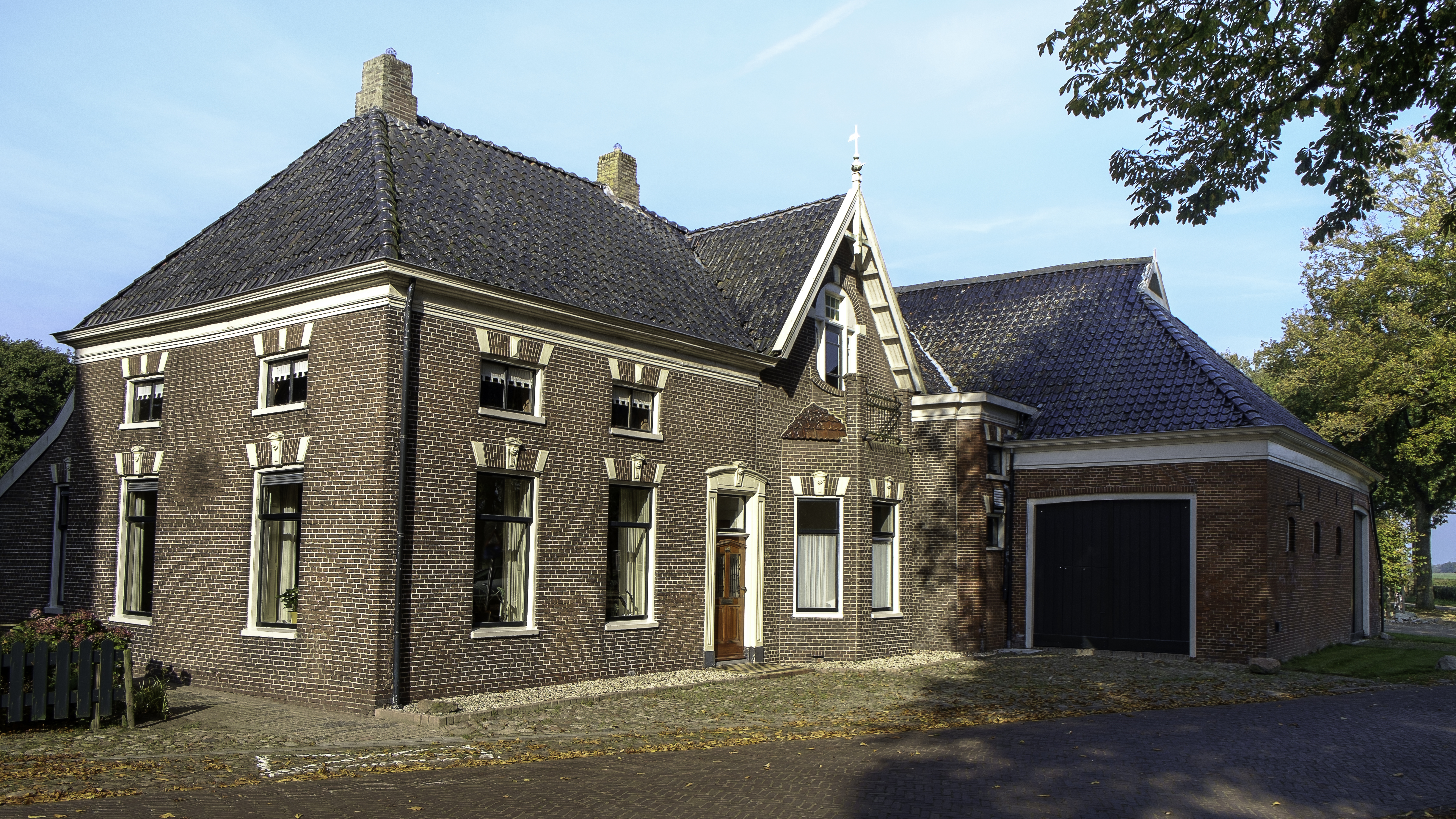
Voormalig café Brands
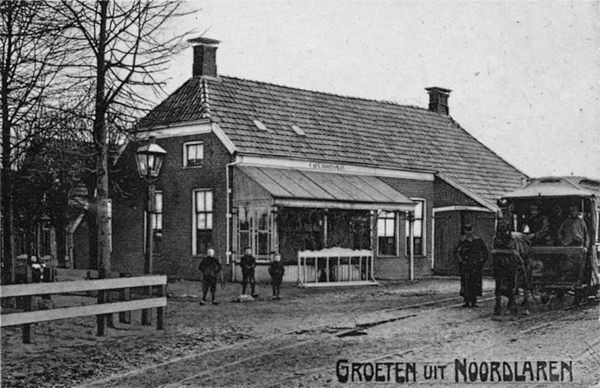
Café Eggens-Vos aan de Zuidlaarderweg 52 met veranda en rechts de paardentram van de Tramweg-Maatschappij Zuidlaren – Groningen
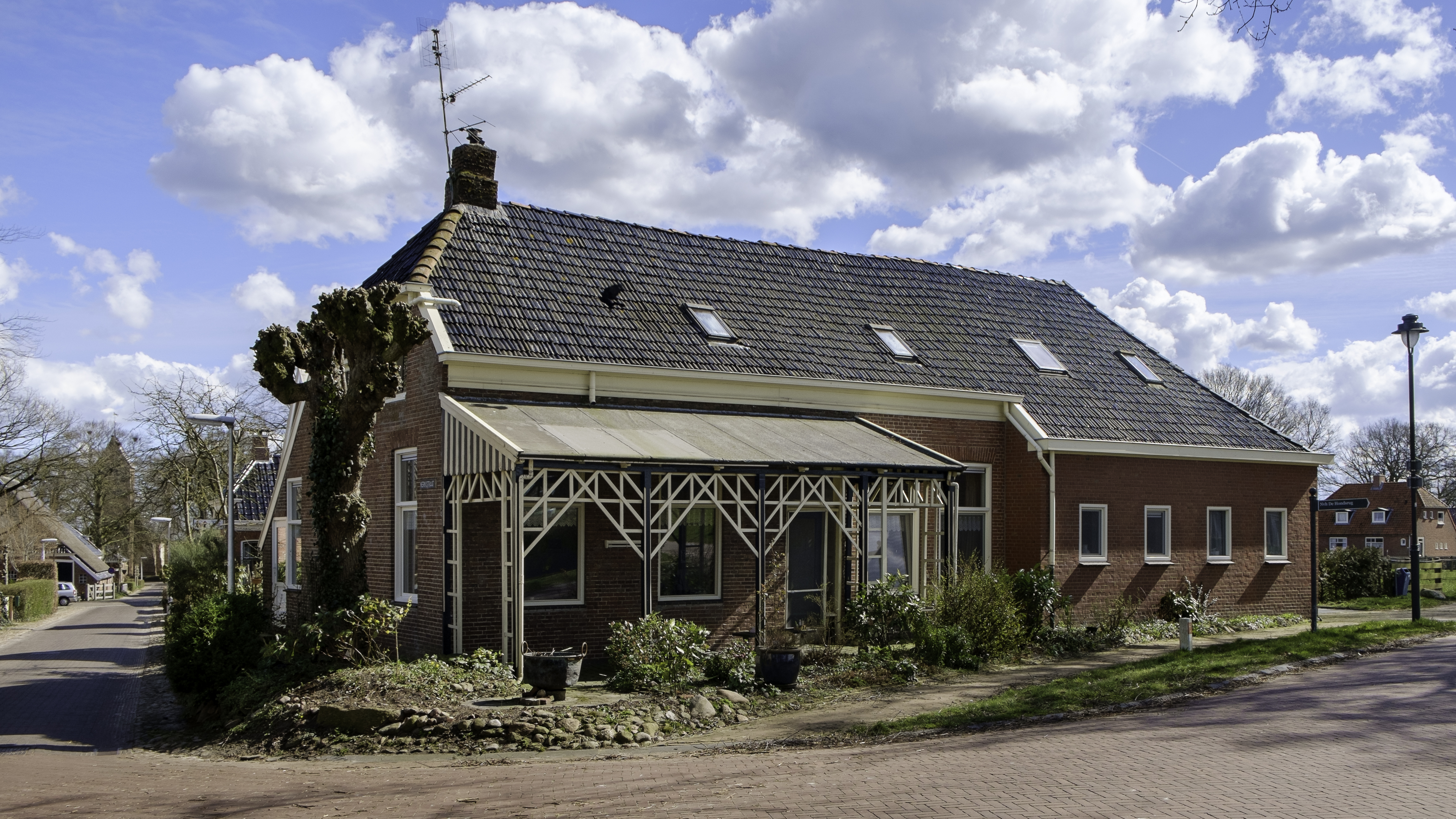
Voormalig café Eggens-Vos

#### Buiten het dorp
Buiten het dorp bevonden en bevinden zich eveneens een aantal kroegen en restaurants. Ten noorden van het dorp, aan de Lageweg 2 tegenover de Kampsteeg, was vanaf 1908 café Kloots gevestigd. In dit café bevond zich vroeger een tolhuis en later ook onder andere een kruidenierswinkel en een smederij. In 1937 brandde het café af en werd vervolgens herbouwd. Achter het café bevond zich vroeger een ijsbaan, waarin 1948 ook paardenrennen werden georganiseerd. Na de oorlog was er een tijd lang een loonbedrijf gevestigd. Daarnaast bevond zich bij Blankeweer in een hoek van de Zuidlaarderweg het gelijknamige café Blankeweer, dat in 1892 werd gebouwd als stationskoffiehuis aan de tramlijn naar Zuidlaren en na de sluiting in 1999 werd afgebroken in 2002. In 1996 werd iets zuidelijker hotel-restaurant Blankehoeve opgericht. Het meest afgelegen restaurant van Noordlaren bevindt zich aan de Osdijk 4, aan de oostzijde van de Oostpolder en de noordwestelijke rand van het Zuidlaardermeer. Bij de bestaande palingvisserij van de familie Vos werd in de jaren 1980 een restaurantje opgericht, dat sinds 2011 de naam 'De Waterjuffers bij Vos' draagt. In de jaren 1980 of 1990 werd op deze plek een fietspontje geplaatst in het Drentsche Diep zodat fietsen op deze plek konden oversteken naar Hoogezand (camping Meerwijck). In de eerste jaren werd het pontje bediend door Vos zelf, maar in 2003 werd een nieuw pontje geplaatst met zelfbediening. Het fietspontje vaart elk jaar tussen 1 april en 1 oktober.

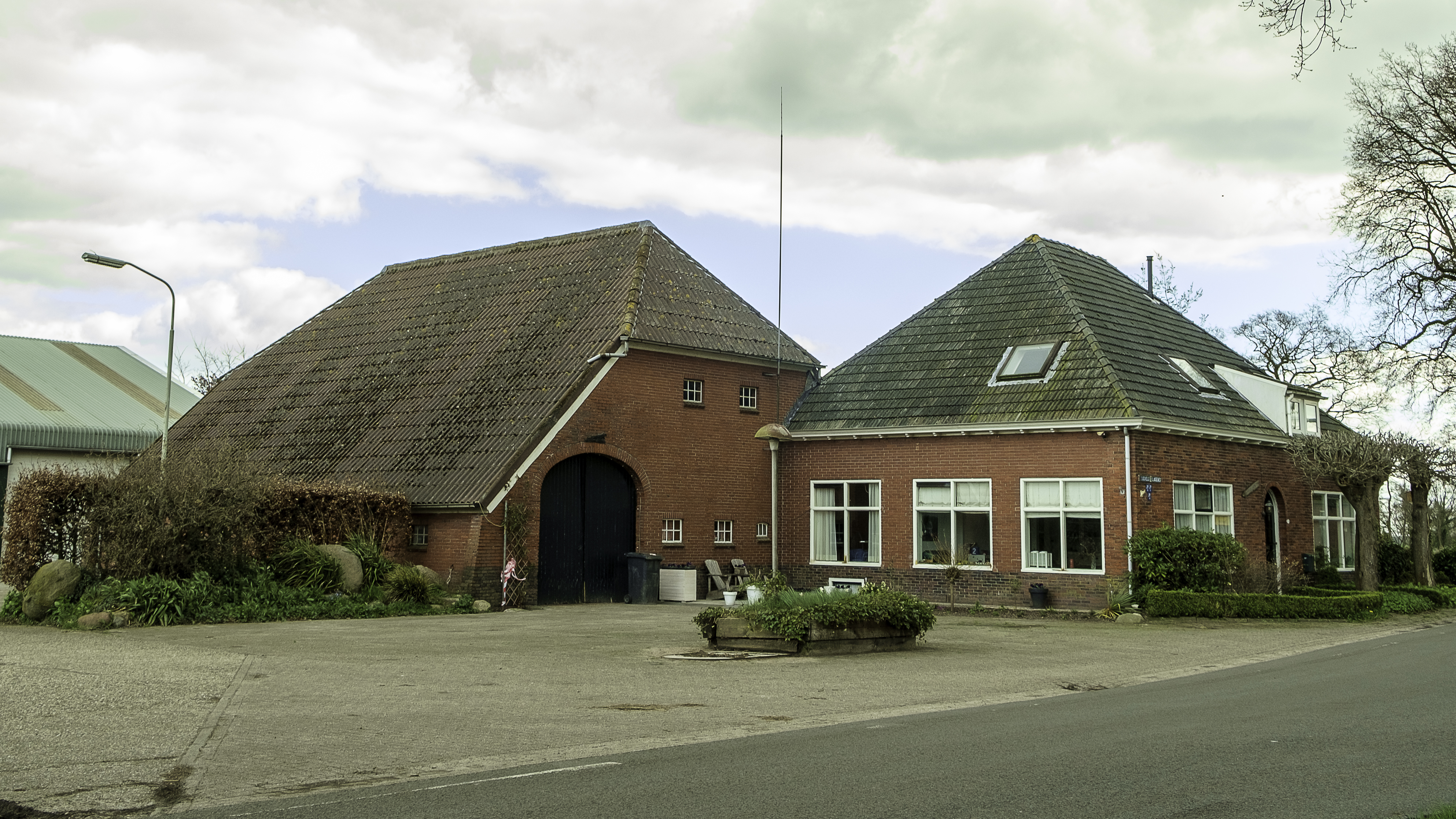
Voormalig café Kloots
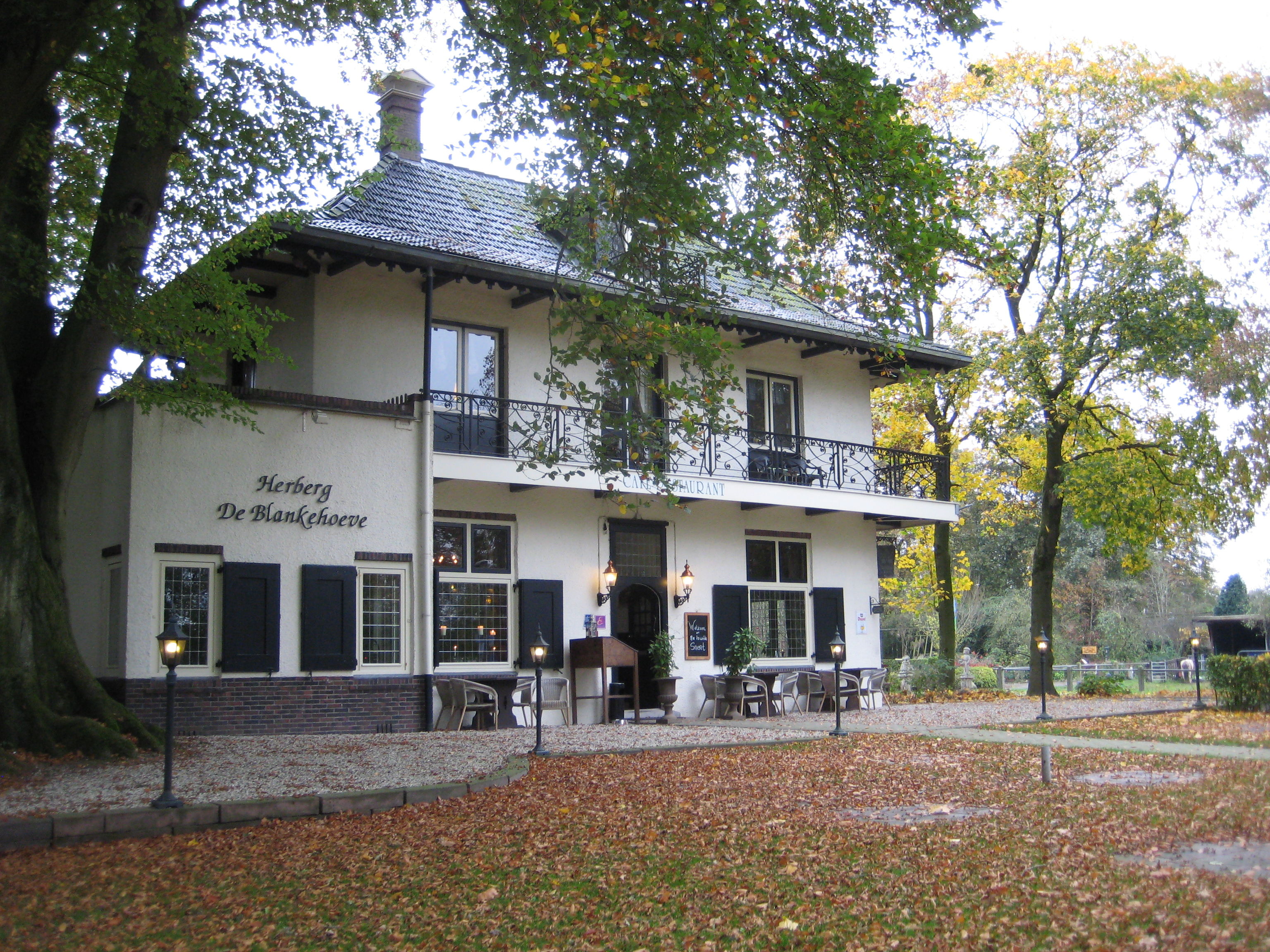
De Blanke Hoeve

### Toerisme

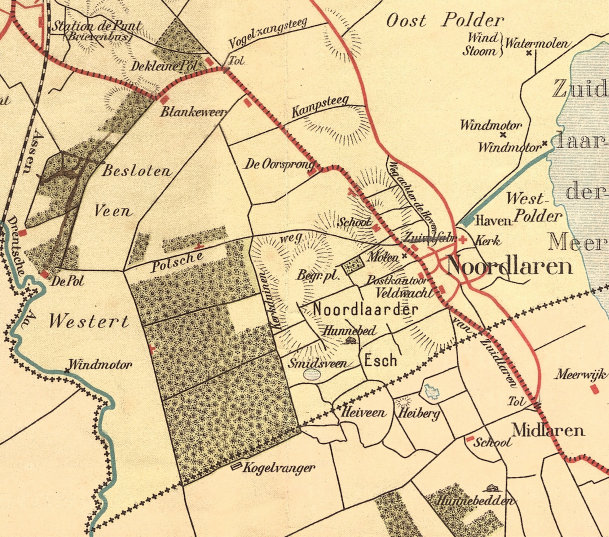
Het gebied rond Noordlaren op de ‘wandelkaart van Haren en omstreken’ uit de jaren 1920

Noordlaren en omgeving hebben reeds lange tijd een grote aantrekkingskracht op toeristen, zo getuigen de vroegere landgoederen aan het Zuidlaardermeer. In de jaren 1930 werd aan de rand van het Noordlaarderbos het Natuurvriendenhuis De Hondsrug gebouwd, waar socialistische jongeren soms in groten getale recreëerden. Na de Tweede Wereldoorlog kwam ook het dorp zelf steeds meer onder de aandacht. Niet alleen kwamen steeds meer vermogenden naar het dorp om er te gaan wonen, maar het Saksische karakter van het dorp met zijn ensemble van kerk, pastorie, kosterij, haventje en veerhuis, zijn vele oude boerderijen en groene structuur maakte het ook tot een geliefde plek voor dagrecreanten. Met name in de laatste decennia van de 20e eeuw werd het dorp steeds vaker aangedaan, waardoor er ook weer enige horeca ontstond. Het dorp wordt met name in het weekend regelmatig gebruikt als startpunt voor wandelingen en fietstochten in de omgeving. Populaire bestemmingen zijn het Noordlaarderbos, de Appélbergen, het hunebed en het Zuidlaardermeer. Ook het halfopen landschap van de es met zijn zandpaden en houtwallen en de vogels in de Oostpolder hebben grote aantrekkingskracht. In 2013 werd bij het haventje een Toeristisch Overstappunt geplaatst ter versterking van het toerisme.
Noordlaren telt 2 campings: In 1995 werd boerderijcamping Achter de Hoven opgericht aan de Lageweg, die bij de sloop van de boerderij werd omgevormd tot minicamping. In 2011 werd bij natuurvriendenhuis De Hondsrug een natuurkampeerterrein geopend.

## Bevolkingsontwikkeling
Rond 1300 telde Noordlaren ongeveer 17 boerderijen tegen 29 in Zuidlaren en 9 in Midlaren. In 1328 moest Noordlaren 1 mark, 0 schelling en 8 denarius betalen aan de bisschop van Utrecht, tegen 1 mark, 11 schelling en 14 denarius in 1536, hetgeen er volgens Luning op wijst dat er over de eeuwen heen weinig groei plaatsvond in het dorp. In 1626 kan het aantal woningen van het kerspel Noordlaren op basis van het aantal lidmaten worden geschat op 35 tegen 60 in Haren en 18 in Glimmen. In 1647 telde het kerspel 57 lidmaten, exclusief kinderen, wat een geschat woningaantal oplevert van ongeveer 30. het aantal lidmaten schommelt nogal over de eeuwen: In 1716 bedroeg het aantal 80 lidmaten, in 1743 57, in 1761 32 en in 1777 53 lidmaten, hetgeen erop lijkt te wijzen dat het dorp in die tijd niet of nauwelijks groeide. Het is echter ook mogelijk dat de schommelingen te maken hebben met de voortdurende wisseling van predikanten. Eind 18e eeuw telt het dorp op de Hottingerkaart ongeveer 40 huizen, ongeveer evenveel als Haren. Begin 19e eeuw nam het aantal inwoners toe: In 1803 bedroeg het aantal lidmaten 81 en een 1817 reeds 105. deze groei leidde ertoe dat er enige middenstand in het dorp ontstond. In de loop van de 19e eeuw groeide het kerspel steeds verder; van 365 inwoners in 1811 naar bijna 650 inwoners in 1909. Het aantal inwoners van het dorp zelf steeg van ongeveer 175 in 1879 naar bijna 300 in 1920 en bijna 460 in 1947. Sindsdien is het aantal inwoners ondanks een flinke groei van het huizenbestand licht gedaald. Dit heeft vooral te maken met de gezinsverdunning, die in de 20e eeuw werd ingezet.
| 365¹ | 304¹ | 408¹ | 358¹ | 509¹ | 173 | 163 | 257 | 642¹ | 298 | 314 | 457 | 420 | 420 | 450 | 405 | 390 | 660¹ | 550 |
| Data afkomstig van volkstellingen.nl & CBS. ¹incl. buiten kom (Vogelzang, Oorsprong, Groninger Punt, armenhuis, soms ook inclusief Glimmen) |      |      |      |      |     |     |     |      |     |     |     |     |     |     |     |     |      |     |

| Demografische ontwikkeling tussen 1879 en 2020                                                     |
| -------------------------------------------------------------------------------------------------- |
| |
| ■ Data afkomstig van volkstellingen.nl ■ Data afkomstig van CBS Wijken en Buurten: Noordlaren dorp |

## Gebouwen

### Kerk

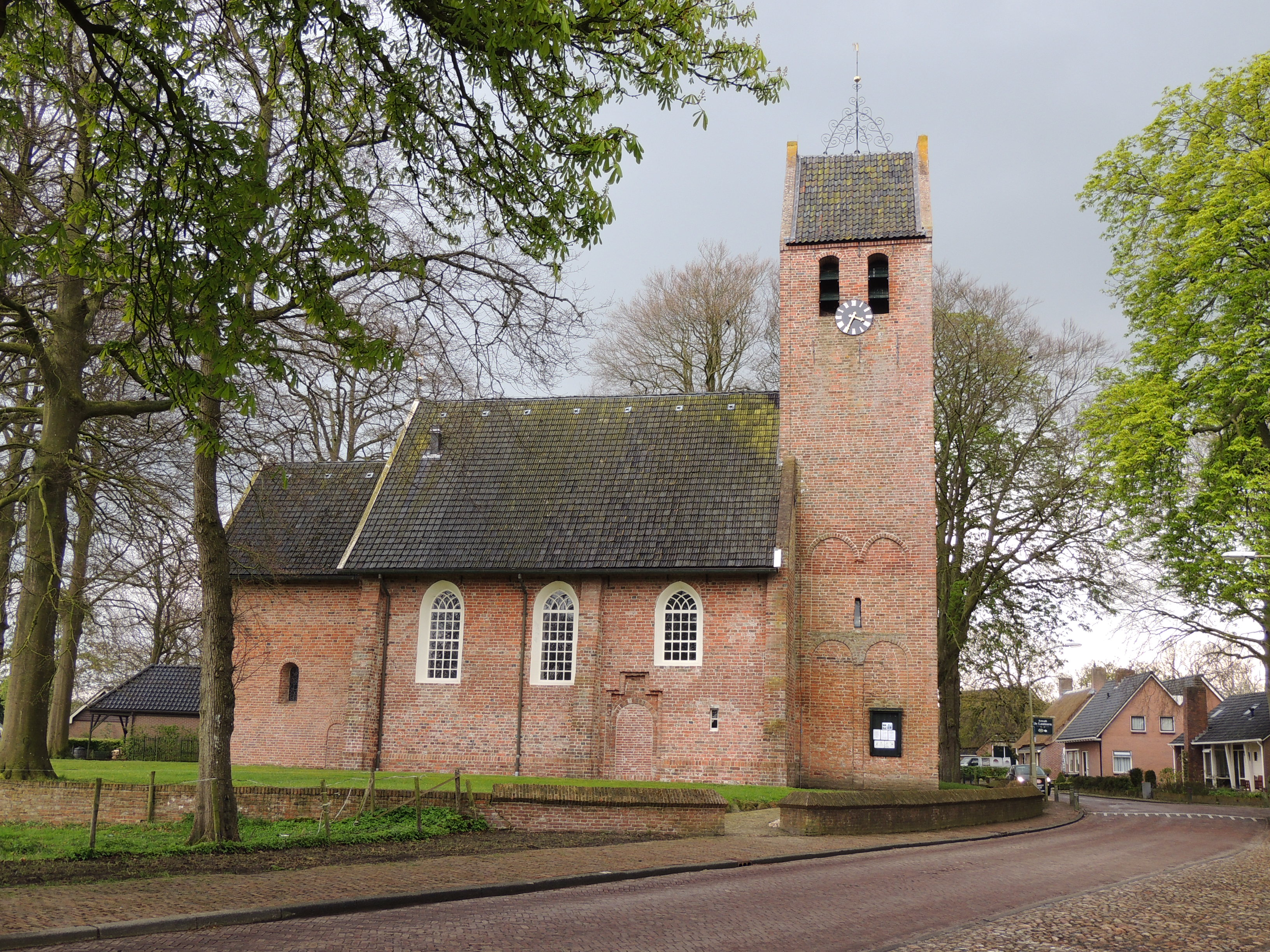
De Bartholomeüskerk is het oudste gebouw van het dorp.

Aan oostzijde van het dorp staat aan de Lageweg 8 de dorpskerk, die oorspronkelijk gewijd was aan de apostel Bartolomeüs. De huidige stenenkerk werd voorafgegaan door een houten kerk, die mogelijk rond 1150 werd gesticht vanuit de stad Groningen. Aan het einde van de 12e eeuw verrees vervolgens in drie fasen het huidige stenen gebouw: eerst het stenen koor aan oostzijde, vervolgens de toren aan westzijde en ten slotte in het eerste kwart van de 13e eeuw het schip er tussen in. In het tweede kwart van de 13e eeuw werden toren en schip verhoogd. Het koor werd mogelijk in de 15e eeuw ook verhoogd. Tijdens de tachtigjarige oorlog en in het rampjaar 1672 werd het gebouw zwaar beschadigd, waarna het gebouw werd hersteld. In de jaren 1976-77 werd de kerk voor zover mogelijk terug gerestaureerd naar de situatie van voor de reductie van Groningen.
De kerk heeft een sober interieur. Schip en koor zijn met elkaar verbonden door een brede triomfboog. Beide hebben een plavuizenvloer, waarin een aantal grafzerken liggen. In de kerk zijn resten van de vroegere altaren teruggevonden. Ook een aantal nissen in koor en schip verwijzen nog naar de vóór-protestantse periode. Het schip wordt gedekt door een zoldering en het koor door een kruisribgewelf. Op dit gewelf en op een aantal van de muren van het schip zijn delen van fraaie middeleeuwse schilderingen bewaard gebleven, waaronder delen van een schildering van het laatste avondmaal.
Voor in het schip, tegen de toren aan, staat een Van Oeckelenorgel. In de kerk staan verder een 17e-eeuwse preekstoel, een aantal 17e- en 19e-eeuwse banken, een tweetal doopbekkens en een 16e-eeuws offerblok, dat als het oudste van Groningen geldt.

### Kerkhof

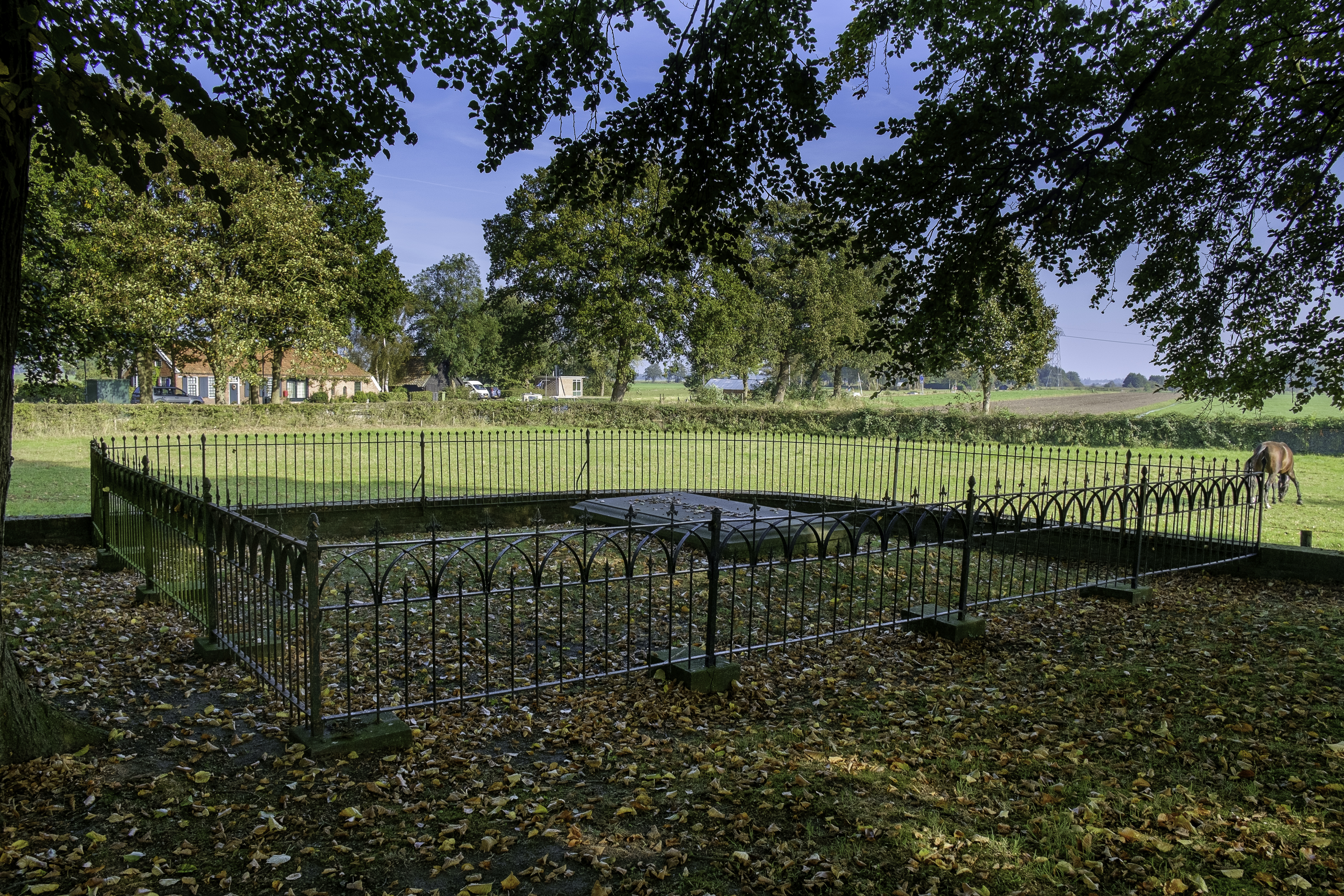
Familiegraf van Van Swinderen op het kerkhof

Rondom de kerk ligt een ommuurd kerkhof dat in 1282 voor het eerst genoemd wordt. Het kerkhof was oorspronkelijk groter. In 2012 werd bij het vernieuwen van de riolering in de Lageweg ontdekt dat het kerkhof vroeger ook omgeven was door een sloot, die tot onder de huidige weg doorliep. Er werden twee sloten naast elkaar aangetroffen. Het is onbekend of deze sloten tegelijkertijd hebben bestaan of na elkaar. In latere eeuwen werden deze sloten gedempt en werd het kerkhof aan voorzijde verkleind. Aan noord- en zuidzijde bevonden zich vroeger doorgangen in de muur naar de noordingang (vrouwen) en zuidingang (mannen) van de kerk. Om het kerkhof stonden vroeger gietijzeren hekken. In 1935 werd bij riolerings- en wegwerkzaamheden een stuk van het kerkhof afgehaald om de scherpe bocht in de driesprong Kerkstraat-Lageweg veiliger te maken. Waarschijnlijk zijn toen ook de gietijzeren hekken verwijderd.
Op het kerkhof liggen nog zeven zerken: vier liggende zerken aan de kant van de weg (onder andere grafstenen van de familie De Sitter), twee staande grafmonumenten (van Albartus hoenderken en zijn vrouw jeichien Booys) en ten noordoosten van het koor het familiegraf van de familie Van Swinderen. In dit familiegraf liggen onder anderen Petrus Johannes van Swinderen (overleden in 1912), Cornelis H.T. Jullens en (in 1991 als laatste hierin bijgezet) George Fredrik de Sitter, wat waarschijnlijk ook de laatste begraving is op het kerkhof.

### Begraafplaats
De begraafplaats van Noordlaren aan de Zuidlaarderweg 67 werd aangelegd in 1871. Het is een gemeentelijk monument. Het smeedijzeren hek dat de toegang markeert dateert uit 1923. Voor de begraafplaats ligt een voorhof waar rouwstoeten eenvoudig kunnen keren. In de hoek van dit voorhof staat het baarhuisje met ervoor een nortonpomp. De begraafplaats wordt door een breed middenpad in tweeën gedeeld. De voorste grasperken zijn het oudst en bevatten vooral graven van rijke boerenfamilies, waaronder enkele grafkelders. Ook is er een perk voor de predikanten uit de pastorie op de begraafplaats. Bekende begravenen zijn schrijvers Jan Fabricius en (zijn zoon) Johan Fabricius, orgelbouwer Petrus van Oeckelen (en Cornelis Aldequintus van Oeckelen), tabaksfabrikant Theodorus Niemeijer en afrikanist en maritiem antropoloog Adriaan Hendrik Johan Prins.
In 1985 zat de hervormde kerk in geldnood en werden door de kerkvoogdij daarom ook grafrechten aan mensen van buiten het dorp verkocht. Hierdoor daalde het aantal beschikbare plekken echter zover dat de begraafplaats begin 21e eeuw moest worden uitgebreid.

### Pastorie

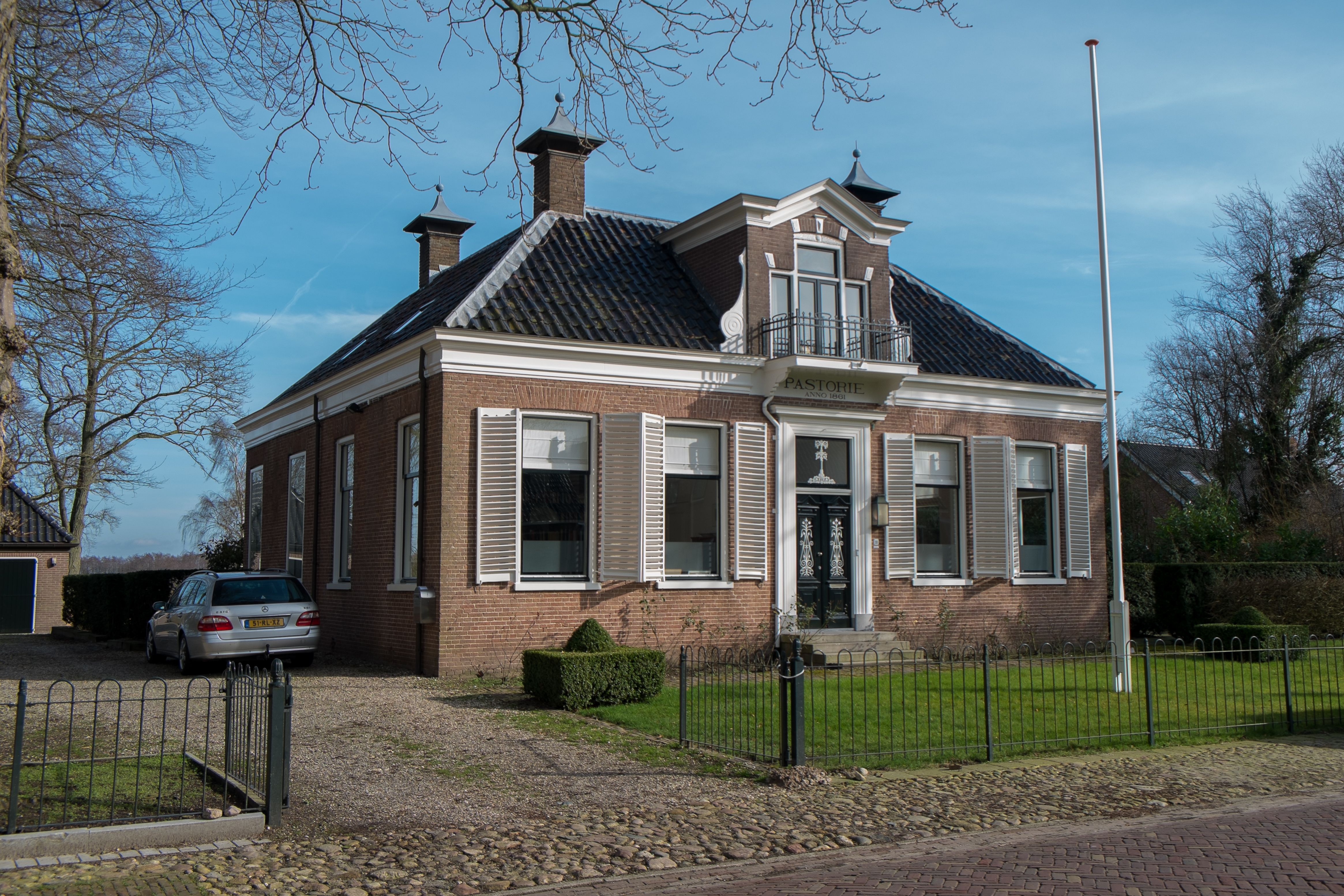
De pastorie uit 1861

De blokvormige pastorie aan de Lageweg 10 naast de kerk is in 1861 gebouwd in neoclassicistische stijl. Het pand wordt gedekt door een afgeplat schilddak. Een van de bekendste predikanten die in de pastorie hebben gewoond is Hendrik de Cock.
Een van de oudste pastorieën brandde waarschijnlijk af in 1591. Na de reductie was er eerst geen pastorie nodig omdat de predikant van de gecombineerde gemeente Haren-Noordlaren in Haren woonde. Toen Noordlaren in 1644 haar eerste predikant kreeg werd een nieuwe pastorie gebouwd door stadstimmerman Claes Sytses. Deze nieuwe pastorie was een weem met een koegroep en een zwijnestal en had een siertuin en boomgaard (met appel-, pere- en kersebomen), die werden aangelegd onder leiding van stadsgaardenier Jochem Lange. In 1651 waren er ook plannen voor het aanleggen van een gracht rond de pastorie, maar deze werden niet doorgezet. In 1672 vermeldt het kerkboek "dewijl bij dees ongelegenheit de kercke en Pastorije tot Noortlaren onbruijckbaar gemaeckt is". Pas in 1675 vermeldt de predikant: "Is wederom kerkenraedt gehouden, alsoo ick mij woning weder alhier hebbe beginnen te nemen". In 1861 werd de huidige pastorie gebouwd. Deze kreeg eveneens een schuur, waarin een koestal, paardestal, dorsdeel en een hooiopslag werden ingericht. In 1952 werd het achterdeel van de schuur afgebroken en kreeg het restant een puntdak. De ingang naar de schuur bevindt zich rechts van het huis. Na het vertrek van de laatste predikant in 1981 werd de pastorie verkocht aan een particulier.

### Kosterij, consistorie, leerhuis en dorpshuis

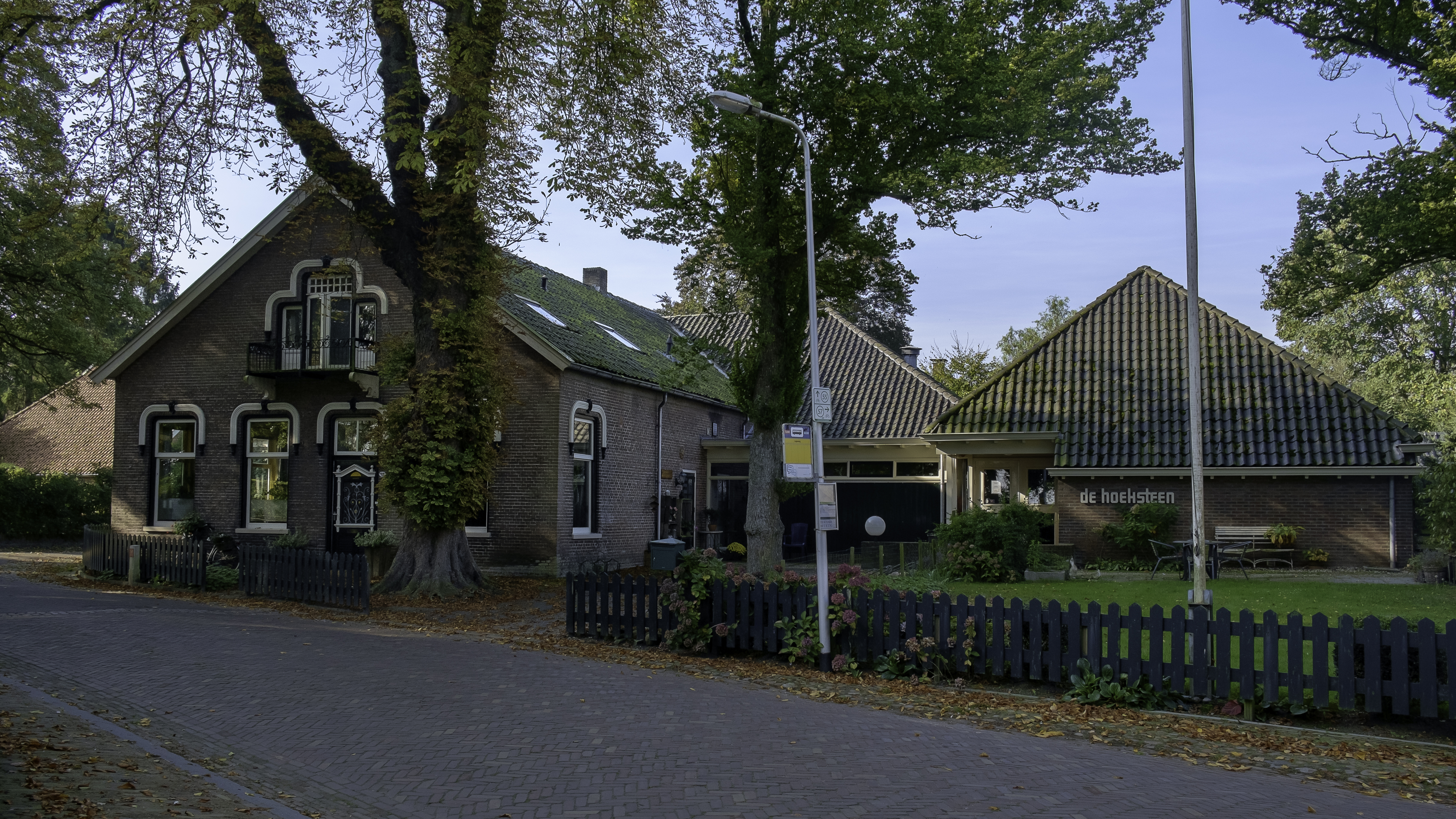
Voormalige kosterij en consistorie, sinds 1981 dorpshuis De Hoeksteen.

Aan de Lageweg 45 staat de vroegere kosterij, die sinds 1981 dienstdoet als dorpshuis De Hoeksteen.
Het huidige gebouw is zeker al de derde kosterij die werd gebouwd in Noordlaren, maar waarschijnlijk is ook de kosterij die in 1660 afbrandde niet de eerste geweest gezien het feit dat het dorp ook als begin 16e en eind 16e eeuw getroffen werd door oorlogshandelingen die destijds veel schade aanrichtten. De huidige kosterij werd in 1870 gebouwd door de Zuidlaarder timmerman H. Zondag en is opgetrokken in eclectische stijl met in de bovenverdieping een serlianavenster. Het jaar erop werd nog een koestal aangebouwd. Tot de jaren 1930 deed het gebouw dienst als woning voor de koster-schoolmeester, die in 1935 verhuisde naar een nieuw pand gebouwd aan de Zuidlaarderweg 40, schuin tegenover de school.
In 1882 kon door een legaat een consistorie worden gesticht in het voorhuis van de kosterij. In 1886 werd het huis naast de kosterij aan de andere zijde van de Kerkstraat gekocht om deze af te breken en hier een nieuw leerhuis te bouwen (op de plek van het huidige huis Lageweg 47). Hoewel dit kleine gebouwtje reeds in 1900 te klein werd bevonden duurde het nog meer dan 50 jaar alvorens hier iets aan gedaan werd. In de oorlogsjaren werd het gebouwtje gevorderd door de Duitse bezetters. In 1952 werd het gebouwtje hersteld, maar in 1958 werd na veel discussie toch besloten om het gebouwtje af te breken en een nieuwe aanbouw tegen de schuur van de kosterij te bouwen, waarin de consistorie werd gevestigd, die de naam De Hoeksteen kreeg.
Eind jaren 1970 sloot het laatste café in Noordlaren en konden verenigingen alleen nog terecht in De Hoeksteen. Daarop werd besloten om de kosterij en consistorie om te vormen tot dorpshuis. Omdat de hervormde gemeente de hoge kosten van een verbouwing daartoe niet kon bekostigen en de gemeente Haren alleen financieel wilde bijdragen wanneer zij het pand in eigendom kreeg, werd de kosterij dat jaar voor het symbolische bedrag van 1 gulden per jaar in erfpacht gegeven aan de gemeente, die het overdroeg aan de nieuwe Stichting Dorpshuis De Hoeksteen. In 1981 was de verbouwing tot dorpshuis voltooid en telde het gebouw onder andere twee vergaderzalen en een zolderruimte voor de jeugdsoos. De ingang was verplaatst van de Kerkstraat naar de Lageweg. De Rabobank en de PTT hielden ook een aantal jaar zitting in het gebouw. In 2007 werd het gebouw gerenoveerd.

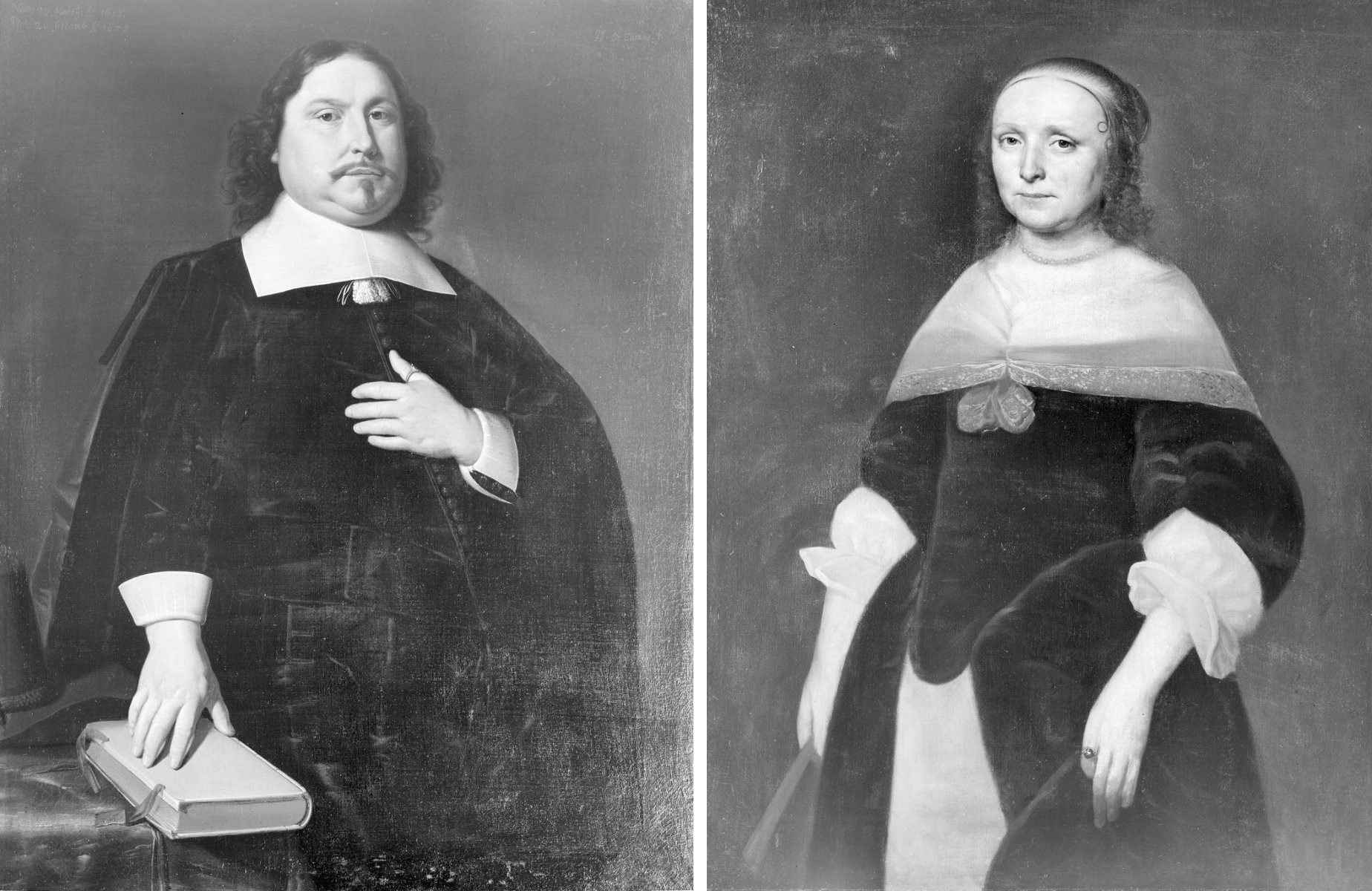
Portretten (pendanten) van de Groningse burgemeester Gerhard ten Berge (toegeschreven aan Jan Jansz. de Stomme, 1655) en zijn vrouw Houwke van Vreeden (toegeschreven aan iemand uit de kring van Jan Jansz de Stomme, ca. 1650-1674).

#### Portretten in het leerhuis
In 1881 verkreeg de kerkgemeente van Noordlaren van de dat jaar overleden Albertina Henriëtta ten Berge (weduwe De Sitter) naast 3 boerderijen en een woning ook een 14-tal familieportretten van de familie De Sitter, onder voorwaarde dat deze 'ten eeuwigen dage' een plek kregen in de door de kerk te stichten catechisatiekamer. Dit leerhuiswerd in 1886 gebouwd tegenover kosterij en pastorie. De portretten zijn voor een groot deel pendanten. De schilderijen dateren uit de 17e en 18e eeuw en worden toegeschreven aan schilders als Jan Abel Wassenbergh, Jan Jansz. de Stomme (deels betwist), Herman Collenius en Lodewijk van der Helst.
In de eerste helft van de 20e eeuw werden de portretten op de monumentenlijst geplaatst. Na de afbraak van het leerhuis werden de portretten in 1961 verplaatst naar de gang en de achterkamer van de pastorie. Een deel van de portretten werd vervolgens opgehangen in de kosterij. De portretten uit de pastorie werden later naar de zolder verplaatst: een krantenartikel maakt er melding van dat de portretten van Gerhard ten Berge en zijn vrouw Houcke van Freden van de veenborg Vredenburg aldaar werden gevonden, waarna ze werden gerestaureerd en opgehangen in de Fraeylemaborg. Deze portretten en het portret van Jan ten Berge zijn nog altijd in bruikleen bij de Fraeylemaborg. De rest van de portretten werd vanuit pastorie en kosterij overgebracht naar de Gerrit van Houtenstichting in Groningen en begin jaren 1990 overgebracht naar en in bruikleen gegeven aan het Groninger Museum.

### Onderwijs

#### De Rieshoek

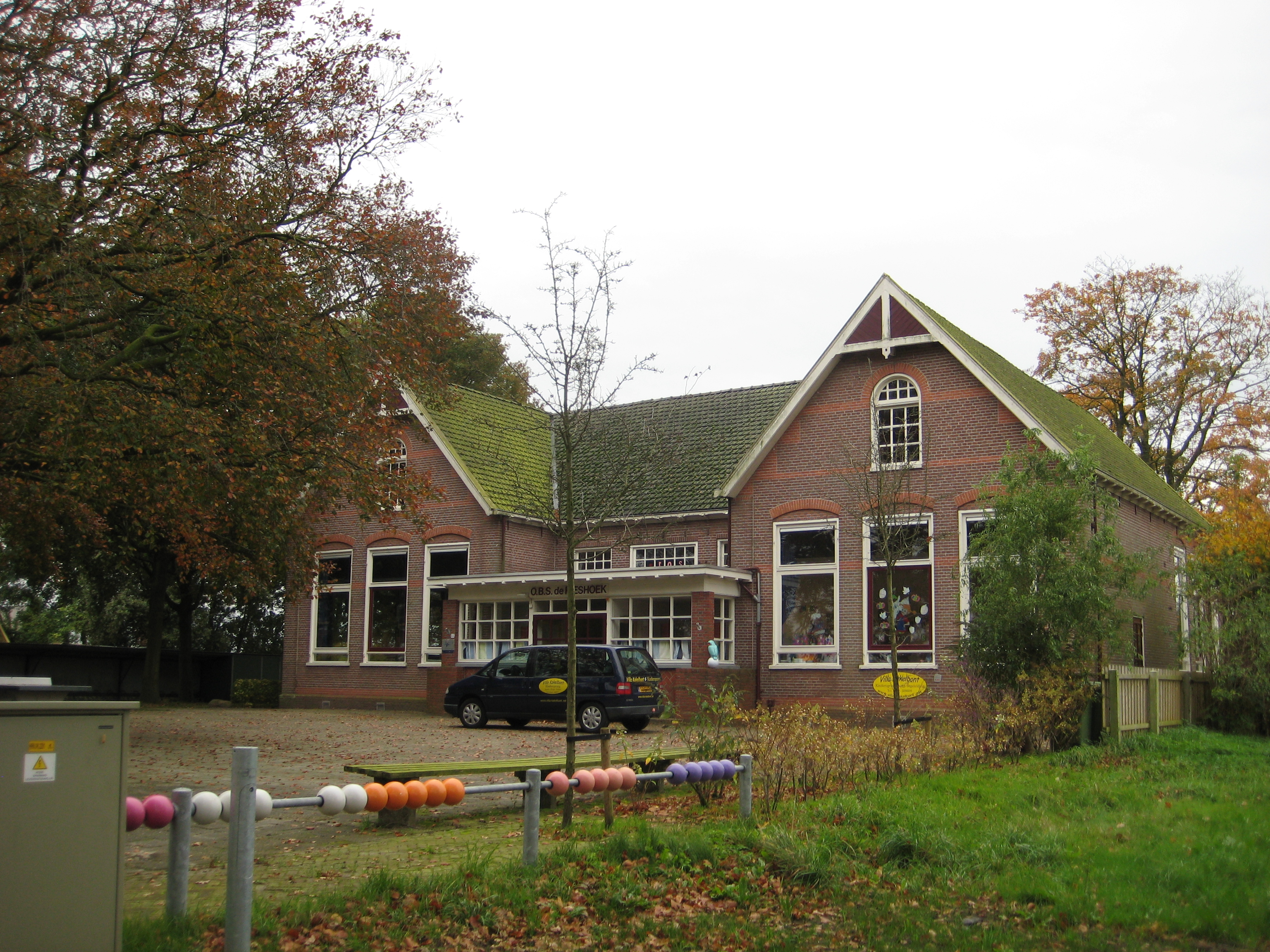
De Rieshoek

Aan de Zuidlaarderweg 63 aan westzijde van het dorp staat de voormalige basisschool De Rieshoek. Het gebouw stat uit 1908 en vormt tegenwoordig een gemeentelijk monument. Voor de school staat een rode beuk, die in 1909 werd geplant bij de geboorte van prinses Juliana. In 1986 werd op de locatie waar toen nog de kleuterschool gevestigd was het beeld 'het kalf' geplaatst van kunstenares Annemiek Bennink, dat in 1992 werd verplaatst naar het schoolgebouw.
Reeds vanaf de middeleeuwen werd er onderwijs gegeven in het dorp. In 1215 werd namelijk door Paus Innocentius III voorgeschreven dat er bij elke parochiekerk een school moest zijn. Dergelijke scholen werden doorgaans geleid door de pastoor. In 1455 wordt in Noordlaren voor het eerst melding gemaakt van een 'kosterpaep'. Het is niet bekend waar de eerste school gestaan heeft, maar mogelijk was dit nabij de plek van de latere kosterij. Latere scholen stonden in elk geval wel naast de kosterij. De school viel waarschijnlijk zowel in 1591 als 1660 ten prooi aan brand als gevolg van oorlogshandelingen. Nadat de school begin 19e eeuw door de schoolopziener een 'zwijnenstal' was genoemd, werd in 1811 een nieuwe school gebouwd die in 1848 vanwege de groei van het aantal leerlingen moest worden verbouwd. In 1869 verrees weer een nieuwe school, die doordat in 1871 het gratis onderwijs werd ingevoerd, wederom verschillende malen moest worden uitgebreid.
In 1908 werd het huidige gebouw gerealiseerd naar ontwerp van gemeentearchitect Hendrik Evenhuis. Dit gebouw is ook diverse malen uitgebreid. In de jaren 1980 wilde de gemeente het gebouw in het kader van de invoering van het basisonderwijs slopen en bij de peuterschool herbouwen, maar omdat de bevolking massaal in opstand kwam, werd uiteindelijk het bestaande gebouw verbouwd tot basisschool. Adat de gemeente het gezag over de school in 2008 overdroeg aan Stichting Baasis, kwam de school in de problemen door een teruglopend leerlingenaantal. De stichting nam het overheidsstandpunt over dat scholen van minder dan 100 leerlingen dienden te worden opgeheven. De stichting had financiële problemen en wilde daarom zo veel mogelijk bezuinigen. Dit leidde er in 2013 in Noordlaren toe dat halverwege het schooljaar het contract van de onderwijzer van de groepen 1, 2 en 3 niet werd verlengd, hetgeen er weer toe leidde dat verschillende ouders hun kinderen overplaatsten naar andere scholen en zodoende de positie van de school steeds verder verslechterde. Eind 2013 besloot de stichting tot de sluiting van de school en fusie met de Quintusschool in Glimmen.
Na de sluiting werd overeengekomen met de gemeente dat dorpsbewoners zelf een invulling voor het gebouw mochten verzinnen, mits deze niet zou concurreren met de functie van dorpshuis De Hoeksteen. Besloten werd dat de nieuw te huisvesten activiteiten en meerwaarde moesten vormen voor het dorp. Tot de nieuwe functies behoren een kinderopvang en buitenschoolse opvang (Oki), dagbesteding en huiskamercafé (Stichting Leff), diverse ateliers en andere kleine ondernemers.

#### Peuterschool
In een onbekend jaar werd een peuterspeelzaal gesticht aan de Beslotenveenseweg. Na verloop van tijd werd deze verplaatst naar de zolder van De Hoeksteen en vervolgens naar een lokaal van de toenmalige kleuterschool Het Hovenhoekje. Bij de fusie tot basisschool verhuisde de peuterspeelzaal mee naar De Rieshoek. Nadat het aantal peuters daalde werd de peuterspeelzaal een tijdlang naar een ruimte in een pand aan de Zuidlaarderweg 69 om vervolgens weer terug te keren naar De Rieshoek. In 2009 werd de peuterspeelzaal geleid door Stichting Kinderopvang Haren. Vanwege de te hoge kosten werd de kinderopvang toen bedreigd met opheffing en daarop tot onderdeel gemaakt van een nieuwe kinderdagverblijf Villa Kakelbont. In 2013 werd ook deze bedreigd met opheffing. De ouders zetten daarop in 2014 met hulp van de gemeente en Stichting Baasis zelf een kinderdagverblijf op dat geleid wordt door kinderopvang Oki uit De Groeve.

### Armenhuis

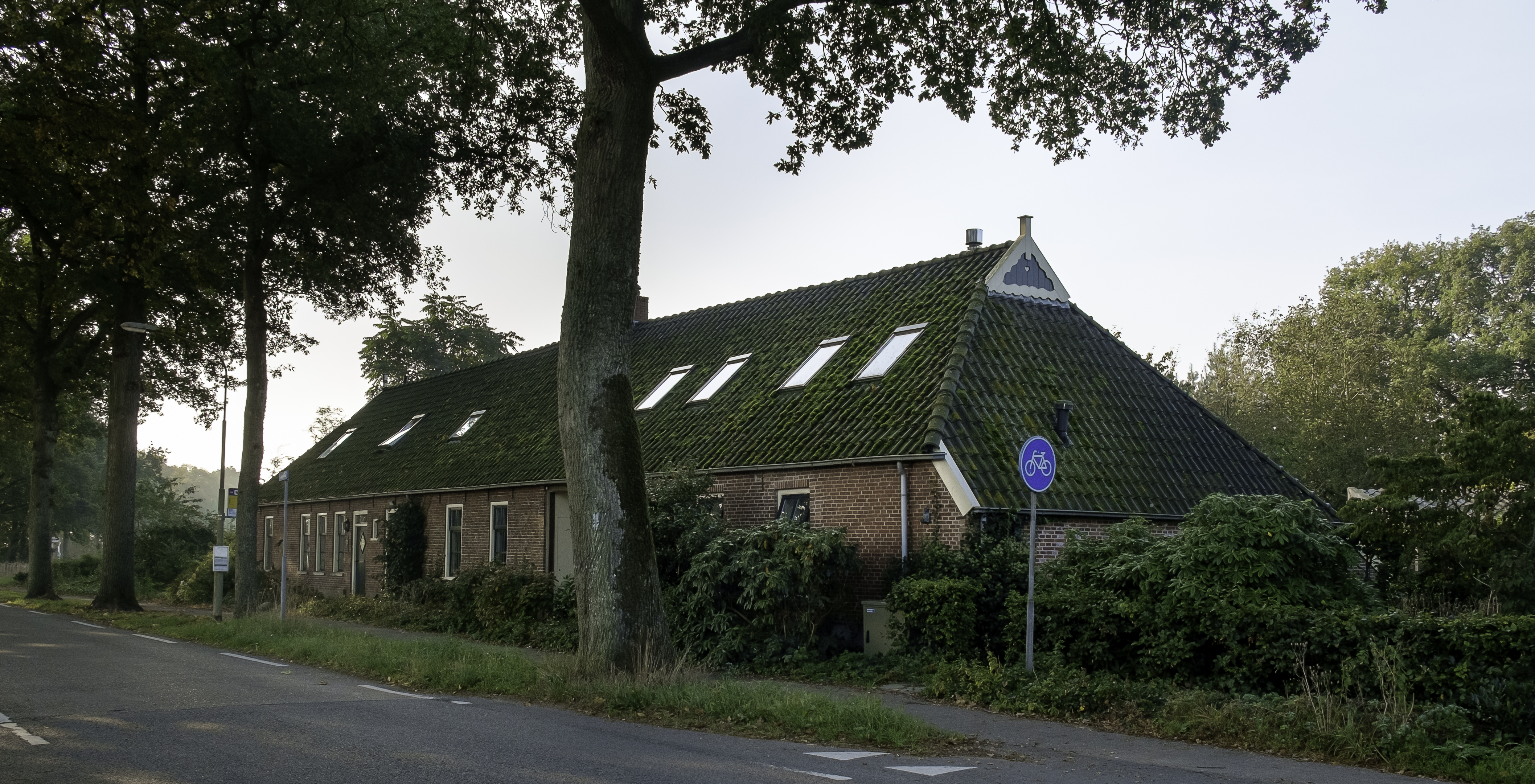
Armenhuis de Korte Jammer uit 1858

De eerste vermelding van een armenhuis in Noordlaren dateert uit 1795. Dit armenhuis was waarschijnlijk een gewoon huis dat stond aan noordzijde van de kerk, ten zuiden van het huidige haventje. Omdat het huis plat en langgerekt was werd het ook wel 'Plattenborg' genoemd. Achter de pastorie stond het Wevershoes, waar vijfschaftrokken werden geweven en waar eveneens armen werden gehuisvest. In 1816 werd door de kerk de huur opgezegd van een huis ten zuidoosten van de pastorie, die daarop een nieuwe functie kreeg als 'weefkamer' en waar ook een arm gezin werd opgevangen. Deze huizen werden in 1858 vervangen door een nieuw diaconiehuis dat een stuk ten noorden van het dorp werd gebouwd aan de ingang van de Vogelzangsteeg (Lageweg 1-5). De 'Plattenborg' werd in 1874 afgebroken door de familie Van Swinderen. Waar veel armenhuizen de bijnaam 'Lange Jammer' kregen, vanwege de moeilijke omstandigheden van de bewoners, kreeg het nieuwe armenhuis als enige de bijnaam 'Korte Jammer'. In 1927 stond het huis leeg en werd het gebruikt voor de huisvesting van tot 34 arbeiders uit Scheemda die in het kader van de werkverschaffing tewerkgesteld werden in de ruilverkaveling in de Noordlaarder Made. Het armenhuis bleef in gebruik tot 1951, waarna het verkocht werd aan particulieren. Tegenwoordig vormt het een gemeentelijk monument. Tegenover de Korte Jammer stond een 'waarkhoes', dat echter later is afgebroken. Ten zuiden van de Korte Jammer tegenover de Osdijk stond vroeger nog een diakenwoning, die ook is afgebroken.

### Molens

#### Korenmolens
Aan de Zuidlaarderweg 73, aan de rand van het dorp en de es, staat de achtkante korenmolen De Korenschoof uit 1849. Het is een stellingmolen met een stenen onderbouw, die boven de stelling wordt bedekt met houten platen. Daarboven bevindt zich de houten romp. De molen heeft 21 meter lange wieken, die bij de laatste restauratie van 2004 tot 2005 zijn voorzien van fokken. De molen werd in 1940 eigendom van de toenmalige gemeente Haren (sinds 2019 gemeente Groningen) en wordt bediend door vrijwillige molenaars. In 1973 werden de molen en aangrenzende rietgedekte houten schuren aangewezen als rijksmonument. De molen wordt tegenwoordig vooral gebruikt voor het malen van veevoer voor een in de buurt wonende boer. In het verleden werd de molen ook vaak gebruikt als examenmolen voor nieuwe vrijwillige molenaars.
Tussen 1867 en 1888 heeft nabij de Weg langs het Hunebed, achter het huis aan de Zuidlaarderweg 89, ook een korenmolen gestaan, die vervolgens werd afgebroken.

#### Watermolens
In de polders rondom Noordlaren stonden vroeger verschillende poldermolens. De meeste stonden in de veenweidepolders van de Oostpolder en de Oeverpolder. Ook stond er een poldermolen in de Polder de Vries en een poldermolen in de Westerlanden en Besloten Venen (de Pollse Molen). De molens in de Oostpolder werden in 1913 vervangen door een stoomgemaal, dat in 1940 werd vervangen door een elektrisch gemaal. De bestaande poldermolen naast het gemaal werd in 1953 overgeplaatst naar het Nederlands Openluchtmuseum.

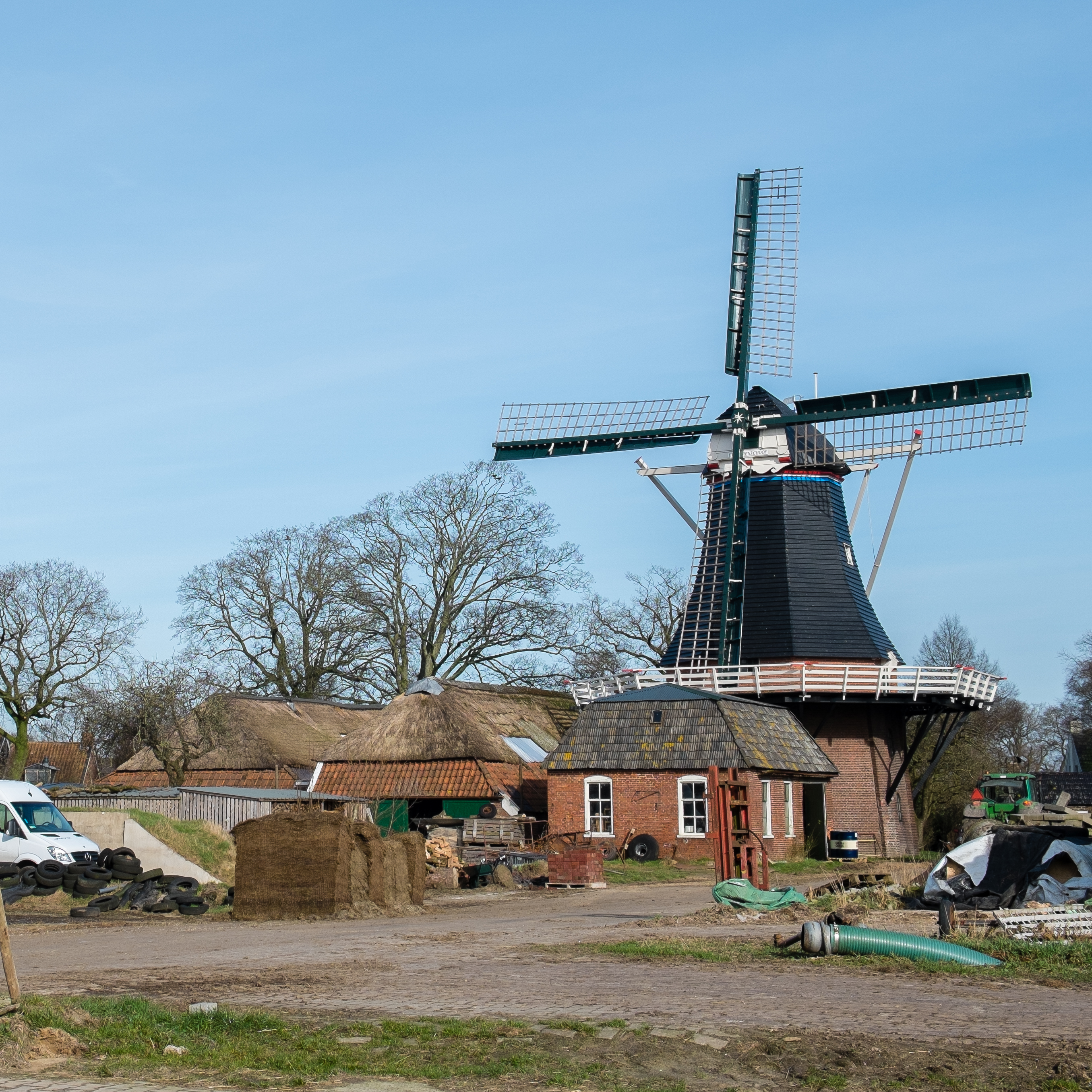
Korenmolen De Korenschoof
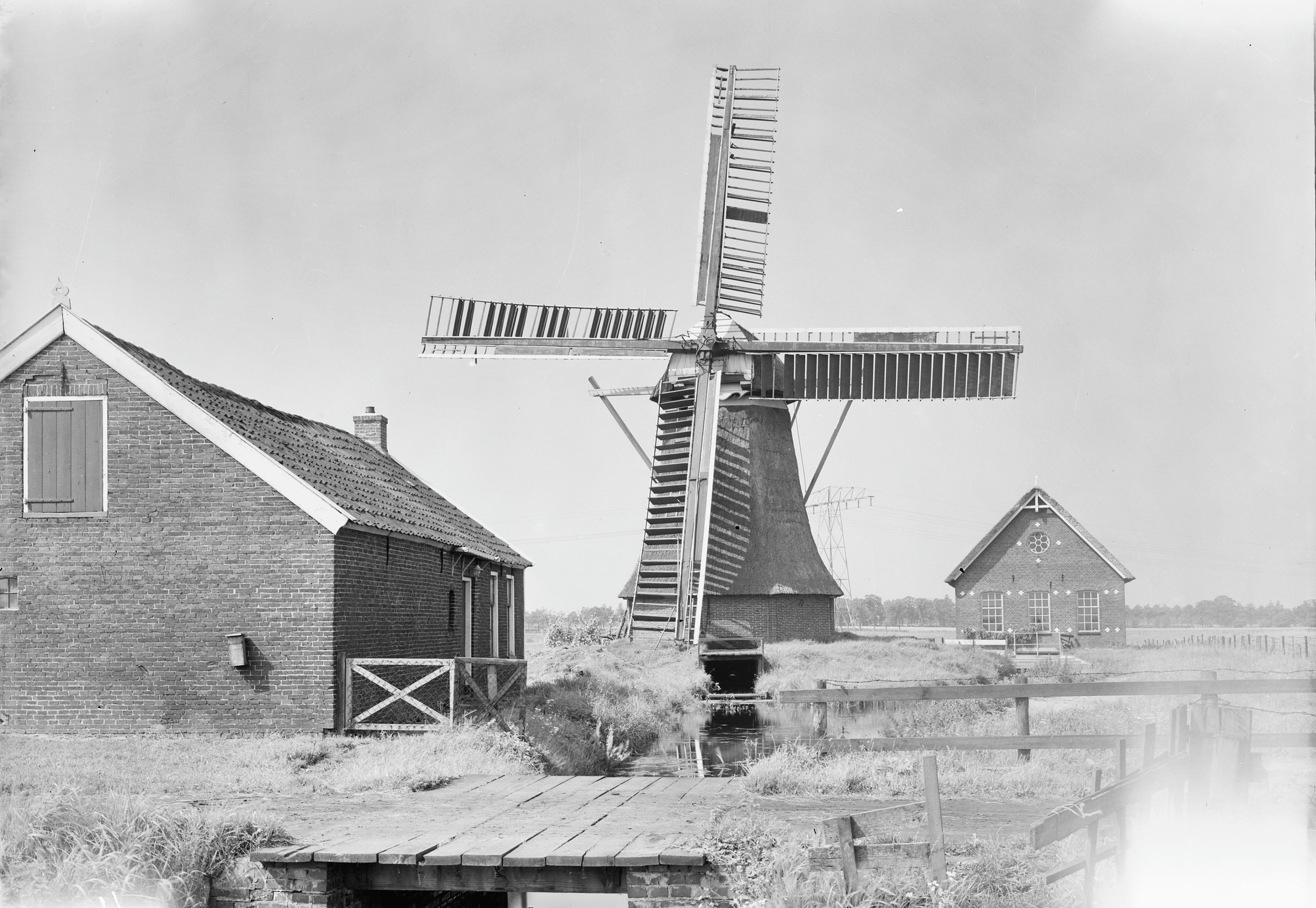
De poldermolen naast het gemaal (1942)
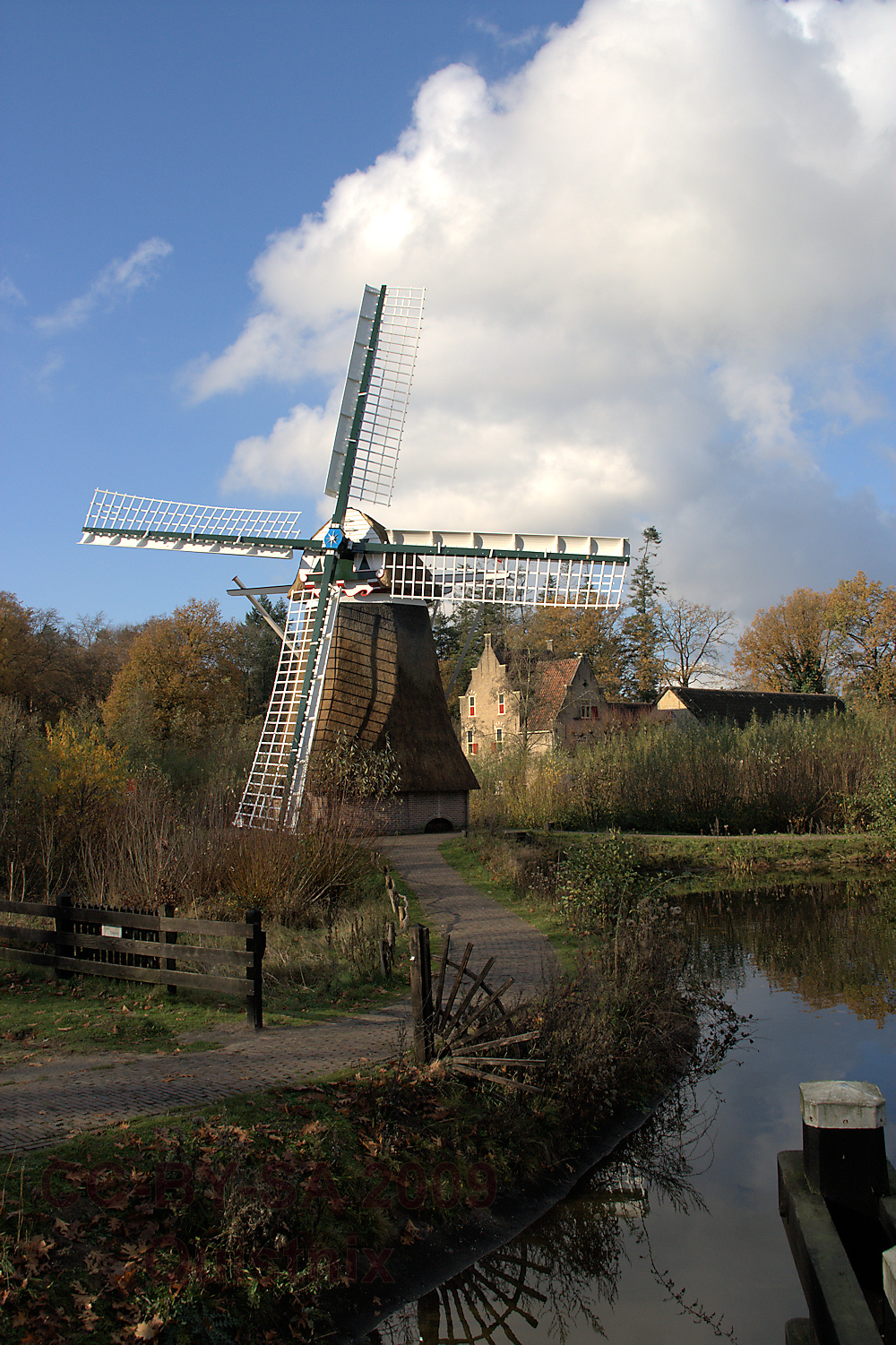
De poldermolen in het Nederlands Openluchtmuseum

### Boerderijen

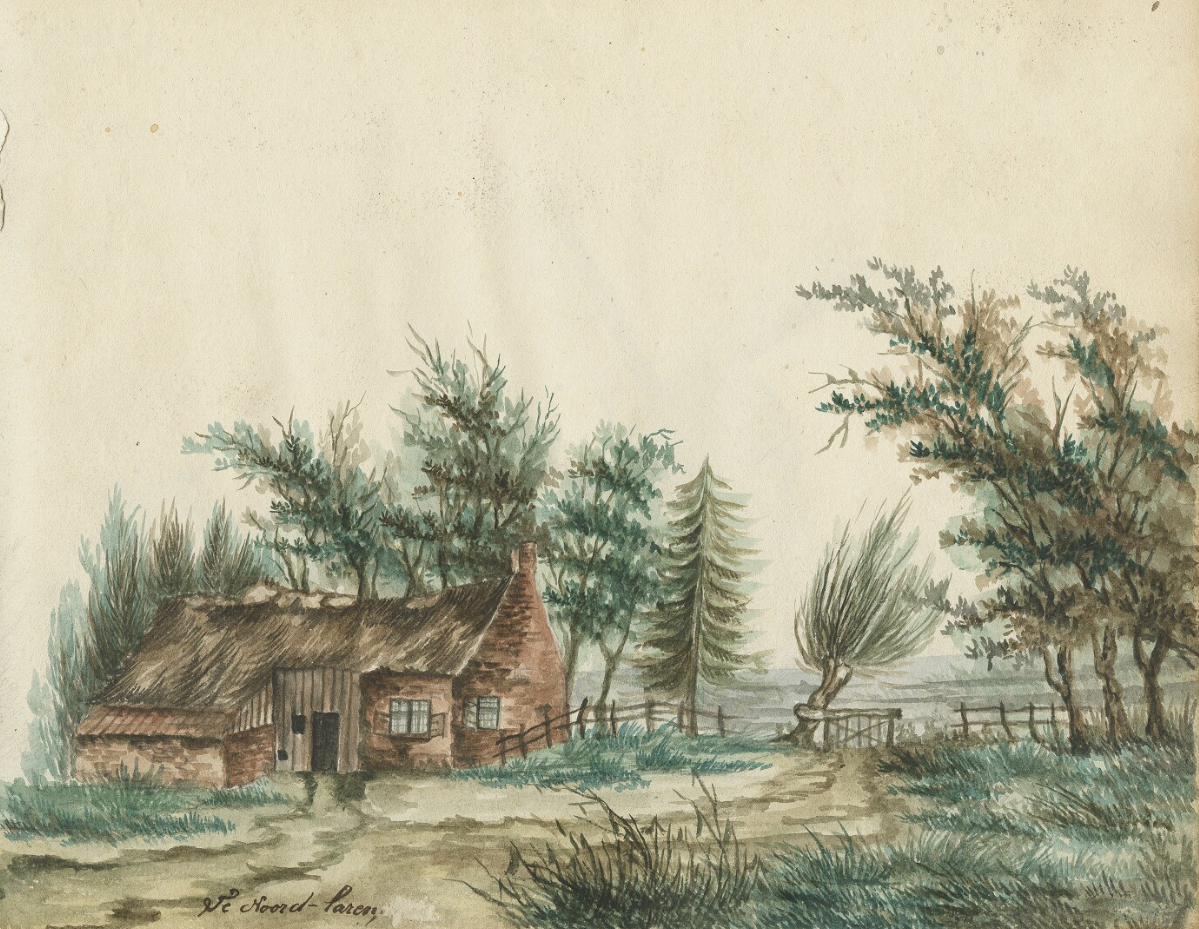
Keuterijtje bij Noordlaren rond 1850 (schets van een onbekend schilder)

In Noordlaren en omgeving zijn ruim 40 boerderijen aangewezen als rijksmonument, gemeentelijk monument of karakteristiek pand. Verschillende historische verbindingswegen worden geflankeerd door boerderijenlinten. De meeste van deze boerderijen stammen uit de periode tussen 1850 en 1930, maar er zijn ook exemplaren uit de 17e eeuw bij. Het Gorecht waarbinnen Noordlaren ligt is een overgangsgebied met meerdere typen boerderijen.
In de middeleeuwen werd Noordlaren waarschijnlijk gedomineerd door langhuizen, die volgens Oorschot rond de 14e eeuw in deze streken op de zandgronden werden opgevolgd door hallenhuisboerderijen (zie ook hallenhuisgroep). Dergelijke boerderijen werden vroeger ook wel Saksische boerderijen of wanneer ze een dwarsdeel hebben ‘dwarsdeelboerderijen’ genoemd. Op de kadastrale minuut van 1832 bestaat het dorp nog volledig uit dit type boerderijen, wat het dorp enigszins het karakter gaf van hedendaagse dorpen als Aalden of Orvelte. Van deze hallenhuisboerderijen zijn er nog een paar over, waarvan er twee waarschijnlijk dateren uit de 17e eeuw. Over de datering van deze boerderijen is enige speculatie. De volgende hallenhuisboerderijen bevinden zich in Noordlaren:
- De hallenhuisboerderij aan de Lageweg 39 zou rond 1650 gebouwd zijn en daarmee de oudste nog bestaande boerderij van Noordlaren zijn.[41] Deze boerderij is gefundeerd op veldkeien, heeft een middenlangsdeel en een lage aanbouw en wordt gedekt door een zadeldak. De boerderij werd gerestaureerd in 1991 en heeft de status van rijksmonument.
- De hallenhuisboerderij aan de Zuinigstraat 2 bevat twee naar achteren liggende zijbaanders en een dwarsdeel, die nog 17e-eeuwse onderdelen zou bevatten. Het is een van de weinige boerderijen in de provincie Groningen die nog een dwarsdeel bezit. De boerderij heeft een rieten dak. De boerderijen werd gerestaureerd tussen 1962 en 1976 en heeft de status van rijksmonument. Aan de achterzijde bevindt zich een koetshuis.
- De hallenhuisboerderij aan de Zuidlaarderweg 59 dateert mogelijk uit de late 18e eeuw, maar uit kadastrale gegevens komt naar voren dat het pas in 1860 werd gebouwd.[238] De deeldeuren van dit keuterijtje werden later door een huisdeur vervangen en het dak werd hersteld in 1978. De boerderij vormt een rijksmonument.[239]
- Daarnaast zijn er nog een aantal hallenhuisboerderijen die in de loop der tijd sterk verbouwd zijn of zelfs compleet herbouwd zijn en daarom aangewezen zijn als karakteristiek pand. Het betreft: Koningsteeg 1 (herbouwd in 1990), Vogelzangsteeg 13 (uit ca. 1900), Zuidlaarderweg 51 (uit ca. 1900) en Zuidlaarderweg 55 (1879).

In de 17e eeuw was de bevolking zover gegroeid dat er geen braaklegging (veldbrake) meer plaats kon vinden omdat alles benut moest worden. Om de landbouwgrond toch voldoende te kunnen bemesten, werden toen schaapskudden gehouden op de heide. De hierdoor bemeste heideplaggen werden gemengd met mest uit de potstal (waar het vee 's winters stond) en vervolgens opgebracht op de akkers. Dit bleek dubbel zoveel opbrengst op te brengen, waardoor er meer schuurruimte nodig bleek. Vanaf de 18e eeuw werd daarom overgeschakeld op de Friese schuur, die vooral vanaf de tweede helft van de 19e eeuw op grote schaal werd ingevoerd. een voorbeeld van een boerderij met een Friese schuur is de kop-rompboerderij aan de Lageweg 27 met haar houten schuur, die is aangewezen als karakteristiek pand en ook wel wordt gezien als een goed voorbeeld van een Gorechtse boerderij, die ontstond vanuit de hallenhuisboerderij. De Gorechtse boerderij is verwant aan de Westerwoldse boerderij en beide benamingen worden ook wel door elkaar gebruikt. Andere als Gorechtse of Westerwoldse aangeduide boerderijen staan bijvoorbeeld aan de Duinweg 8 (karakteristiek pand), Lageweg 53 (gemeentelijk monument), Meester Koolweg 2 (het veerhuis, gemeentelijk monument), Pollseweg 1 (gemeentelijk monument), Zuidlaarderweg 46 (rijksmonument), 49 (gemeentelijk monument) en 57 (karakteristiek pand). Zuidlaarderweg 49 heeft daarbij meer het karakter van een Westerwoldse boerderij, daar hierbij woonhuis een schuur niet onder hetzelfde dak en niet in dezelfde lengteas zijn gebouwd.
In de tweede helft van de 19e eeuw werden er op kleine schaal ook een aantal Oldambtster boerderijen gebouwd. Deze boerderijen vonden in deze streek aanvankelijk minder toepassing omdat deze meer gebruikt werden voor boeren met veel land. Aan het einde van de 19e eeuw werden echter met name langs de Lageweg en de Zuidlaarderweg en groot aantal van deze boerderijen gebouwd. Drie van deze boerderijen zijn aangewezen als rijksmonument (Middenstraat 1, Kerkstraat 5 en Lageweg 14). Vijftien Oldambtster boerderijen zijn aangewezen als karakteristiek pand of gemeentelijk monument: Beslotenveenseweg 1 (boerderij Blankeweer), Kampsteeg 1, Lageweg 11, 31 en 35, Vogelzangsteeg 9 en 11, Zuidlaarderweg 34, 36, 47, 53, 54, 73 en 87 en Zuinigstraat 1.
In Noordlaren verrezen in de 19e eeuw ook een aantal dwarshuisboerderijen, die worden gekenmerkt door een voorhuis dat dwars op de schuur staat. Voorbeelden hiervan zijn boerderij Meerlust uit 1823 aan de Koningsteeg 3 (karakteristiek pand) en de boerderij aan de Lageweg 37 uit 1887 (gemeentelijk monument). Het voorhuis van de laatste boerderij is opgetrokken in neoclassicistische of eclectische stijl. Dit geldt ook voor boerderij de Oorsprong aan de Zuidlaarderweg 61, die in 1848 werd gebouwd als jachthuis door luitenant-kolonel en burgemeester van Haren Rudolf de Sitter in het nog onontgonnen Plaggeveld en 't Groote Veld. De naam verwijst naar het feit dat het de eerste boerderij was die hier werd gebouwd. Deze boerderij heeft daarvoor elders gestaan, maar waar is niet bekend. Onder Johan Conrad van Hasselt (1787-1866) vormde het onderdeel van landgoed Blankeweer, waartoe ook onder andere herberg ‘De Blanke Hoeve’ behoorde. Later werd het verbouwd tot boerderij.
Andere vermeldenswaardige boerderijen zijn de door leilindes gefrankeerde boerderij aan de Lageweg 51 van rond 1850 en de boerderij aan de Lageweg 37 uit 1877 (begin 20e eeuw verbouwd en voorzien van stucwerk), die wordt omringd door een romantische slingertuin van Louis Paul Zocher met heuveltjes en aan het einde 2 symmetrisch geplaatste beuken. Aan de Vogelzangsteeg 19 staat verder een villaboerderij in overgangsarchitectuur van rond 1900, die is aangewezen als karakteristiek pand.

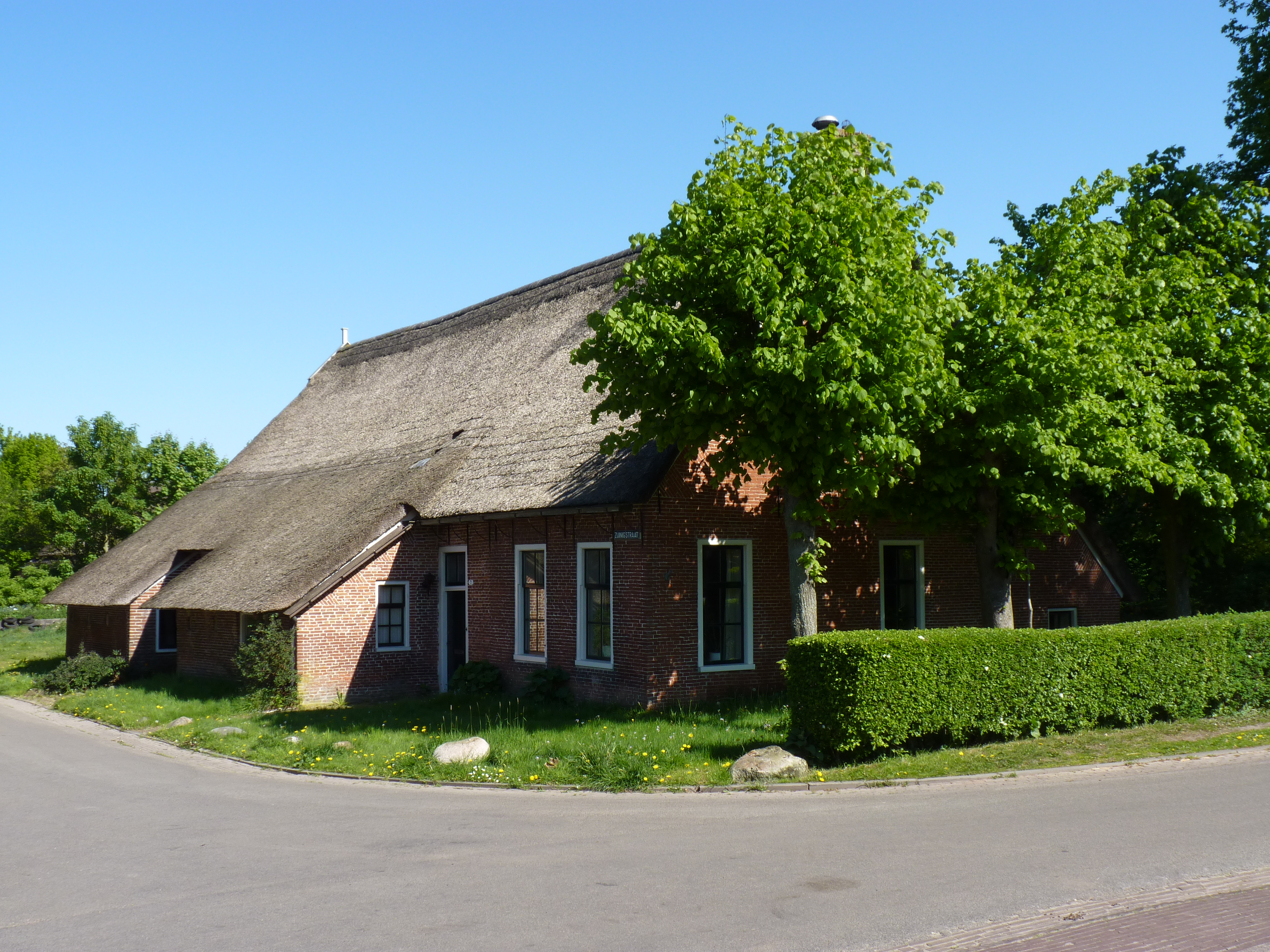
hallenboerderij met twee zijbaanders aan de Zuinigstraat 2 (bevat 17e-eeuwse onderdelen)
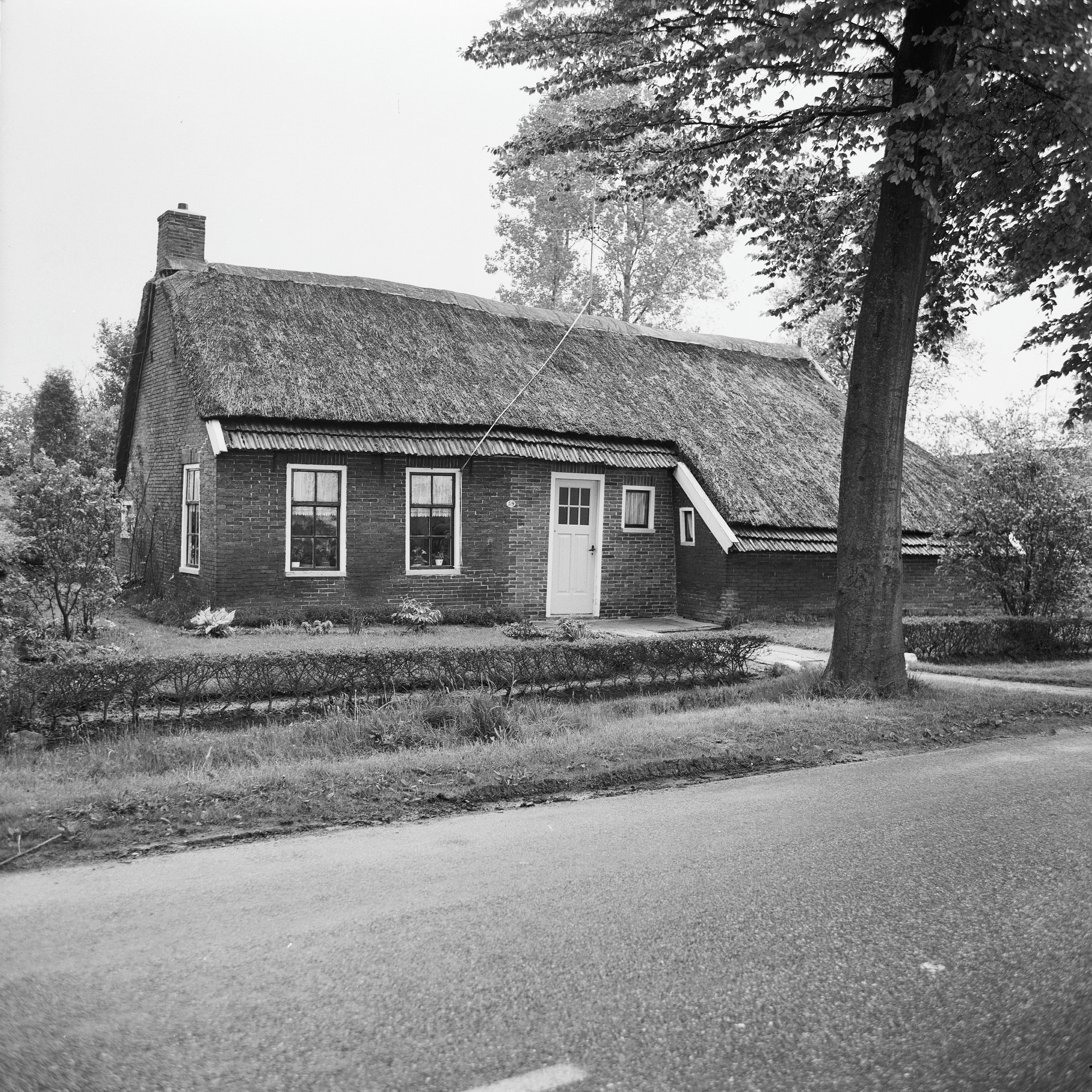
hallenhuisboerderijtje aan de Zuidlaarderweg 59 (mogelijk late 18e eeuw)
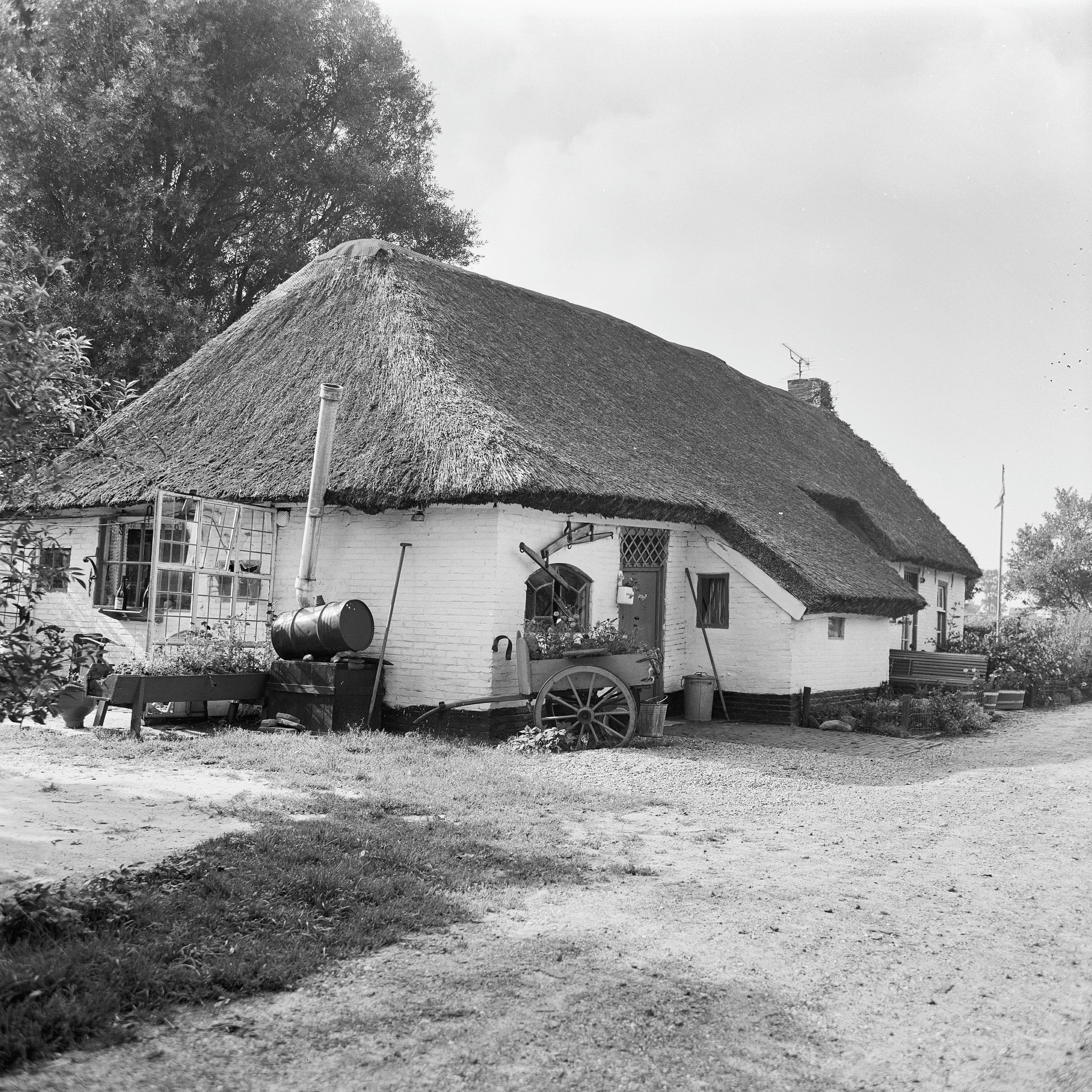
hallenhuisboerderijtje aan de Koningsteeg 1, vroeger ook wel '1/2 cents-huisje' genoemd. Foto uit 1977; in 1990 werd de boerderij herbouwd.
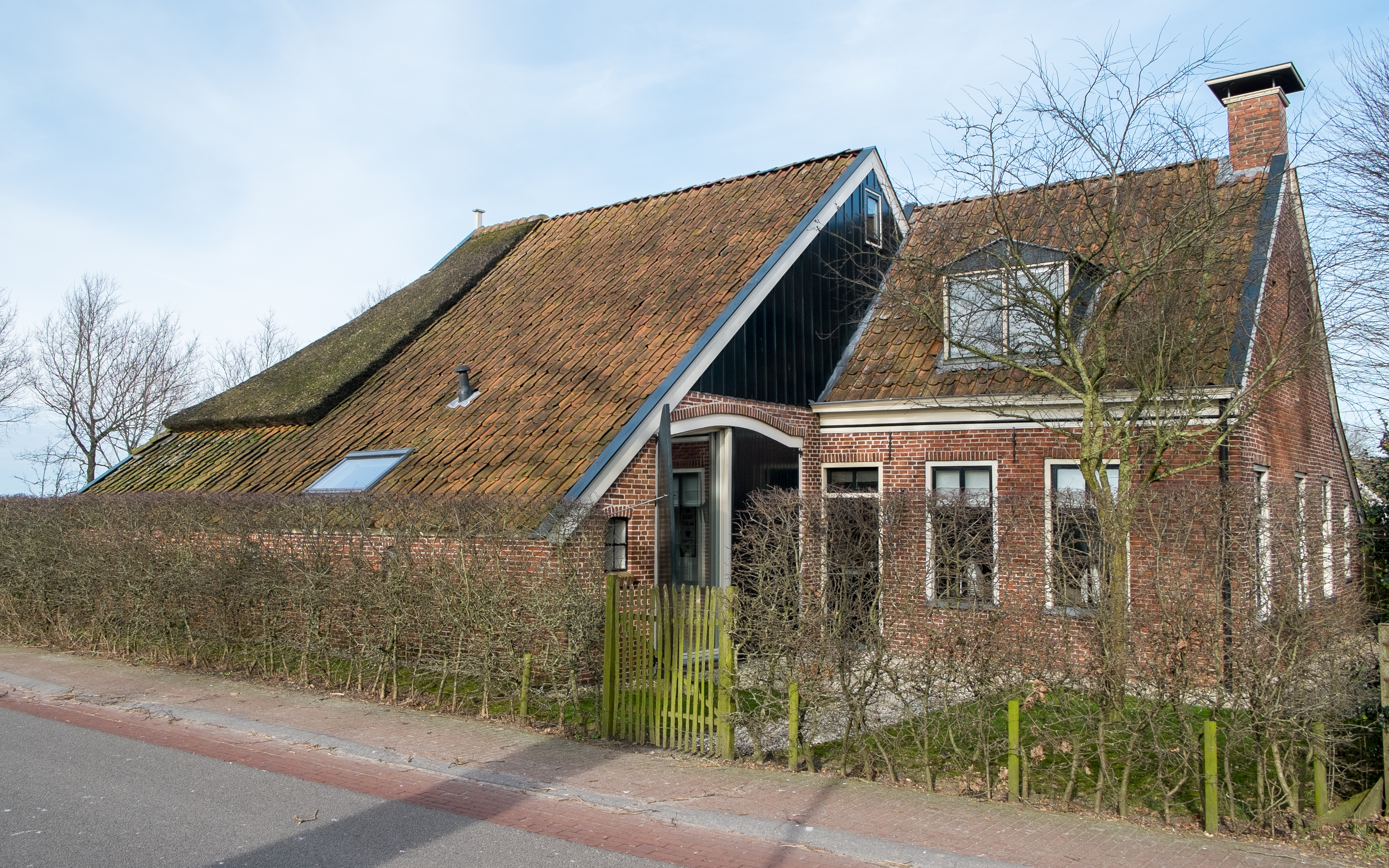
19e-eeuws Gorechts boerderijtje aan de Zuidlaarderweg 46
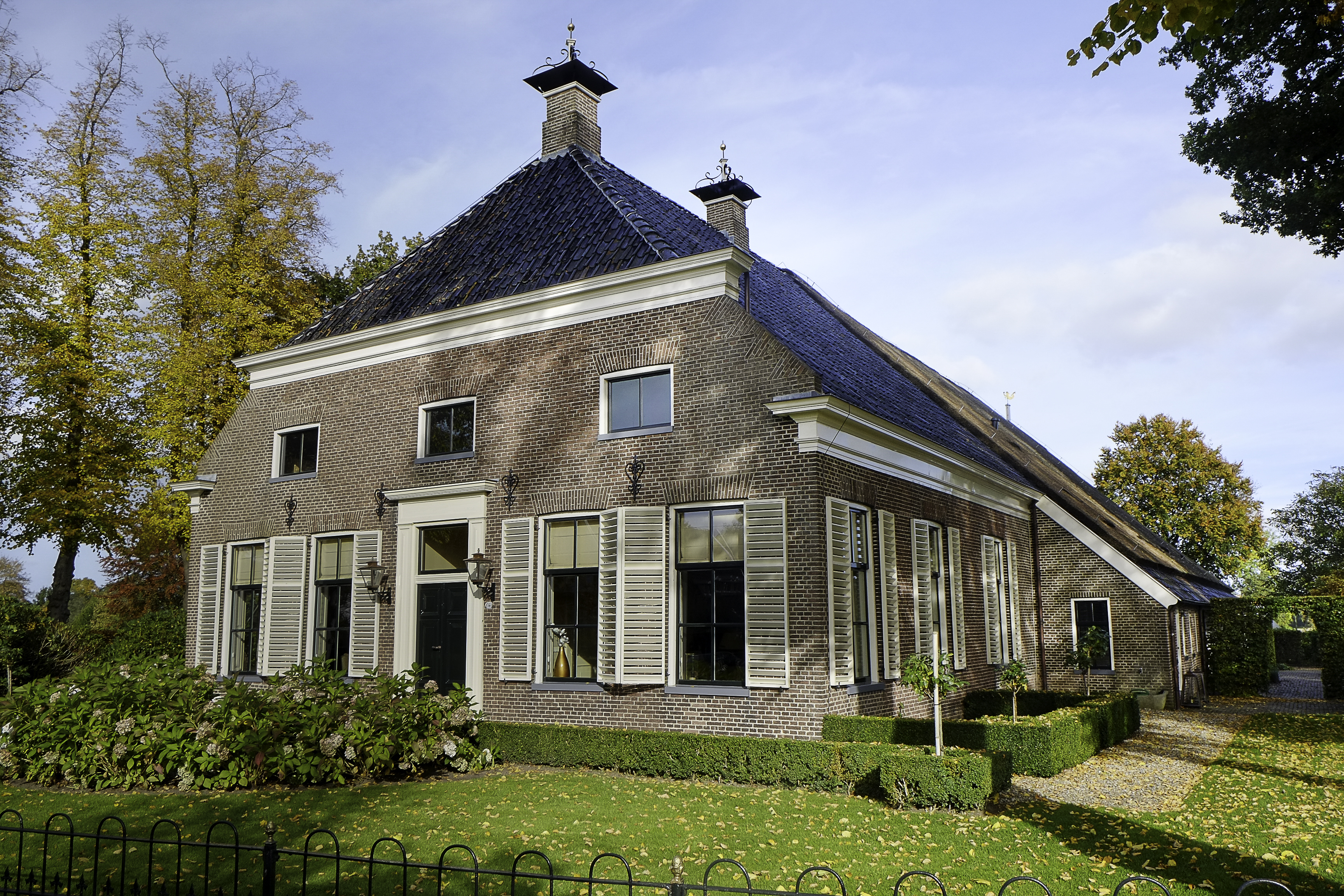
19e-eeuwse Oldambtster boerderij aan de Lageweg 14
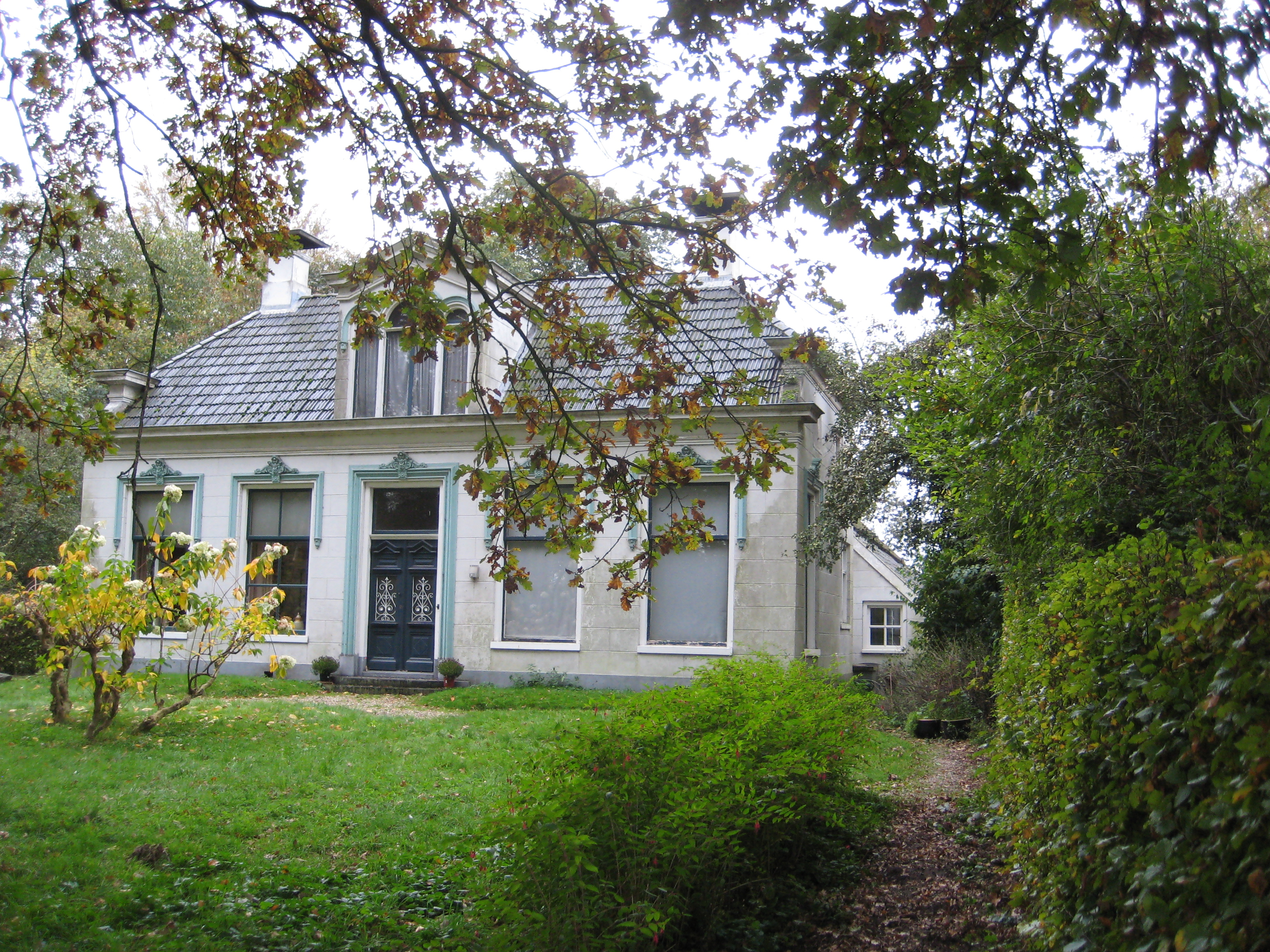
Boerderij De Oorsprong aan de Zuidlaarderweg 61 uit ca. 1880
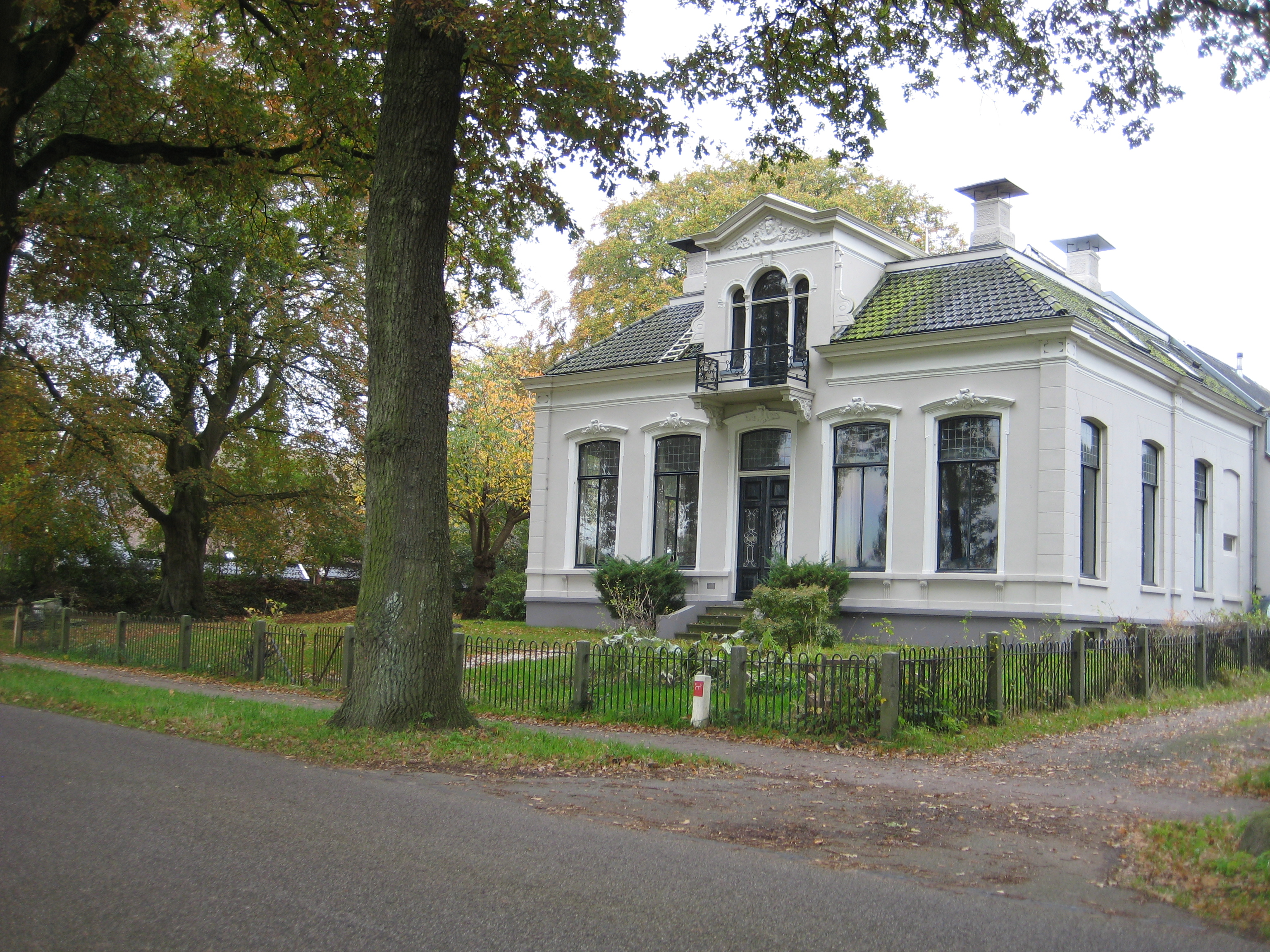
Boerderij aan de Lageweg 37 uit 1877 met romantische slingertuin van Louis Paul Zocher

### Overige gebouwen

#### Herenhuis Lageweg 55
Aan de Lageweg 55 staat een herenhuis uit 1898, dat is opgetrokken in een bouwstijl met neorenaissance-invloeden en werd gebouwd in opdracht van Otto Hoenderken. Het landhuis heeft een afgeplat schilddak, dat wordt gedekt door zwarte geglazuurde kruispannen.

#### Huisje Zuiderstraat 4

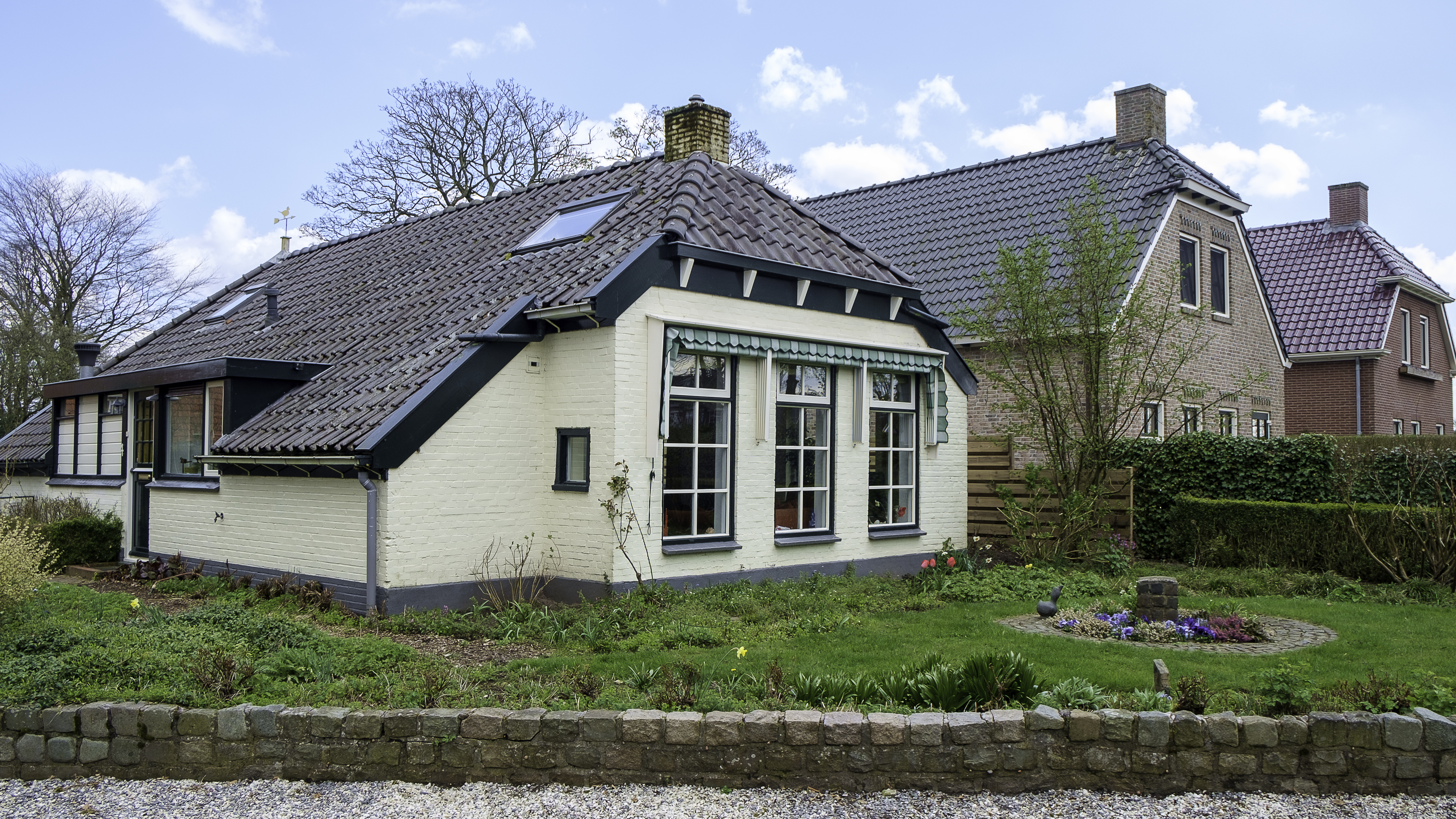
Arbeidershuisje aan de Zuiderstraat 4

Aan de Zuiderstraat 4 staat een arbeidershuisje, dat gebouwd werd in 1924 en oorspronkelijk onderdeel vormde van een blok van 3 van deze huisjes. In 1966 werden de beide andere huisjes afgebroken.

#### Politiewoning
Noordlaren had vroeger een veldwachter die onder andere op stropers en dronkaards lette. In de crisisjaren 1930 was hij ook verantwoordelijk voor de distributie van levensmiddelenbonnen onder de armen. aan de veldwachter waren in de eerste helft van de 20e eeuw twee panden toegewezen. Na de Tweede Wereldoorlog werd in 1949 werd een nieuw gebouwde woningwetwoning (Middenstraat 5) bestemd tot politiewoning. In de bijkeuken werd ook een cel geplaatst. Aan buitenzijde van de bijkeuken bevindt zich een tegeltableau van Anno Smith. Na enkele decennia verdween de laatste politieman uit het dorp.

#### Brandspuithuisje
In 1845 werd door het gemeentebestuur van Haren besloten om brandspuit zijn niet langer bij particulieren te plaatsen omdat dit te weinig doelmatig zou zijn. Er werden daarom aparte brandspuithuisjes gebouwd nabij een bestaande brandkom of brandput. In Noordlaren werd dit huisje gebouwd bij de brandput in het midden van het dorp, op de hoek van de Achter de Hoven met de Kerkstraat, naast het keienpleintje. Hier staat het gebouwtje nog steeds. In het verleden heeft er ook tegenover de vroegere zuivelfabriek een branddobbe gelegen, die was aangelegd door de kerkvoogdij. Later werd hier een zandbak aangelegd voor de kinderen, die later weer werd verwijderd.

#### Tolhuis en bushokje
Aan de Vogelzangsteeg 14, aan de kruising met de Zuidlaarderweg staat een voormalig tolhuisje dat tussen 1848 en 1940 in gebruik is geweest als zodanig. Het is een typisch krimpje van rond het jaar 1900 dat dicht op de weg is gelegen. Ernaast staat een stenen bushokje in sobere functionalistische stijl, dat nog steeds in gebruik is bij busreizigers. Beide gebouwen zijn aangewezen als karakteristiek pand.

## Hunebed

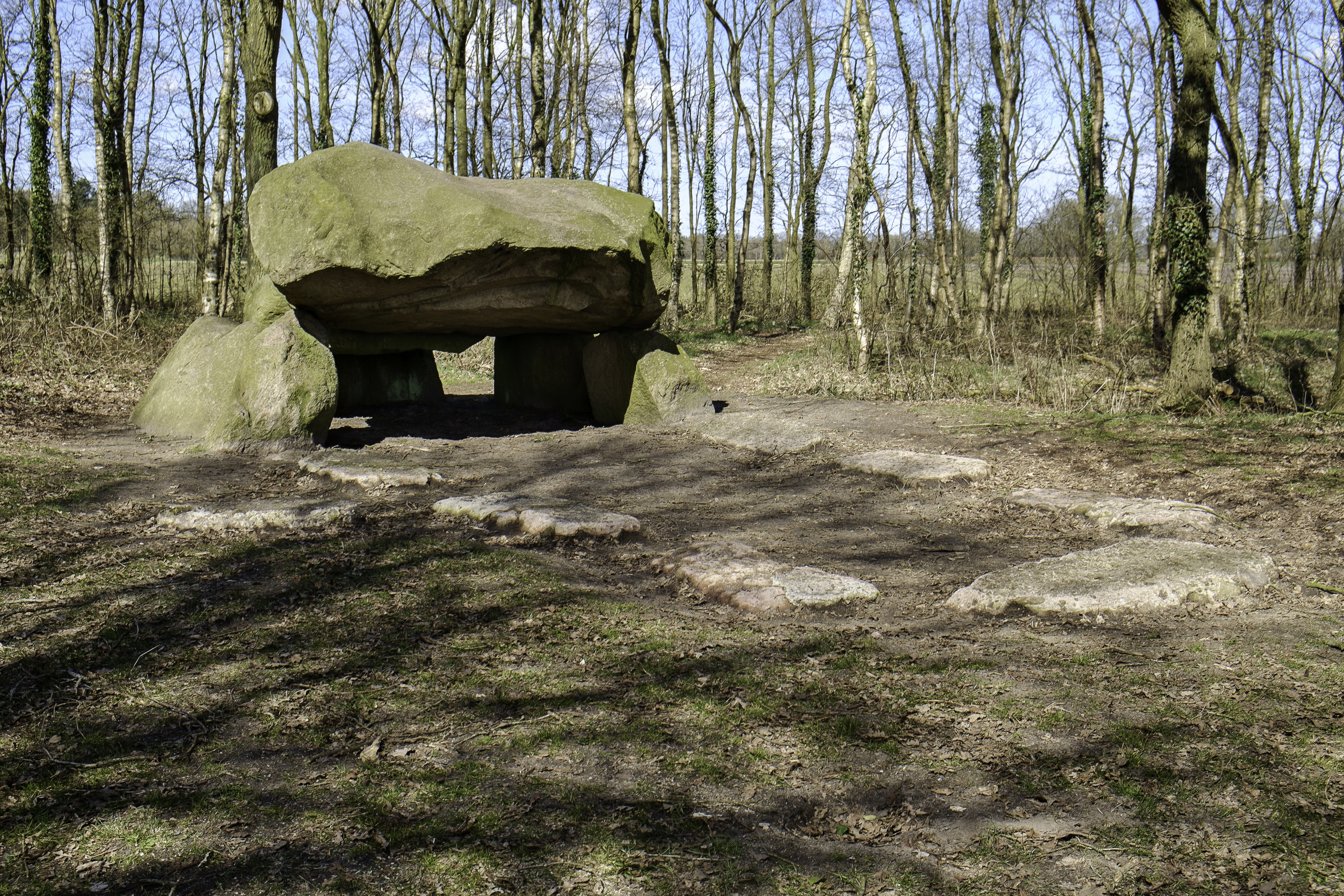
Hunebed G1 nabij Noordlaren. De locatie van de voormalige stenen is middels plomben weergegeven voor de stenen. Linksvoor geeft een plombe de locatie van een van de poortstenen aan. Oorspronkelijk lagen hier twee plombes, maar een is in de loop der tijd verdwenen.

Ten westen van het dorp, midden op de Noordlaarder es en de Hondsrug, bevindt zich het hunebed G1. Het is het noordelijkste (en het enige Groningse) hunebed van Nederland dat zich nog op zijn bestaande locatie bevindt. Ten noorden van Noordlaren, nabij Glimmen zijn resten gevonden van de hunebedden G2 en G3 en bij Onnen wordt het hunebed G4 vermoed. In 1982 werd bij Heveskesklooster hunebed hunebed G5 ontdekt, dat vervolgens is verplaatst naar het Muzeeaquarium Delfzijl.
Het hunebed werd ruim 5000 jaar geleden gebouwd door mensen uit de trechterbekercultuur. Bij de bouw van het hunebed werd waarschijnlijk gebruikgemaakt van zwerfkeien uit een nabijgelegen doodijsgat, dat tegenwoordig de naam 'Steenbergsveentje' draagt. Ruim 60% van het hunebed werd in de loop der tijd gesloopt. Het restant werd begin 19e eeuw op het nippertje gered: Er waren al gaten in geboord om het op te blazen met dynamiet. In 1870 werd het hunebed aangekocht door het Rijk om het te beschermen tegen verdere aantasting. Waarschijnlijk omdat er kort daarvoor zandafgravingen hadden plaatsvonden pal naast het hunebed, werd in 1906 ook een stukje grond rond het hunebed aangekocht door het Rijk. In de decennia erna werden nog enkele stukken aangekocht, waardoor bijvoorbeeld ook het 'Steenbergsveentje' binnen het gebied kwam te liggen.
Het hunebed werd in 1957 archeologisch onderzocht door Van Giffen, die er ook voor zorgde dat er vanaf 1966 een 'oerbosje' omheen werd aangeplant. De locaties van de verdwenen stenen liet hij markeren middels betonnen plomben.

## Sport en entertainment

### Schaatsen

#### IJsclub Rijlust
In 1880 werd ijsclub Rijlust opgericht in Noordlaren. Deze ijsclub organiseerde wedstrijden kortebaanschaatsen (hardrijderijen) om kunstvoorwerpen. De ijsbaan bevond zich in eerste instantie in de Oostpolder, die in de winter onder water stond. Rond 1925, na de ruilverkaveling aldaar, wilden de boeren ook in de winter een droge polder, waarna caféhouder Kloots (Lageweg 2) een perceel achter zijn café beschikbaar stelde. In 1960 werd de ijsbaan verplaatst naar een locatie dichter bij het dorp: Achter de boerderij Lageweg 33 werd daartoe om een lager gelegen perceel achter de boerderij een dijkje gelegd, zodat het vol kon worden gepompt met water.

#### IJsvereniging De Hondsrug

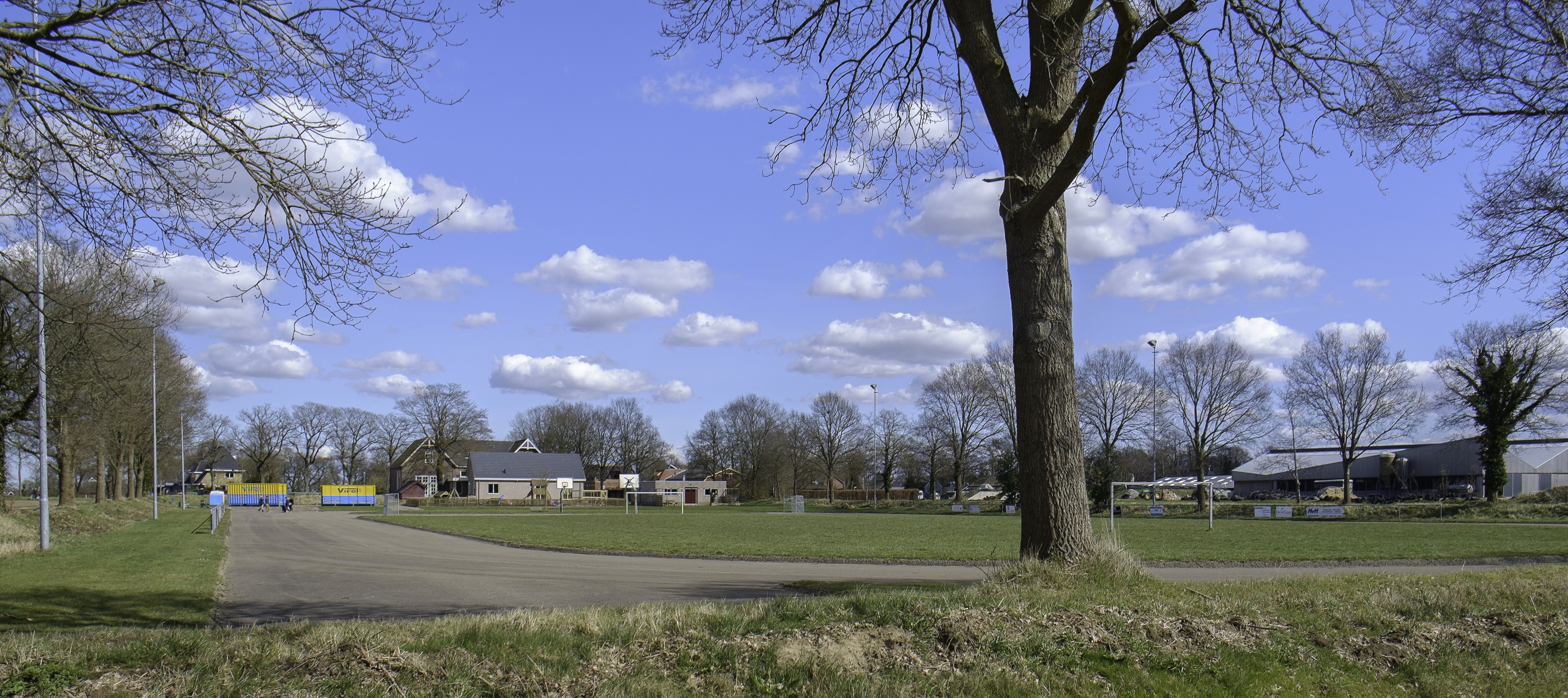
Skeelerbaan achter De Rieshoek, die in de winter dienstdoet als ijsbaan

In 1964 werd de ijsclub opgeheven en werd de huidige ijsvereniging De Hondsrug opgericht. Deze ijsvereniging is de bekendste vereniging uit het dorp en heeft Noordlaren landelijke bekendheid bezorgd. Dit in verband met de schaatsmarathons die zij organiseert. In 1995 werden namelijk plannen gelanceerd om de ijsbaan naar een beschutte plek te verhuizen om zo deze sneller te kunnen openen en concurrent Veenoord af te kunnen troeven. Eind 1997 werd het uit de jaren 1970 daterende sportveld achter de school vervangen door een nieuw multifunctioneel sportveld, die sindsdien in de winter ook als natuurijsbaan wordt gebruikt. De baan fungeert tevens als skeelerbaan, maar is als zodanig niet zo geschikt omdat zij in plaats van de normale lengte van 200 meter een lengte heeft van 333,3 meter. Als marathonijsbaan vormt zij echter de belangrijkste troef van het dorp: Traditiegetrouw probeert men op de natuurijsbaan van Noordlaren jaarlijks de eerste marathon op natuurijs van het nieuwe seizoen te verrijden. In 2001 probeerde men de wedstrijd zelfs te ‘reserveren’. In 2002 (gewonnen door Kurt Wubben), 2010, 2012, 2013 en 2021 werd in Noordlaren de eerste schaatsmarathon op natuurijs verreden. Het was op en 26-12-2021 de vijfde keer dat Noordlaren de eerste schaatsmarathon op natuurijs had. In andere jaren zijn de plaatselijke ijsverenigingen van Veenoord, Gramsbergen en Haaksbergen de Noordlaarders echter voor. De tactiek van de Noordlaarders is het besprenkelen van de baan middels een giertank, die de hele nacht rondjes over de ijsbaan rijdt om de ijslaag laagje voor laagje aan te brengen. Dit is ook nodig omdat de onderliggende skeelerbaan niet waterpas ligt.

### Veldhandbal
In 1945 werd veldhandbalvereniging DOVO opgericht. De vereniging speelde vanaf 1952 op een zelf aangelegd terrein achter de school. In 1983 werd het veld verhard. Het ligt sinds 1995 midden tussen de ijsbaan. In 2014 werd de handbalvereniging opgeheven.

### Toneel

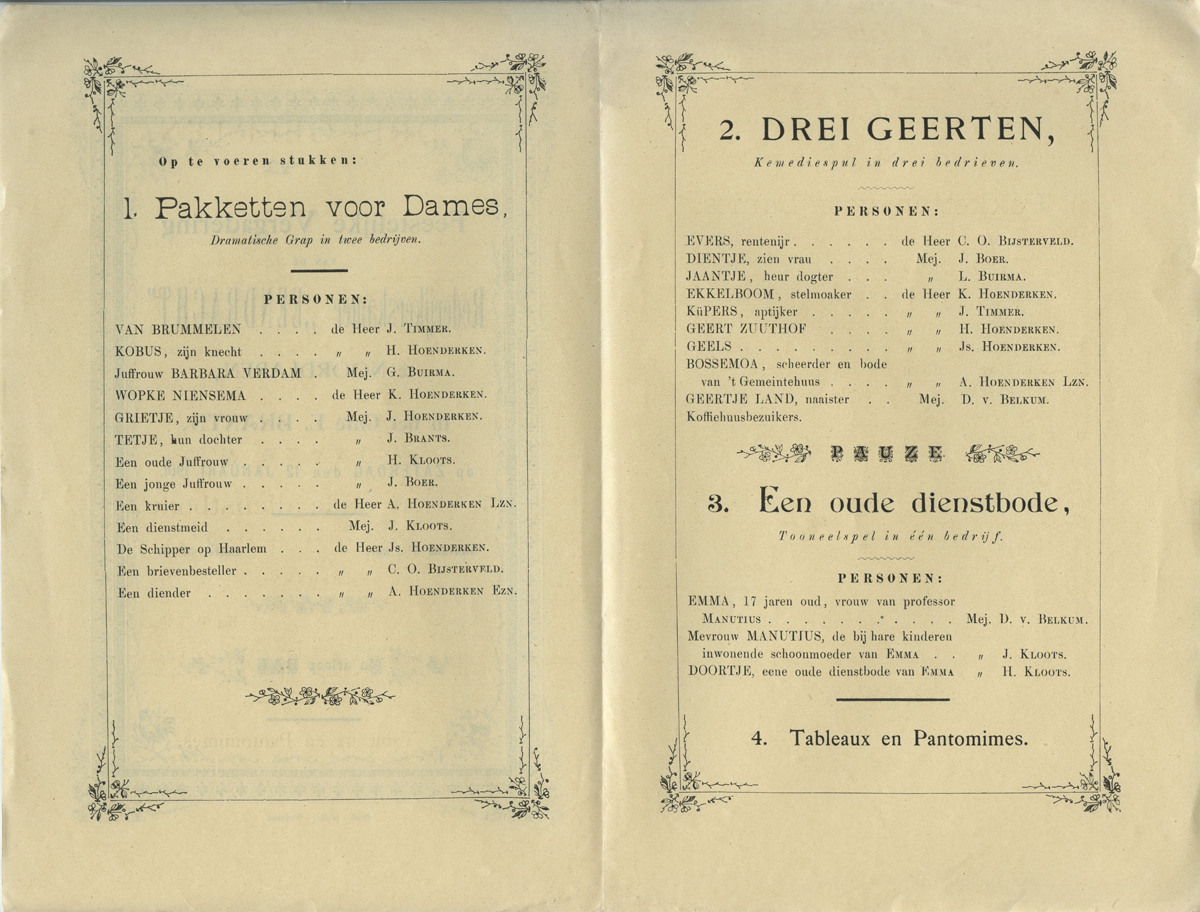
Toneelprogramma van De Rederijkers van 12 januari 1901

Tegenwoordig heeft Noordlaren geen toneelvereniging meer, maar in het verleden zijn er zeker 3 geweest:
In 1898 werd rederijkerskamer Eendracht opgericht door de rijke boeren Hoenderken en Bolhuis, die beide een herenbank bezaten in de Noordlaarder kerk. De rederijkerskamer gaf in de winter en vroege voorjaar uitvoeringen in onder andere café Kloots aan de Lageweg. Veel leden woonden aan de Vogelzangsteeg. In 1939 vierde de rederijkerskamer haar 40-jarig bestaan. In 1940 wordt de rederijkerskamer nog genoemd, maar daarna komt zij niet meer voor in de kranten. Vermoedelijk werd de rederijkerskamer opgevolgd door de kort daarvoor opgestarte toneelvereniging T.O.G.O.
In 1936 werd de toneelvereniging T.O.G.O. (Tot Ons Genoegen Opgericht, later afgekort tot TOGO) opgestart in Glimmen. In de loop der tijd kwamen de leden steeds meer uit Noordlaren en steeds minder uit Glimmen. Nadat het laatste lid uit Glimmen vertrokken was, werd de toneelvereniging overgebracht naar Noordlaren. Mogelijk gebeurde dit in de jaren 60 of 70.
In 1992 werd toneelvereniging De Deurzetters opgericht. In de loop der tijd sloten zich hier alle jongere leden bij aan, waarop toneelvereniging TOGO in 2008 gedwongen was om wegens gebrek aan leden zichzelf op te heffen. In 2015 werd ook toneelvereniging De Deurzetters opgeheven omdat de leden er nog te weinig tijd voor hadden.

### Dorpsfeest

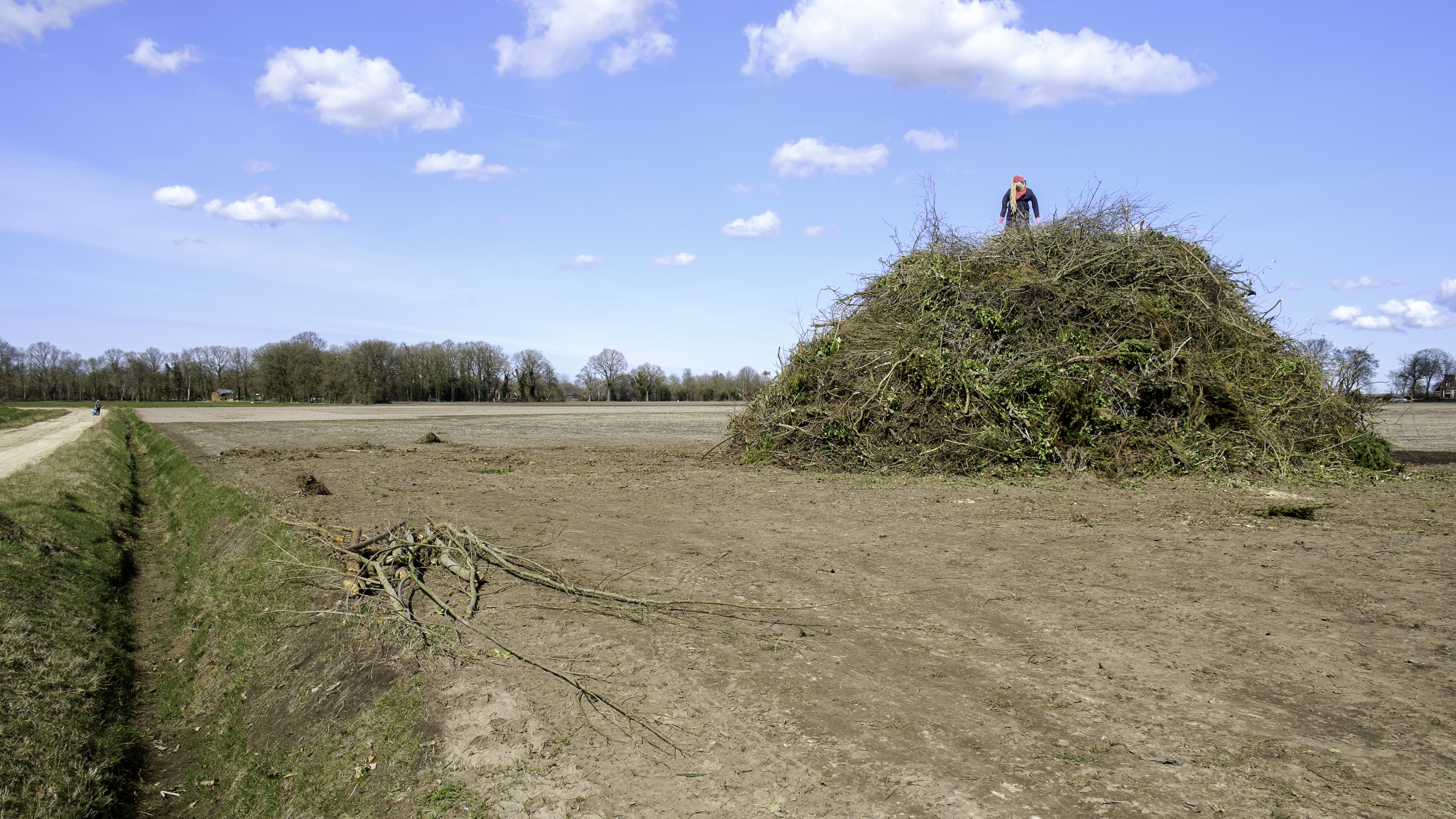
Traditiegetrouw wordt er in het voorjaar een bult met takken gemaakt voor het jaarlijkse paasvuur

In Noordlaren werd vanaf 1911 jaarlijks door de Vereniging voor Volksvermaken met hemelvaart een volksfeest gehouden met activiteiten als harddraverij, boegsprietlopen en kuipsteken. In 1938 werd dit volksfeest stopgezet wegens gebrek aan belangstelling. In 1973 probeerde men het opnieuw, hetzij met een lagere frequentie: Eens per 5 jaar wilde men een dorpsfeest van een dag organiseren. Het bleek echter zo’n succes, dat het aantal dagen werd uitgebreid naar 3. Hoogtepunt van het dorpsfeest vormt de optocht met praalwagens door de feestelijk versierde straten van het dorp.

## Trivia
- Volgens Ter Laan werd volgens de overlevering (in de 19e eeuw) in Noordlaren ook aan het Sint-Steffenrijden (stevvenrieden of steffenrieden) gedaan, waarbij boerenzoons op de vroege ochtend van tweede kerstdag op paarden met een geel dek door het dorp en omgeving reden en daarbij ook Yde aandeden.[265] Het Sint-Steffenrijden was er onder andere op gericht om de vruchtbaarheid van het land bevorderen en voor de boerenzoons om een huwelijkspartner te vinden in een van de herbergen die ze aandeden.[266]
- Het dorp heeft sinds 1979[267] of 1981[268] een eigen dorpskrant. De dorpskrant werd opgericht vanwege onvrede met het functioneren van de vereniging Dorpsbelangen Noordlaren en omdat het plaatselijke nieuws geen aandacht zou krijgen in de grotere dag- en weekbladen in de gemeente Haren. De krant wordt tegenwoordig wel weer uitgegeven door de Vereniging Dorpsbelangen Noordlaren en verschijnt enkele malen per jaar.
- Willem Frederik Hermans voert in zijn laatste roman voor zijn dood genaamd Ruisend gruis (1995) als hoofdpersoon de briljante mineraloog professor Fahrenkrog op, die in zijn nieuwe huis in Noordlaren een barometer ophangt die leidt tot vulkanische activiteit onder Noordlaren, waaraan hij uiteindelijk overlijdt.[269]
- Volgens Timmer verwijst de naam Koningsteeg in het dorp naar het feit dat koning Willem III hier eens zijn rijtuig stalde.[207] Volgens Schenk bevond deze stalling zich bij het later herbouwde saksische boerderijtje aan de Koningsteeg 1.[270]

## Geboren
- Lambertus Bieruma (1660-1734), predikant
- Engelbertus Matthias Engelberts (1731-1807), predikant en schrijver
- Willem Beekhuis (1766-1815), predikant
- Bernardus Verwey (1772-1835), predikant
- Willem Christiaan Brade (1791-1858), civiel ingenieur, kapitein der genie; medeoprichter van de Hollandsche IJzeren Spoorweg Maatschappij
- Bernardus Johannes Riedel (1821-1887), predikant
- Roelf Gerrit Rijkens (1862-1950), journalist en burgemeester van Veendam en Velzen
- Jan Siebo Uffen (1942), dichter